# Histoire du Japon
Vous lisez un « article de qualité » labellisé en 2017.

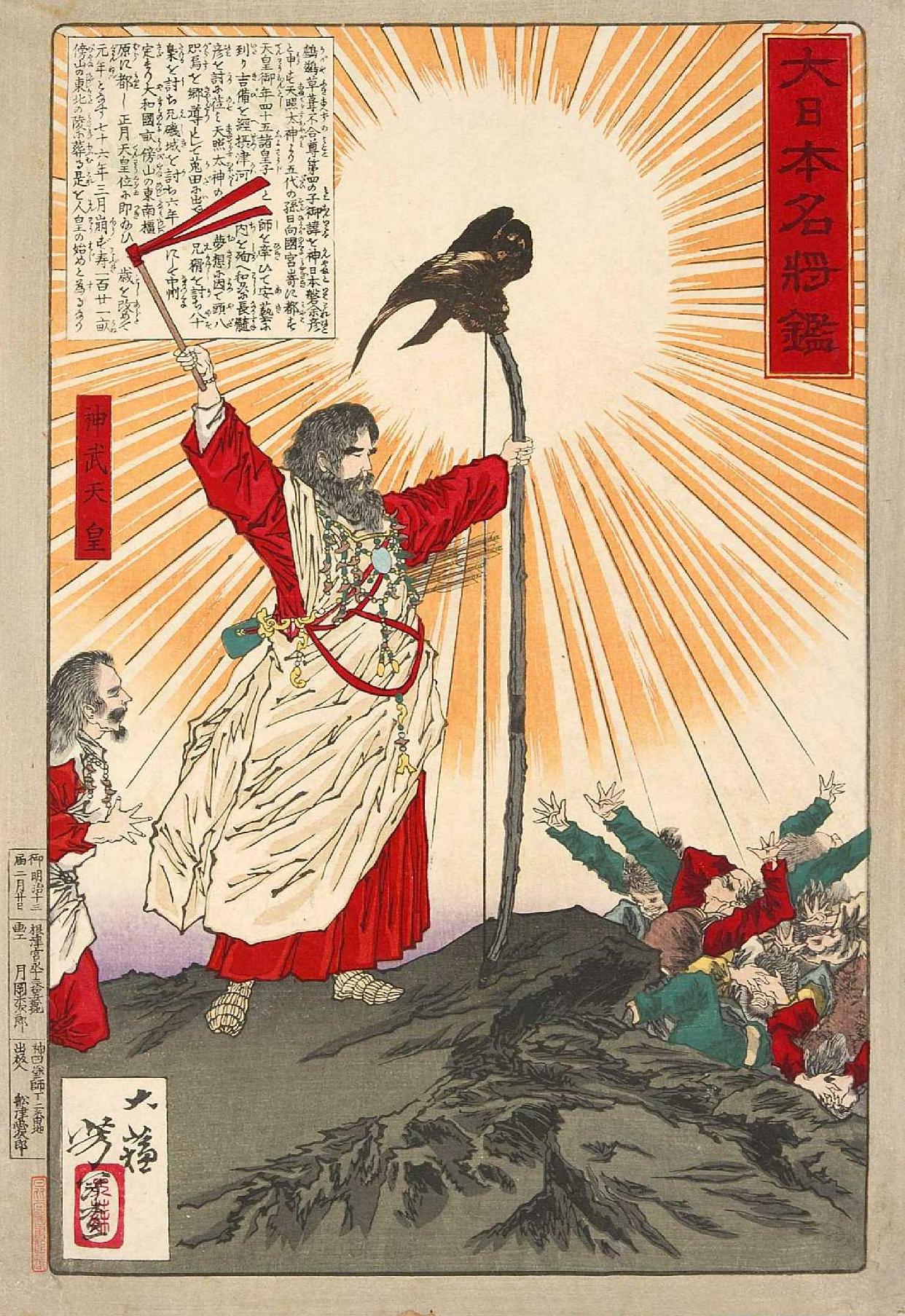
Représentation de la fondation légendaire du pays par l'empereur Jinmu.

L’histoire du Japon commence avec l'installation de groupes d'Homo sapiens il y a au moins 38 000 ans, qui laissèrent les premières traces d'industrie, des pierres polies, dans l'archipel japonais. Des poteries, parmi les plus anciennes de l'humanité, sont produites vers 13 000 ans avant notre ère lors de la période Jōmon, et comprennent les premières formes d'œuvres artistiques : les dogū. 400 ans avant notre ère, au cours de la période Yayoi, sont introduites des technologies venant de Chine et de Corée comme la riziculture et la fonte du bronze et du fer.
La période Yamato, qui s'étend de 250 à 710, voit l'émergence de la première forme d'État structuré. Lors de sa première partie, de grands tertres funéraires, ou kofun, sont bâtis, et, progressivement, la région du Kansai s'impose en tant que centre politique. Au VIe siècle, le bouddhisme, arrivé au Japon via la Chine et la Corée, bouleverse profondément la vie politique du pays ; une constitution en 17 articles d'inspiration bouddhique est rédigée en 604 pour encadrer le fonctionnement de l'État. De nombreux immigrés originaires des royaumes coréens façonnent la vie politique et les arts de l'archipel japonais.
Du VIIIe siècle au XIIe siècle, une culture classique portée par une cour impériale se développe. Très influencée par des modèles continentaux dont elle s'émancipe dès le Xe siècle, elle est à l'origine d'œuvres comme le Tōdai-ji ou Le Dit du Genji. C'est aussi à cette époque que la scène politique se divise entre le pouvoir impérial, et celui de chefs de clans. Les clans Fujiwara, Taira, et Minamoto vont tour à tour accaparer la plupart des rouages de l'administration. Des famines sévissent régulièrement dans le pays, et l'insécurité qui s'installe entraîne la création d'une classe sociale de combattants, ou bushi.
Le Moyen Âge japonais s'étend du XIIe siècle à la fin du XVIe siècle. Après la guerre de Genpei, qui s'achève en 1185, le pays est dirigé pour la première fois par un gouvernement extérieur à la cour impériale : le bakufu, basé dans la région du Kantō. Ce gouvernement guerrier, dirigé par le clan Hōjō marque l’époque de Kamakura (鎌倉時代, Kamakura jidai, 1185–1333), l'une des 14 subdivisions traditionnelles de l'histoire du Japon. Cette période, qui commence en 1185 et s'achève en 1333, est placée sous l'autorité politique du shogunat de Kamakura et constitue la première partie du « Moyen Âge » de l'histoire japonaise. Le gouvernement guerrier en place est ensuite dirigé par les Ashikaga, qui structurent le pays à partir de 1336. L'époque Sengoku, ou époque des provinces en guerre, clôt ce Moyen Âge, marqué par de grandes turbulences sociales et politiques et un morcellement du pays en plusieurs provinces et potentats. La réunification politique du pays est cependant réalisée sous l'impulsion successive des chefs militaires Oda Nobunaga, Toyotomi Hideyoshi, puis Tokugawa Ieyasu.
Le shogunat Tokugawa, qui s'ouvre en 1603 et se termine en 1868, correspond à l'époque d'Edo. Promouvant d'abord une politique commerciale active à l'étranger, il met en place une politique d'isolement par l'édit Sakoku de 1635. Le pays connaît une phase d'essor démographique et économique allant de la fin du XVIe siècle au début du XVIIIe siècle. Le néo-confucianisme importé de Chine sous-tend l'organisation de la société, et une division sociale en plusieurs classes s'instaure. Dans la culture, des formes artistiques comme le kabuki ou le haïku voient le jour, alors que dans le domaine scientifique, les études hollandaises ou Rangaku continuent de diffuser dans l'archipel les sciences et techniques occidentales.
En 1868, le retour du pouvoir impérial au centre du système politique constitue l'acte de naissance de l'empire du Japon. En compétition avec le colonialisme occidental sur le continent asiatique, le pays se lance dans une politique d'expansion territoriale, qui aboutit à l'annexion de la Corée en 1910, l'invasion de la Mandchourie en 1931, puis l'occupation d'une partie de la Chine à partir de 1937. Au début des années 1940, le pays s'engage dans une guerre contre une coalition internationale. Le conflit prend fin après les bombardements atomiques d'Hiroshima et Nagasaki d'août 1945 ; l'empire du Japon est contraint à la capitulation. De 1945 à 1952, l'occupant américain impose la démocratisation du pays.
Après la fin de l'occupation, le Japon devient l'une des principales puissances économiques mondiales. Malgré l'opposition récurrente de ses proches voisins, son essor économique lui permet de diffuser dans le monde entier ses productions culturelles, substituant un soft power important à sa domination militaire passée.
| Chronologie du Japon. |

## Préhistoire

### Âge de pierre

#### Le Paléolithique

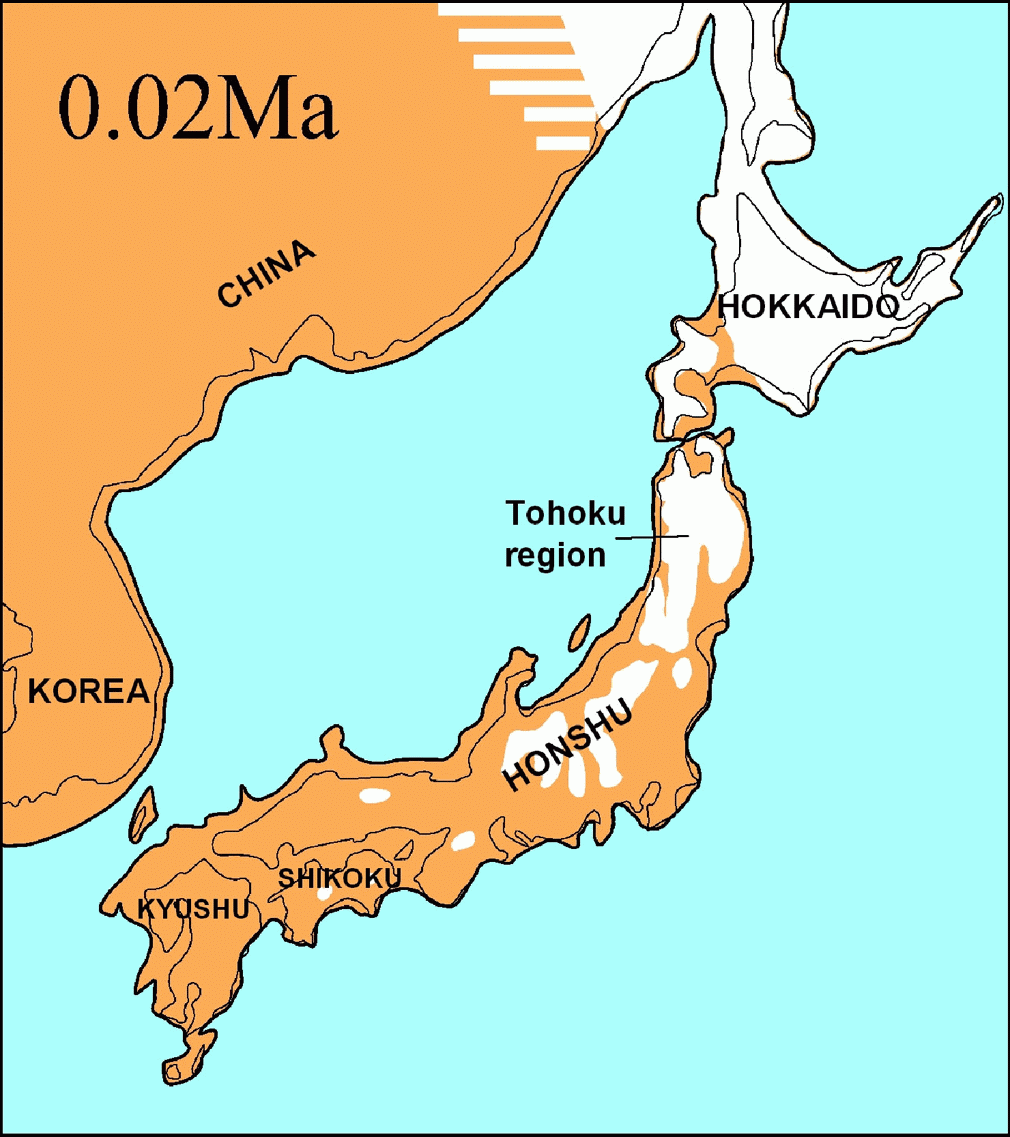
Le Japon lors de la dernière glaciation (vers 20000 ans avant le présent). Les zones en orange étaient au-dessus du niveau de la mer, celles en blanc représentent les territoires couverts de glace.

Le début du peuplement au Japon remonte probablement au début de la dernière période glaciaire il y a au moins 38 000 ans, lorsque l'archipel était en contact avec le reste du continent, mais en raison de la nature acide des sols, aucun squelette n'a été conservé. Au plus fort de cette période vers - 18 000, le niveau des mers est alors inférieur de 130 à 140 mètres au niveau actuel et le territoire est connecté entre Kyūshū et la Corée ainsi qu'entre Hokkaidō, Sakhaline, et la Sibérie. Les premiers Homo sapiens partagent les terres avec de grands animaux, y compris des mammouths. La partie la plus septentrionale du Japon actuel est occupée par la toundra et des forêts, alors qu'une zone comprenant le Tōhoku et le Kantō est, elle, couverte de résineux. Plus au sud, les conifères cèdent progressivement la place à des arbres à feuilles caduques.
Les premiers vestiges d'industrie humaine, des pierres polies, remontent à environ 32 000 ans, et constituent les traces du début du Paléolithique postérieur au Japon. Cette période s'étend jusqu'à 10 000 ans avant notre ère. Découverts initialement à Iwajuku, mais se retrouvant dans la totalité du territoire japonais, ces artéfacts se présentent sous la forme de haches, des pointes de lances et des couteaux. Il y a 22 000 ans, la population est estimée à environ 10 000 habitants, et vit principalement de la chasse. La période suivante s'étale de 12 000 à 10 000 ans avant notre ère et se démarque par l'apparition de lames de pierre plus fines dans deux foyers distincts. Au nord-est de Honshū et à Hokkaido, leurs formes de coin s'apparentent à celles retrouvées autour du lac Baïkal, alors qu'à l'ouest leurs formes arrondies s'apparentent à celles retrouvées dans le sud de la Chine. Les changements climatiques ainsi que la disparition de certains gibiers entraînent un glissement du régime alimentaire de ces premiers habitants vers une alimentation plus riche en végétaux.

#### Période Jōmon
Depuis la fin du XIXe siècle les débats, qui touchent aussi parfois les manuels scolaires, sur les origines ethniques et culturelles des actuels habitants de l'archipel se polarisent sur la question de l'identité culturelle japonaise. Depuis la fin de la Seconde Guerre mondiale la référence aux textes anciens, comme le Kojiki et le Nihon shoki, s'est atténuée tandis que la population manifestait un véritable engouement pour les découvertes archéologiques concernant les périodes Jōmon et Yayoi. Les fouilles du site Yayoi de Toro (Shizuoka), à la fin des années 1940, puis l'article de Tarō Okamoto en 1952 et ses tours de l'Exposition universelle d'Osaka en 1970 qui faisaient l'éloge de la culture Jōmon, opposaient deux modèles de société : le modèle Yayoi d'une communauté agricole et pacifique, le modèle Jōmon d'une société non hiérarchique à l'esthétique « moderne ». Les chantiers de fouille se sont, depuis, multipliés comme nulle part au monde. Les objets ont alimenté des musées locaux et de nombreux sites ont fait l'objet d'une présentation pédagogique immersive, en particulier les parcs archéologiques de Sannai Maruyama et Yoshinogari.
Les premières traces de poteries, parmi les plus anciennes de l'Histoire de l'humanité, apparaissent vers 14 500-13 000 avant notre ère, sur le site d'Odai Yamamoto site I dans la préfecture d'Aomori. Les distinctions régionales apparues au Paléolithique entre un Japon occidental et un Japon oriental s'accentuent ; entre sept et huit aires culturelles distinctes sont constituées à la fin de la période, vers 300 avant notre ère. Le développement de la céramique permet un stockage plus efficace des aliments, mais aussi la cuisson, et donc la consommation, de nouveaux aliments comme les glands, les châtaignes et les marrons. Par ailleurs, des objets en laque comme des peignes ou des bols, ainsi que des étoffes en fibres végétales commencent à apparaître.

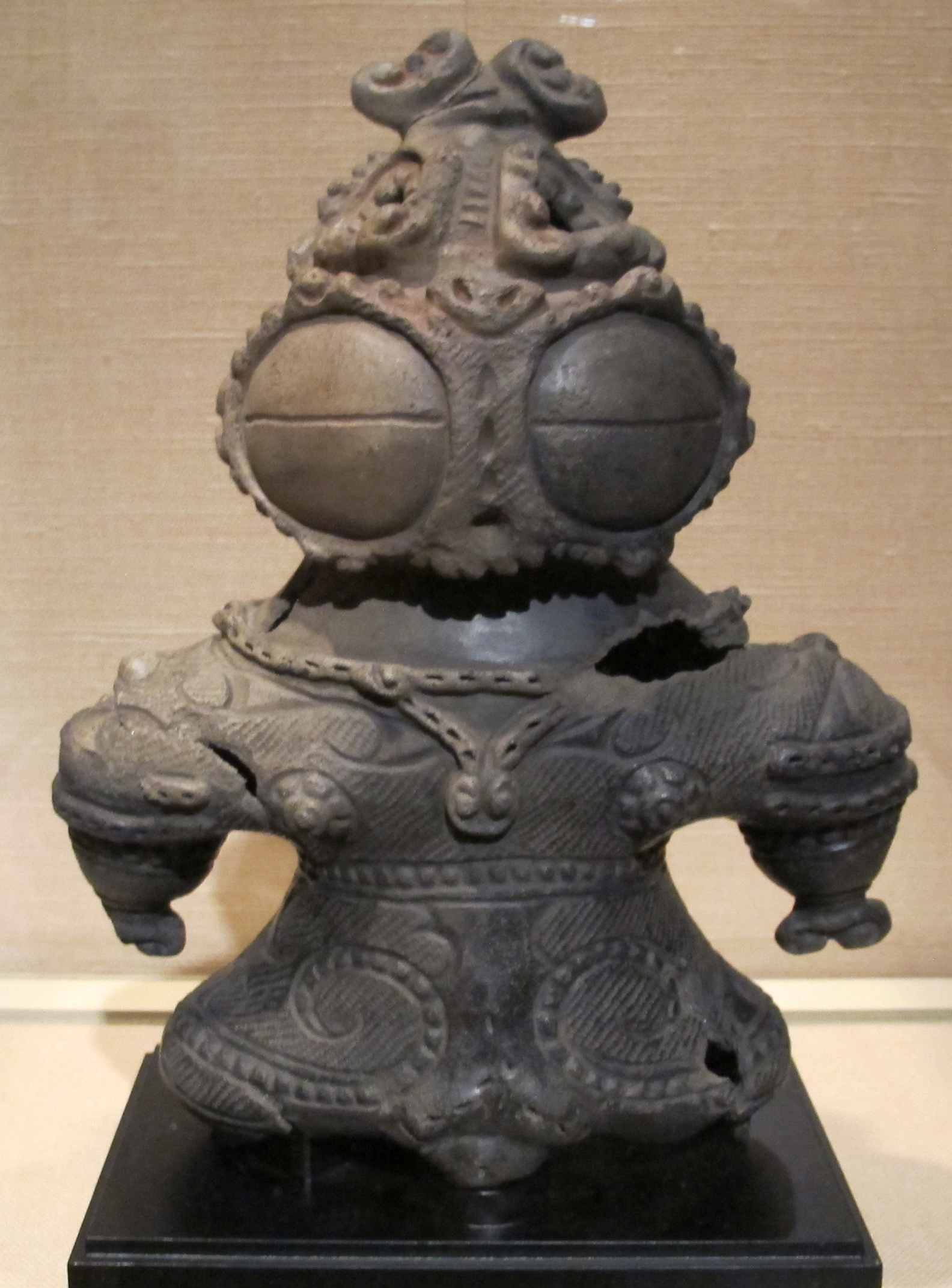
Dogū : statuette en terre cuite.

Un mouvement de sédentarisation dans des villages, déjà observable lors de la période précédente, s'accentue. Les habitations font de quatre à cinq mètres de diamètre, avec un sol situé à un mètre de profondeur. On trouve par ailleurs des bâtiments plus grands, jusqu'à 30 mètres de long, notamment dans les régions connaissant des épisodes d'enneigement. Les pratiques funéraires font apparaître certains objets comme des dogū ainsi que des parures décoratives, mais ne présentent pas de distinctions sociales marquées. L'alimentation continue d'être constituée du produit de la chasse, auquel s'ajoutent des végétaux en nombre grandissant sur la période, alors que vers la fin de celle-ci l'agriculture commence à se répandre, ainsi qu'une sylviculture du châtaignier, dès les IVe et IIIe millénaires avant notre ère. La pêche et la récolte de coquillages se généralisent le long des côtes, et le chien commence à être domestiqué. Les réseaux d'échanges de biens touchent l'ensemble de l'archipel, et traversent parfois la mer. L'abondance de ressources explique sans doute le faible développement de l'agriculture dans le Japon de la période Jōmon, ce qui constitue une variante originale de la néolithisation : sédentarité, céramiques précoces, mais processus de domestication des plantes et des animaux (quasi) inexistant,.
La fin de la période est cependant marquée par un effondrement du modèle du chasseur-cueilleur sédentaire, avec une disparition des villages et un retour au nomadisme. À l'apogée de cette période, les estimations les plus hautes chiffrent à 300 000 le nombre d'habitants, dont 90 % dans la plaine du Kantō.
Plusieurs études de paléogénétique ont analysé le génome des habitants de la période Jōmon. Leurs résultats soutiennent les preuves archéologiques basées sur l'industrie lithique que les Jomon sont des descendants directs du peuple du Paléolithique supérieur qui a commencé à vivre dans l'archipel japonais il y a 38 000 ans. Les spécimens étudiés montrent également une forte affinité génétique avec les aborigènes indigènes de Taïwan, ce qui suggère une route côtière de la migration de l'ascendance Jomon. Ces résultats indiquent que ces populations sont génétiquement distinctes des populations vivant aujourd'hui en Eurasie orientale ou même au Japon, à l'exception des Aïnous d'Hokkaido. Ils correspondent à l'hypothèse que les Aïnous et les Jomon partagent une ascendance commune. Une étude suggère ainsi que les Aïnous d'Hokkaido « sont probablement des descendants directs du peuple Jomon ». Enfin, les chercheurs ont observé une mutation pathogène du gène CPT1A chez ces individus. La mutation offre des avantages métaboliques pour la consommation d'un régime alimentaire riche en graisses et sa fréquence d'allèles est supérieure à 70 % dans les populations arctiques, mais est absente ailleurs. Cette variante pourrait être liée, selon les auteurs, au mode de vie du peuple Funadomari Jōmon, qui pêchait et chassait les animaux terrestres et marins.

### Protohistoire

#### Période Yayoi

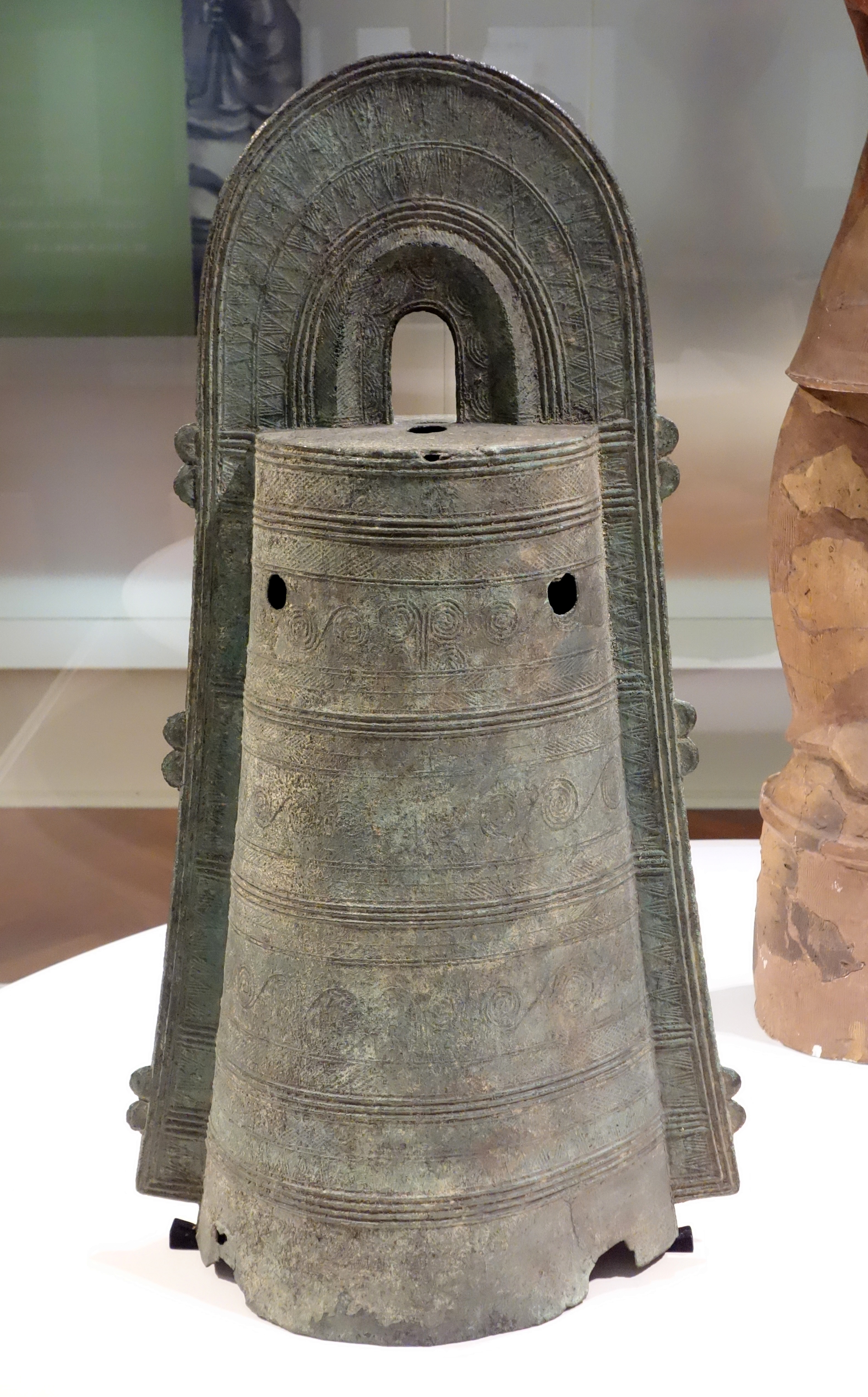
Dōtaku, type de cloche de bronze de la fin de la période Yayoi.

La culture Yayoi, du nom d'un type de poterie propre à cette époque, se développe à partir de 800 avant notre ère dans l'ouest de l'archipel, et coexiste dans un premier temps avec la culture Jōmon, jusque vers environ 400 AEC, date initiale retenue traditionnellement. Initialement centrée sur le nord de Kyūshū, elle se caractérise par l'usage d'une riziculture inondée, technique importée de Chine via la Corée, et s'étend jusqu'au IIIe siècle. L'usage de greniers surélevés pour stocker les récoltes apparaît. Contrairement à d'autres régions du monde, l'essor de l'agriculture ne s'est pas accompagné au Japon d'un développement de l'élevage. Des objets en bronze et en fer apparaissent simultanément. La matière première n'est pas extraite sur place, mais est importée sous forme de lingot et est fondue dans des moules. De grandes cloches de bronze, des épées et des pointes de lances, ou encore des tama sont façonnées et ensevelies dans un but cérémoniel.
Les individus de la période Yayoi présentent, à la différence des populations de la culture Jōmon, une nouvelle composante génétique continentale d'Asie du Nord-Est. Les fermiers du Néolithique moyen de l'ouest de la rivière Liao sont les anciennes populations du continent asiatique qui sont les plus proches génétiquement de la source continentale présente chez ces individus Yayoi, ce qui suggère un itinéraire hypothétique de propagation agricole en direction du Japon qui aurait suivi la péninsule du Shandong (nord-est de la Chine) vers la péninsule du Liaodong (partie nord-ouest de la péninsule coréenne) puis atteint l'archipel via la péninsule coréenne.

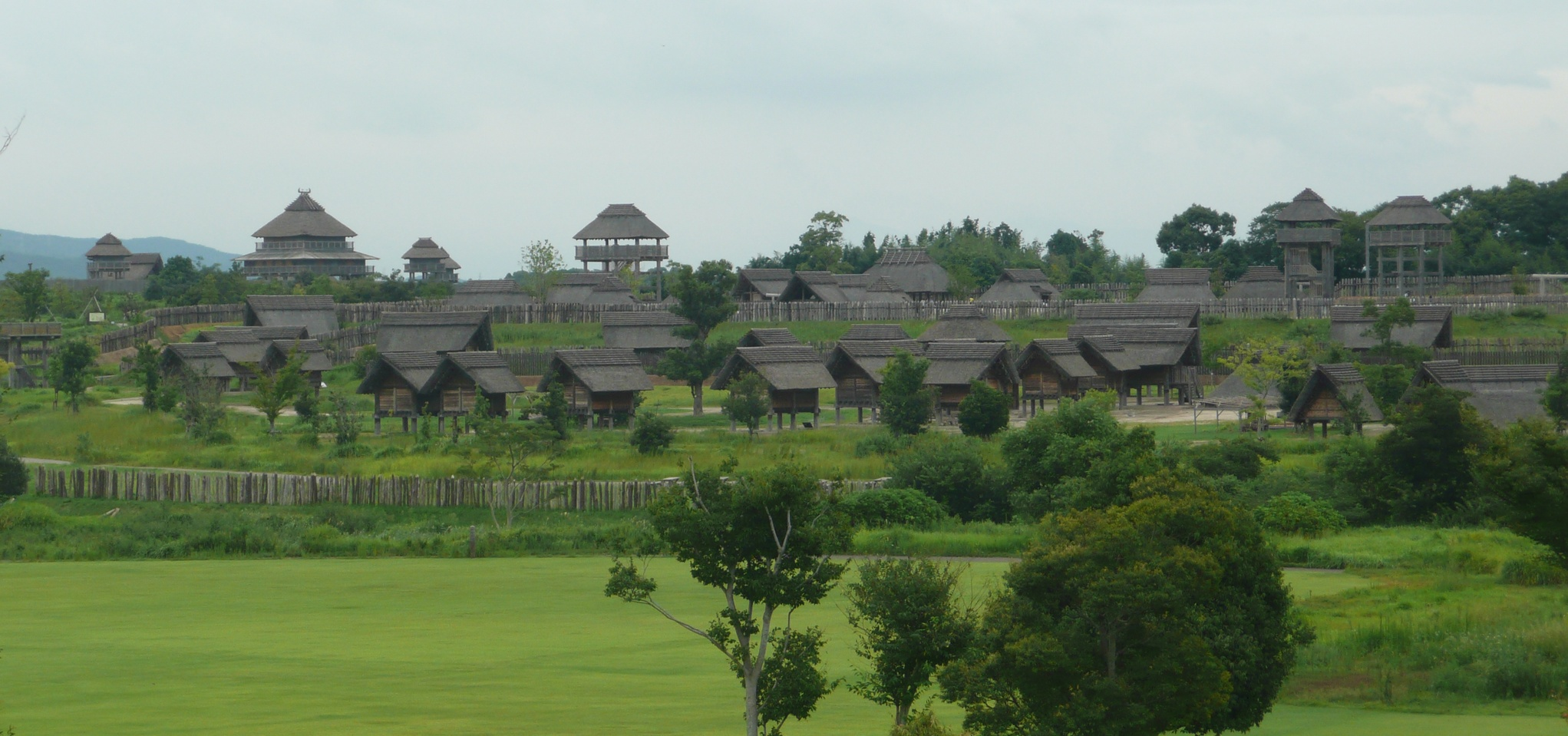
Reconstitution du village fortifié du site de Yoshinogari, illustrant les habitations surélevées propres à cette époque.

La population connaît une croissance importante, soutenue par les progrès de l'agriculture alors que la cueillette, la chasse, et la pêche sont toujours pratiquées. Cette hausse est surtout sensible au Sud et dans l'Ouest, bien que le Centre et le Sud de la région continuent de représenter la plus importante partie des habitants de l'archipel. Ceux-ci seraient environ 600 000 au début du Ier siècle, et un million vers l'an 200. Par ailleurs, les troubles politiques sur le continent, plus particulièrement en Chine avec la chute des Han, ont probablement entraîné l'arrivée de populations d'outre-mer, et avec elles des savoir-faire techniques et artisanaux. L'habitat n'évolue que peu par rapport à la période Jōmon, mais les villes se fortifient et de nouveaux établissements sont fondés sur des hauteurs faciles à défendre, en raison de l'apparition de guerres.
La région est pour la première fois citée dans des sources écrites du IVe siècle venant de Chine. Le peuple habitant l'archipel est désigné sous le nom de Wa, et décrit comme étant réparti en une centaine de principautés, certaines entretenant des relations commerciales avec les Hans. Selon la chronique des Wei, ces principautés se seraient fédérées sous l'autorité de la reine Himiko, dans la région du Yamatai.

#### Période Kofun

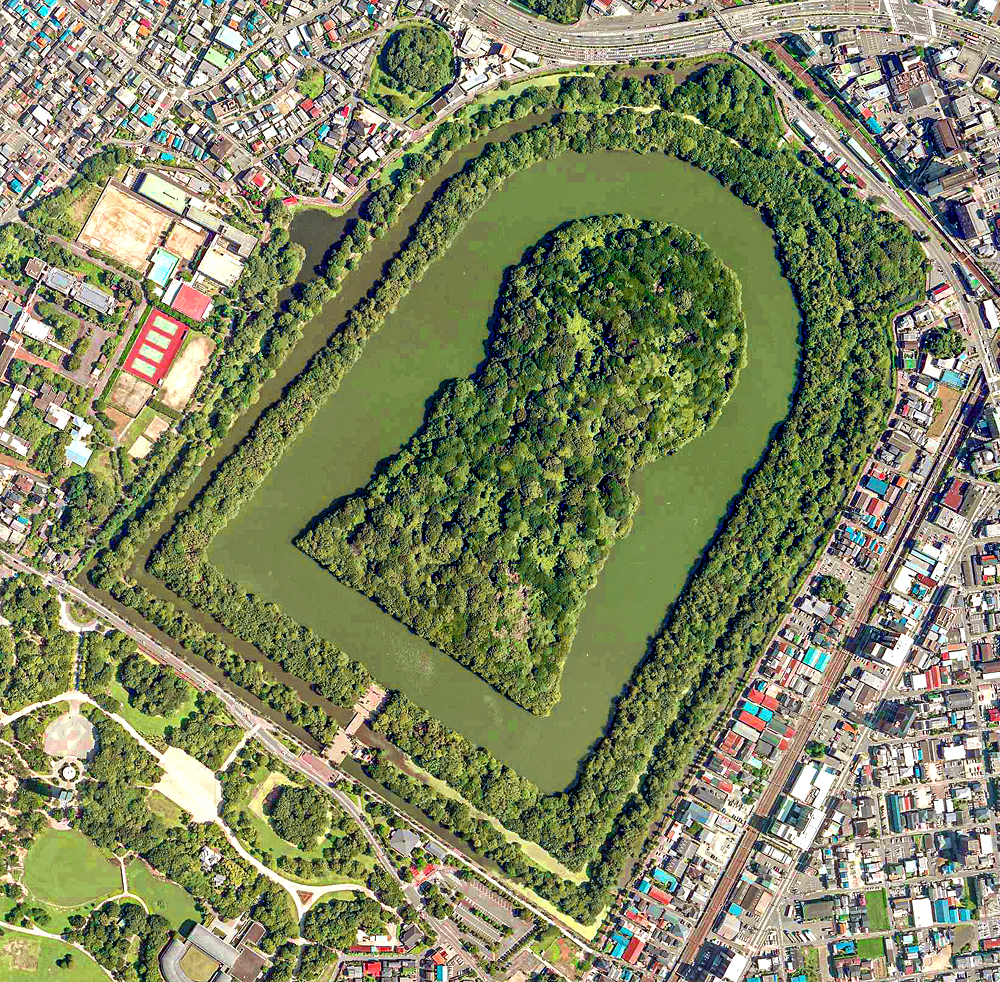
Vue aérienne du kofun de l'empereur Nintoku dans la région d'Osaka.

La période qui va de la fin du IIIe siècle à la fin du VIe siècle se caractérise par l'utilisation de kofun, grands tertres funéraires érigés pour des chefs locaux ainsi que pour leurs familles. Leur taille va en s'accroissant entre le milieu du IVe siècle et le début du Ve siècle, notamment dans la région du Kinki, qui devient un important centre politique entre 450 et 500 au terme d'un processus d'unification politique. Vers le début du Ve siècle, son centre situé dans la zone du Yamato, près de Nara, se déplace vers la plaine du Kawachi. L'augmentation de la taille des kofun à cette occasion témoigne d'une croissance importante du pouvoir. Celui de Daisen construit à cette époque fait ainsi 480 mètres de long pour 30 mètres de haut, et aurait nécessité l'utilisation de près de 200 000 hommes pendant plusieurs années. Vers la fin du Ve siècle et le début du VIe siècle, un nouveau type de régime politique émerge, centralisé autour de quelques grands chefs et possédant un début d'administration. Cette évolution va de pair avec une baisse en nombre et en taille des kofun, remplacés par de grandes nécropoles disposant de petits tertres, illustrant une concentration du pouvoir.
La paléogénétique montre que les anciens individus de la période Kofun sont distincts génétiquement des individus de la culture Yayoi. Les résultats suggèrent que les Hans d'Asie de l'est sont la population la plus proche de cette source continentale. Ils confirment également l'hypothèse que le début de la période Kofun s'est accompagné d'une forte migration en provenance du continent asiatique dans l'archipel du Japon. Depuis lors, on observe « un certain niveau de continuité génétique » avec la population japonaise moderne.
Le processus de différenciation sociale déjà actif lors de l'époque précédente s'accentue, et entre 350 et 400 le matériel funéraire présent dans ces tombes montre une militarisation du pouvoir. Cependant, des régions entières restent en dehors de ce modèle culturel dominant, comme le nord du Tōhoku, Hokkaidō, les îles Satsunan, perpétuant la culture Jōmon. À partir du Ve siècle, des rizières en zones sèches se développent, et de nouveaux espaces sont défrichés et cultivés, permettant une croissance de la production agricole. La création de digues et d'étangs, ainsi que l'assèchement de marais montrent par ailleurs une organisation sociale plus poussée.

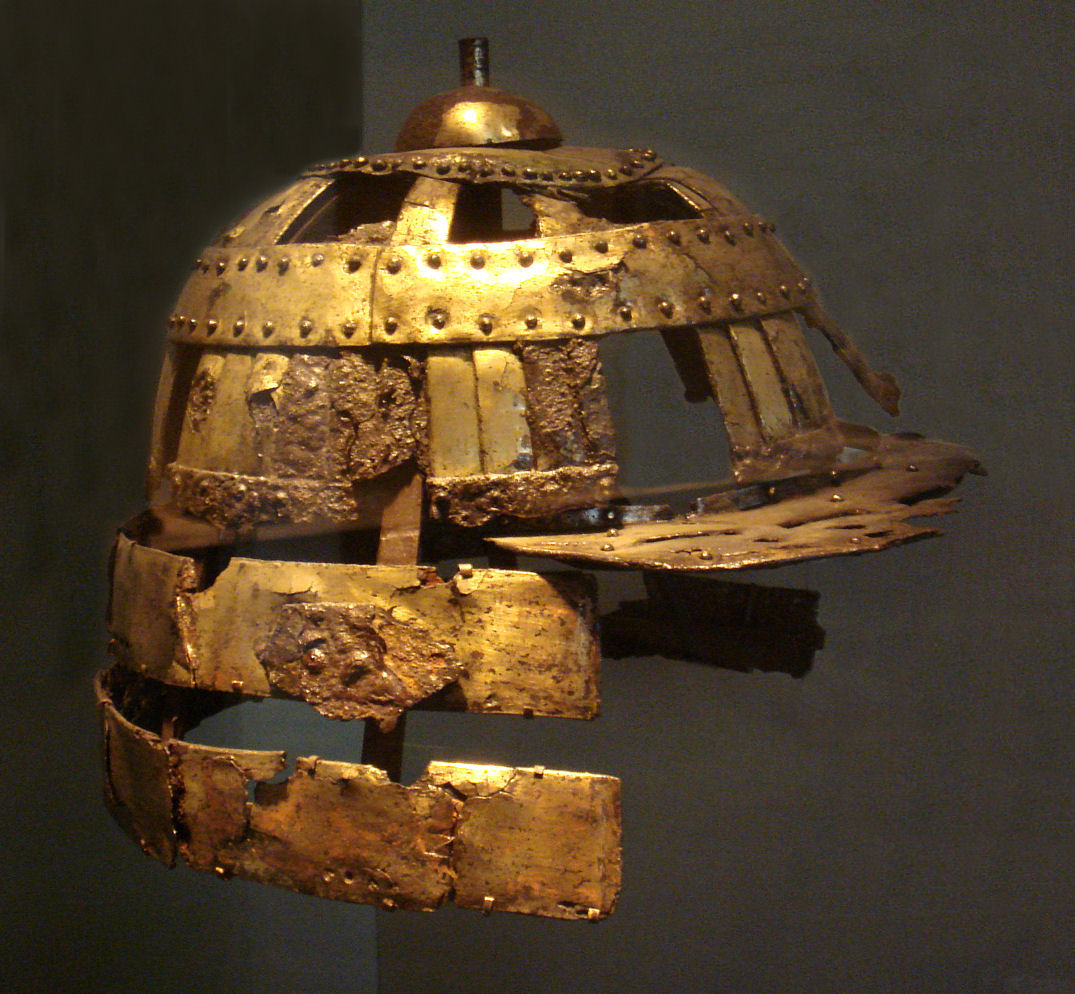
Casque de soldat du V.

Les relations politiques avec les royaumes coréens s'intensifient. Les chefs Wa dépendant de la péninsule pour leurs approvisionnements en métaux, il est probable que ceux-ci aient ainsi cherché à sécuriser les circuits d'échanges. Dès le Ve siècle, des alliances militaires se forgent avec Baekje et des troupes Wa interviennent dans la péninsule pour combattre contre les royaumes de Silla et du Koguryo. C'est via ces alliances que des artisans qualifiés entrent dans l'archipel, et apportent avec eux des technologies comme le tissage de la soie, la fabrication de papier, la fonte de métaux… Des lettrés du continent maîtrisant l'écriture chinoise émigrent également. Des relations avec les pouvoirs chinois sont aussi entretenues par des ambassades, et des sources de l'empire du Milieu témoignent de l'existence de cinq rois de Wa au cours du Ve siècle.

## Période antique (VIe–XIIesiècles)

### Période d'Asuka

#### Pénétration du bouddhisme et crises politiques

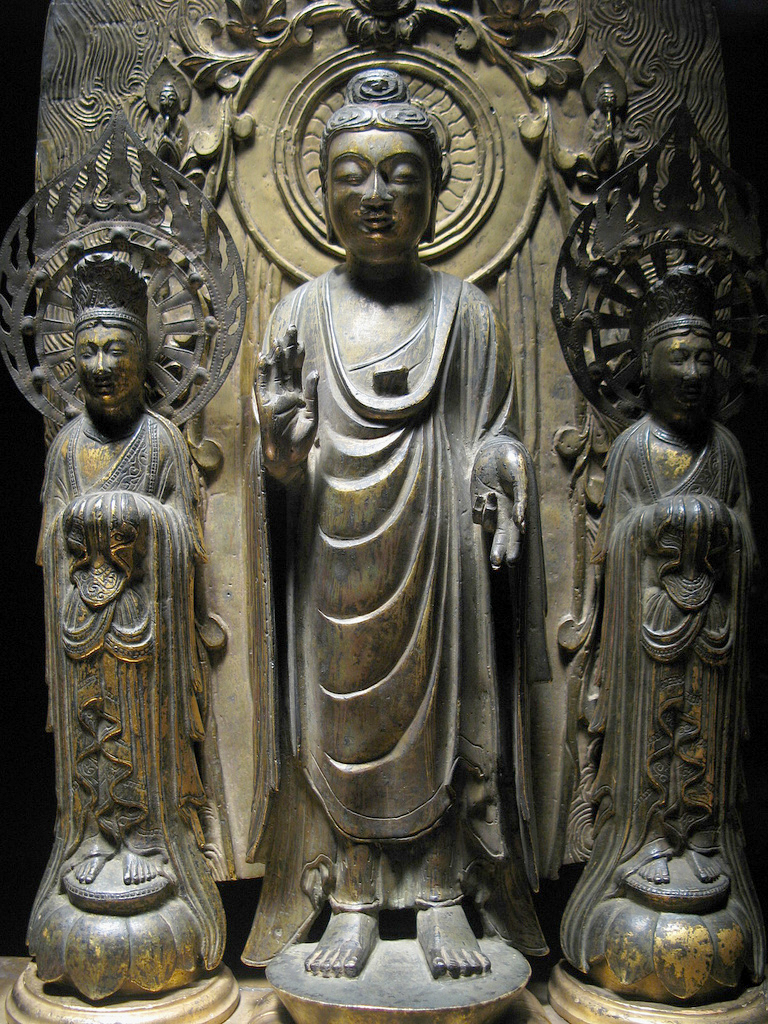
Statues de Bouddha du VIe ou VII provenant de Corée, et conservées au Hōryū-ji à Nara.

Le bouddhisme fait son entrée au Japon vers le VIe siècle. En 538 ou 552, l'empereur Kinmei reçoit une statue de Bouddha ainsi que des sutras de la part du roi coréen de Baekje, alors que des moines bouddhistes venant de la péninsule convertissent déjà depuis quelques années des habitants de l'archipel. Bien qu'étant en contradiction avec les systèmes de croyances locaux, cette nouvelle spiritualité religieuse est bien accueillie, tout comme le taoïsme et le confucianisme. Elle touche dans un premier temps l'aristocratie, et certains chefs se convertissent à titre personnel ou entraînent avec eux l'ensemble de leur clan.
Le bouddhisme étend sa sphère d'influence au champ politique : dans la seconde moitié du VIe siècle, le clan Soga — converti à la nouvelle religion et opposé aux clans Nakatomi et Mononobe, tenants du shintō — prône son institution en religion officielle de la royauté japonaise, à l'exemple des royaumes coréens. Les partisans du shintō s'imposent dans un premier temps, mais l'empereur Kinmei autorise le chef de clan Soga no Iname à continuer à pratiquer ce culte à titre privé. Son successeur Bidatsu est plus hostile à cette religion et va jusqu'à la faire interdire, lui imputant de mauvaises récoltes, notamment en 569. L'opposition persistante entre les Soga et les Mononobe débouche sur un affrontement militaire. En 587, à la bataille de Shigisan, les Soga anéantissent leur ennemi. Leur victoire leur ouvre le chemin du pouvoir ; ils installent sur le trône du chrysanthème un nouvel empereur : Sushun, fils de l'empereur Kinmei et petit-fils de Soga no Iname. L'assassinat de ce dernier, cinq ans plus tard, permet l'accession au trône de la première impératrice régnante du Japon : Suiko, petite-fille de Soga no Iname et demi-sœur de l'empereur Sushun. Au début du VIe siècle, le clan Soga contrôle d'autres clans et trois grandes administrations.
La nature de plus en plus despotique du régime ligue contre lui des notables de la cour. Un premier coup d'État échoue en 643. Deux ans plus tard, soutenu par Kamatari du clan Nakatomi, le prince Naka no Ōe, descendant de l'empereur Kinmei, assassine Soga no Iruka, dépositaire du pouvoir du clan Soga. Ce n'est cependant qu'en 667, après une vingtaine d'années de complots politiques et d'actions violentes, qu'il accède au trône impérial sous le nom de Tenji.
Une troisième crise politique s'ouvre en 672 lorsque la guerre de Jinshin éclate, opposant le fils de l'empereur Tenji, le prince Ōtomo, à son oncle, Ōama. Ce dernier, s'appuyant sur des chefs régionaux mécontents des dépenses somptuaires du régime et des échecs militaires en Corée, s'impose lors de la bataille décisive de Setabashi. Contrairement à ses prédécesseurs, il prend immédiatement le titre d'empereur sous le nom de Tenmu et adopte la dénomination de Tennō en remplacement de celle d'Ōkimi, dirigeant non plus Yamato mais Nihon. Il entame une série de réformes institutionnelles afin de renforcer le pouvoir impérial. L'empereur est associé aux divinités locales et son ascendance divine affirmée — au sanctuaire d'Ise, le culte de la déesse tutélaire du pays, Amaterasu, est instrumentalisé. Dans le même temps, la propagation du bouddhisme est encouragée et son organisation est placée sous le contrôle de l'État.

#### Réformes internes et interventions extérieures
Au début du VIIe siècle, l'État se modernise en mettant en œuvre plusieurs réformes inspirées de celles des monarchies coréennes et de la dynastie Sui, en Chine. En 603, Il institue une hiérarchie en six rangs basée sur le mérite. Touchant les membres de la moyenne aristocratie, elle préfigure l'émergence d'un État basé sur une classe de fonctionnaires. En 604, la Constitution en 17 articles pose les bases d'une conception confucianiste de l'État, avec l'affirmation de la prééminence de la famille impériale, et l'obligation d'obéissance envers le souverain. Les anciens chefs de clan doivent se comporter comme des fonctionnaires, et se réunir à la cour pour écouter les ordres du souverain. La réforme de Taika de 646 accentue la centralisation de l'administration sur le modèle de celle de la Chine des Tang, et accélère l'intégration des provinces, y compris des plus reculées comme celles du Nord-Est. Des expéditions militaires sont lancées dans le Tōhoku et à Hokkaidō entre 646 et 660 pour soumettre les populations de ces régions. Les réformes sont poursuivies sous Tenmu. En 682, notamment, la rétribution individuelle des fonctionnaires est adoptée. Cette mesure vise surtout à l'achèvement de la transformation des membres de la haute aristocratie en fonctionnaires au service de l'État. Le code de Taihō, promulgué en 701, fournit en détail l'organigramme du régime, compile les règles existantes et marque la naissance d'un « régime de codes » influencé par les modèles continentaux.
Sur le continent, la Chine des Sui et la Corée du Koguryo sont en conflit au début du VIIe siècle. Le pouvoir Wa, se voulant l'égal du pouvoir chinois, tente de faire reconnaître ses prétentions sur la péninsule, diplomatiquement en envoyant des ambassades en 600 et en 607 à la cour chinoise — les premières depuis 478 —, et militairement en 600 et en 623 en envoyant des troupes en Corée, mais celles-ci sont défaites. En 630 une nouvelle expédition militaire est envisagée, mais les partisans du statu quo l'emportent, et les relations s'apaisent momentanément avec Silla.
La Chine des Tang entreprend au milieu du VIIe siècle de conquérir la péninsule coréenne, avec le soutien militaire de Silla. Sortant de sa position de neutralité, le pouvoir japonais s'allie au royaume coréen de Baekje et organise une intervention militaire afin de reprendre pied dans la péninsule. La coalition chinoise met fin à ses ambitions en 663 lors de la bataille navale de Hakusukinoe. Vaincu, le gouvernement japonais cherche par la suite à apaiser la situation en envoyant deux ambassades aux Tang en 665 et 669. Les conflits dans la péninsule ont cependant pour effet d'inciter de nombreux immigrés qualifiés à émigrer, ce qui favorise le transfert de techniques et de modes de pensées et d'organisation.

### Le Japon sous le régime des Codes (VIIIe–XIIesiècles)

#### Adaptation et délitement du régime des Codes
Le développement de l'administration du pays selon un régime de Codes, ou Ritsuryō, calqué sur le modèle chinois des Sui, s'étale du milieu du VIIIe siècle jusqu'au milieu du XIIe siècle. Il est caractérisé par quatre phases principales d'évolutions, au cours desquelles le pouvoir change de mains à plusieurs reprises.
Lors d'une phase allant d'environ 750 à 850, la maison impériale reste dominante dans les affaires du pays. L'ascension au pouvoir de l'empereur Kanmu en 781 puis celle de son fils Saga en 809 marquent l'apogée de cette période. Sous l'impulsion de ceux-ci, la décision est prise de déplacer la capitale vers Nagaoka-kyō (784), puis vers Heian-kyō (794) afin d'échapper à l'influence des moines bouddhistes de Heijō-kyō. Ils favorisent par ailleurs la construction de nouveaux temples, ainsi que l'émergence de nouvelles écoles de pensée bouddhistes, dont les écoles Tendai (et son Enryaku-ji) et Shingon (et son Tō-ji), de manière à concurrencer celles restées à Heijō-kyō. Ils réforment l'administration de façon à la rendre plus efficace et à faciliter son contrôle, et repoussent les populations non soumises d'Emishi vers le nord, au-delà de l'actuel Morioka.
D'environ 850 à 1050, le clan des Fujiwara domine la conduite du pays en assurant une forme de régence héréditaire. Déjà très liée à la famille impériale depuis le renversement du clan Soga de 643, cette association se renforce lorsque Fujiwara no Yoshifusa devient en 858 le régent, ou sesshō, du futur empereur Seiwa, assurant ainsi la réalité du pouvoir. Son fils Fujiwara no Mototsune hérite de cette charge en 873. L'empereur devenu majeur en 887, il est promu Kanpaku. Les Fujiwara s'assurent par des mariages du maintien des liens tissés avec la famille impériale, et parviennent à modifier le Ritsuryō pour capter un nombre grandissant de richesses. La puissance de la famille culmine lors du XIe siècle sous la direction de Fujiwara no Michinaga puis de son fils Fujiwara no Yorimichi entre 1016 et 1078 ; elle s'affaiblit par la suite en raison de dissensions familiales et de la montée en puissance des empereurs retirés.
Quelques empereurs retirés remettent en cause la prééminence des Fujiwara lors d'une période allant d'environ 1050 à 1180. Go-Sanjō, qui devient empereur en 1068, et son fils Shirakawa, qui le devient à partir de 1073, parviennent à exploiter les erreurs du régent Fujiwara et les dissensions qui secouent cette famille, élargissant ainsi leurs prérogatives, et augmentant les revenus de leurs terres. Grâce à leur richesse accrue, ils financent de grands travaux dans la capitale, ce qui renforce leur autorité politique. Cette stratégie est poursuivie avec succès jusqu'au règne de Go-Shirakawa au cours duquel les relations à la cour se tendent, et plusieurs rébellions éclatent (celle de Hōgen en 1156, Heiji en 1160). C'est à cette époque que sous la direction de son chef militaire, Taira no Kiyomori, et grâce à l'appui de Go-Shirakawa, le clan Taira affirme sa puissance. Mochihito, fils de Go-Shirakawa, s'estimant injustement écarté du pouvoir par les Taira, conclut en 1180 une alliance avec le clan Minamoto ; la guerre de Genpei commence. Cinq ans plus tard, les Minamoto défont les Taira lors de la bataille navale décisive de Dan-no-ura ; l'époque de Heian prend fin.

#### Une agriculture en crise
Le climat du Japon connaît entre le milieu du VIIe siècle et 1100 une hausse significative des températures, dont les conséquences se font sentir sur l'agriculture. Entre le VIIe siècle et le IXe siècle, un nombre important de famines est enregistré, frappant en moyenne tous les trois ans (au niveau local ou national), et ayant la plupart du temps été causées par des épisodes de sécheresse. Des recherches archéologiques mettent en évidence des phénomènes de stérilisation des sols de terres cultivées entre la fin du Xe siècle et le premier quart du XIe siècle ; des domaines agricoles sont abandonnés autant dans l'est que dans l'ouest du pays.
Lors des périodes Nara et Heian, la riziculture se développe sur les flancs de montagne et les fonds de vallée ; l'eau de ruissellement et de pluie de mousson y est plus simple à capter. Dans certaines régions comme le Kinai, l'érosion des sols engendrée par l'exploitation forestière fragilise ce type de culture ; les bassins rizicoles sont alors moins souvent irrigués, et plus souvent encombrés par des débris minéraux et végétaux. La cour impériale publie des décrets (11 entre 693 et 840) pour obliger les agriculteurs à planter des céréales sèches, une alternative au riz en cas de mauvaise récolte lors d'épisodes de sécheresse.
L'administration impériale a plusieurs types de réponses à ces famines. Entre 670 et le début du XIe siècle, une politique active est menée, en faisant parvenir des stocks de riz aux régions touchées (à partir de 704), en accordant des exemptions fiscales, et en commandant des cérémonies religieuses pour encourager les bonnes récoltes. À partir du début des années 800, la situation devient plus complexe à gérer. Les fonctionnaires locaux sont souvent accusés de mauvaise gestion par l'administration centrale ; accusations qu'ils rejettent sur les paysans, leur reprochant de manquer de sérieux dans leurs travaux. Dès 900, l'administration centrale, débordée, ne parvient plus qu'à limiter les troubles dans la capitale en y distribuant de la nourriture. Au siècle suivant, les ressources ne permettent plus de couvrir les besoins des populations.
Ces crises de subsistance ont plusieurs effets sur la population. La mortalité augmente et l'affaiblissement induit des populations l'amplifie. Les épidémies sont fréquentes, et touchent davantage les personnes vivant de la terre, épargnant les nobles. La fécondité baisse aussi. L'ensemble de ces phénomènes contribue à un tassement de la population du pays.

#### Culture et société en mutation

##### Époque de Nara (VIIIesiècle)
Le Japon connaît lors de l'époque de Nara une période de dynamisme culturel, et apparaît comme un des pôles culturels de l'Asie, derrière la Chine qui s'impose comme un modèle à suivre. L'administration impériale japonaise, cherchant à légitimer la lignée impériale, s’attelle à l'écriture d'une histoire officielle. S'inspirant des modèles chinois, elle publie des chroniques historiques mettant en avant l’origine divine de la famille impériale : le Kojiki en 712 puis le Nihon shoki en 720. Une capitale fixe, établie à Heijō-kyō (l'actuelle ville de Nara), centralise les pouvoirs politiques et religieux. À la manière des cités chinoises de l'époque, son urbanisme suit un plan en grille, et comporte un palais, des ministères, et plusieurs autres administrations. Cette Heijō-kyō aurait compté environ 100 000 habitants.

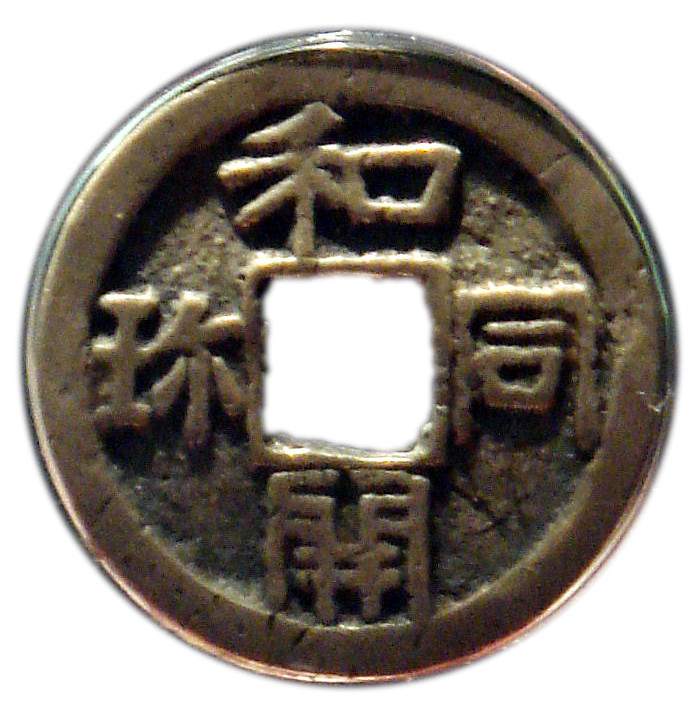
Les Wadōkaichin, frappées à partir de 708, sont la première monnaie nationale du pays.

L'État continue d'étendre son contrôle sur l'archipel. L'ouest du Tōhoku est soumis, et en 712 la province de Dewa y est créée. Le sud de Kyūshū est conquis au début du VIIIe siècle. Des colons s'installent dans ces régions et y introduisent la riziculture. Dans l'ensemble des provinces, l'administration centrale impose la rédaction de Fudoki, rapports portant sur divers aspects de la vie locale. Les recensements de populations, et les cadastrages s'y développent aussi.
L'économie connaît une phase d'expansion. La frappe de monnaies de cuivre et d'argent est enregistrée dès la fin du VIIIe siècle et en 708, la première monnaie officielle du pays : le Wadōkaichin, entre en circulation. Si cette économie monétaire reste limitée faute de ressources métalliques, elle démontrait une volonté étatique de développement. Des marchés apparaissent aussi en dehors de la capitale, mais le commerce reste essentiellement une activité de complément, avec peu de boutiques tenues par des marchands.
Dans le domaine géopolitique, le pays entretient des relations avec la Chine des Tang, et y envoie une ambassade importante environ tous les 20 ans. Celle-ci peut compter jusqu'à 600 personnes, et le retour au Japon de ces envoyés permet au pays de connaître les dernières évolutions culturelles chinoises. Certains de ces Japonais s'implantent durablement en Chine ; un lettré comme Abe no Nakamaro devient un proche de l'empereur Tang Daizong. Les relations avec la Corée des Silla sont plus tendues, mais des ambassades sont cependant échangées. La Corée agit comme un intermédiaire entre le Japon et la Chine. Des relations sont aussi entretenues avec le royaume de Parhae qui succède au royaume de Koguryo, et une première ambassade arrive à Heijō-kyō en 727. Trente suivent jusqu'en 926 ; le Japon en envoie treize lors de la même période.

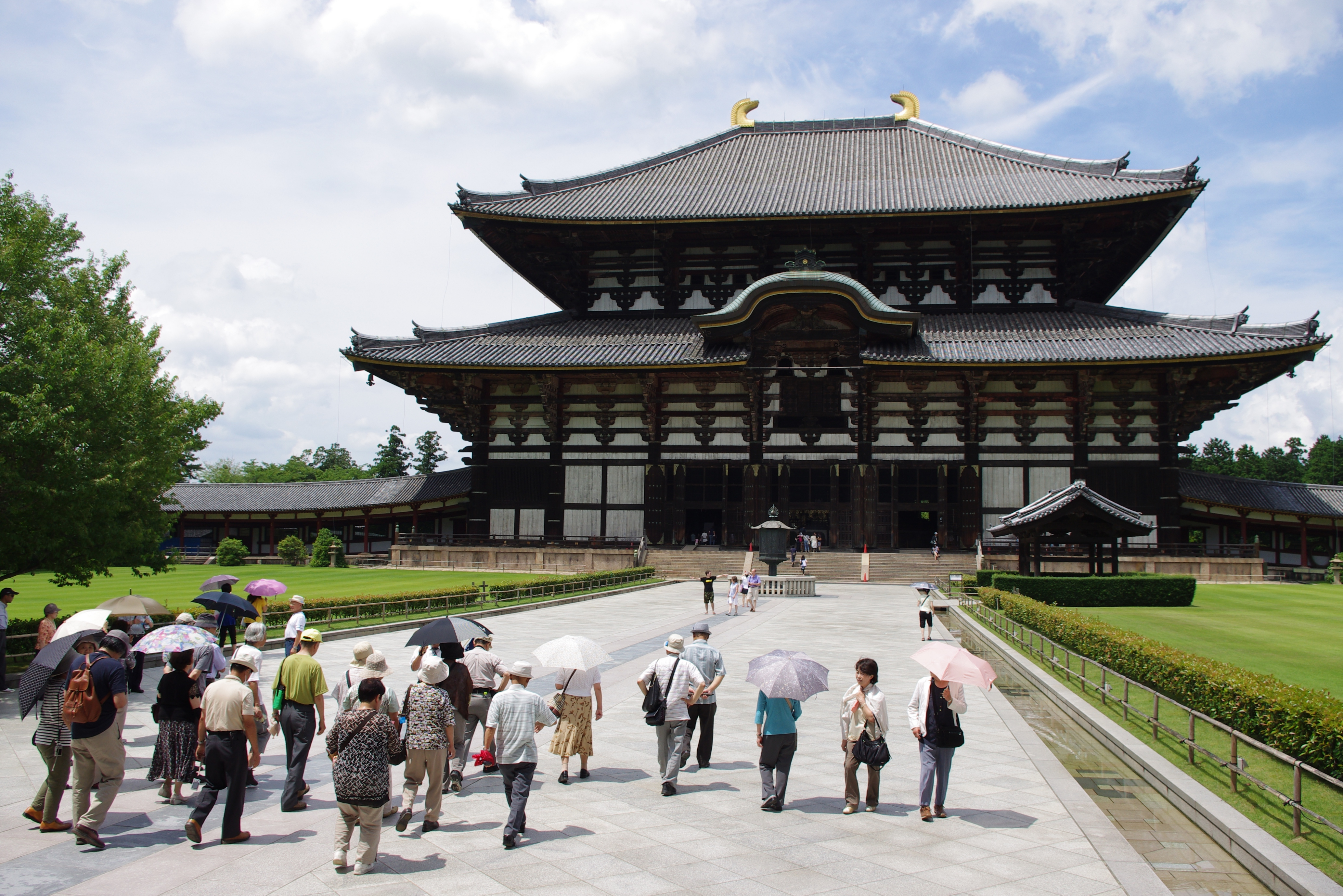
Le Tōdai-ji est construit lors de l'époque de Nara.

Le bouddhisme évolue vers une forme de religion officielle. L'État prend à sa charge la construction de temples provinciaux ainsi que du Tōdai-ji à Nara. L'empereur Shōmu favorise en particulier le développement de cette religion, et commande en 743 une immense statue de Vairocana. L'administration du bouddhisme se concentre alors dans les mains des Six écoles de la Capitale du Sud, toutes venant de courants développés sur le continent. L'école Kegon en particulier domine ce système et gère les temples provinciaux. Des moines gyrovagues commencent à apparaître, dont le moine Gyōki qui convertit au bouddhisme des populations rurales.
La culture connaît lors de l'ère Tenpyō de 729 à 767 un dynamisme important. Elle est façonnée par les goûts de la cour et les grands chantiers liés au bouddhisme comme ceux du Tōshōdai-ji ou du Tōdai-ji. Des sculptures gigantesques sont construites pour décorer ces temples. Dans le domaine littéraire, le Kaifūsō compilé en 751 et le Man'yōshū compilé vers 760 rassemblent des poèmes composés pour certains dans la première moitié du VIIe siècle. Les auteurs sont avant tout des gens de la cour, mais des œuvres de soldats ou de paysans sont aussi présentes. Les thèmes portent sur l'amour, la nature, ou encore le travail et la misère de l'époque, dans la capitale ou dans les provinces.

##### Une culture émancipée des influences extérieures

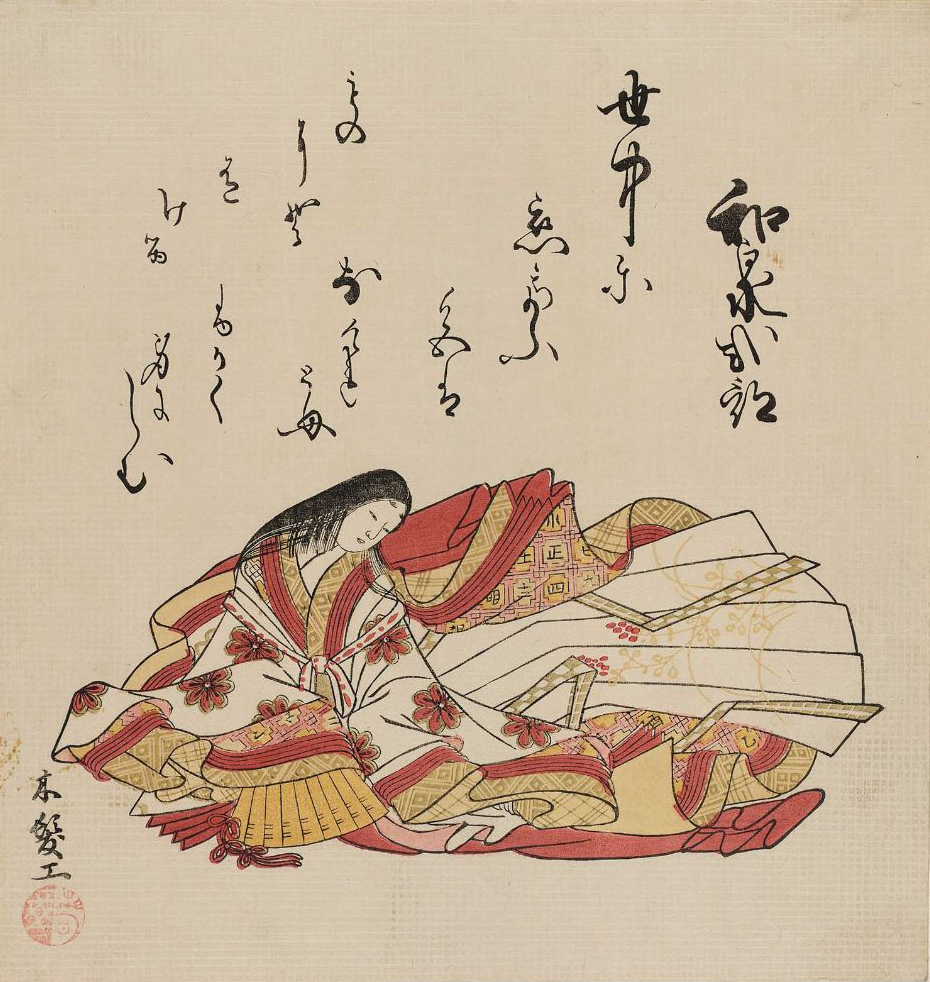
Izumi Shikibu est l'une des principales auteures du début du XI.

À partir du milieu du IXe siècle, la culture de la cour impériale commence à s'émanciper de l'influence chinoise. Un système d'écriture propre au japonais est développé, et sert de support à une langue japonaise classique. Si les Kanbun sont toujours utilisés pour les textes officiels, les adaptations du modèle chinois sont de plus en plus nombreuses. La langue japonaise se simplifie ; alors que celle-ci compte huit voyelles au VIIIe siècle, elles ne sont plus que cinq un siècle plus tard. Le nouveau système d'écriture favorise le développement d'une littérature de cour très diverse dans ses formes. Le Tosa nikki du poète Ki no Tsurayuki est ainsi rédigé en utilisant intégralement cette nouvelle écriture vers 935. Une scène littéraire dynamique s'épanouit au Xe siècle, en particulier. Le recueil de poésie Kokinshū est publié en 905, et des monogatari comme Les contes d'Ise ou comme Le conte du coupeur de bambou sont publiés. Les femmes, très actives dans ce mouvement, sont les premières à bénéficier de l'introduction du nouveau syllabaire. Des auteures comme Izumi Shikibu (le Izumi Shikibu nikki), Murasaki Shikibu (Le Dit du Genji), et Sei Shōnagon (Les Notes de chevet achevées en 1002) en sont les principales représentantes ; cultivées et éduquées, elles n'ont cependant pas accès à la sphère politique.
Des formes indigènes de bouddhisme apparaissent. Le moine Saichō fonde la branche Tendai et le moine Kūkai la branche Shingon. Ces écoles japonaises s'opposent rapidement aux Six écoles de la Capitale du Sud, et installent leurs monastères sur le mont Hiei, à proximité de la nouvelle capitale Kyoto (Enryaku-ji) ou dans celle-ci (Tō-ji). Contrairement aux écoles plus anciennes qui installent leurs temples à proximité des lieux de pouvoirs, ces deux nouvelles écoles installent les leurs dans les montagnes (comme le Kongōbu-ji sur le Mont Kōya). Elles rompent aussi avec les anciennes pratiques en interdisant leur accès aux femmes. C'est véritablement avec l'arrivée des écoles Tendai et Shingon que l'aristocratie japonaise se convertit.
Une forme locale de chamanisme, le shintō, continue d'exister et d'influencer les plus hautes sphères de l'aristocratie. Le clan Nakatomi est chargé de plusieurs rituels à la cour, et plusieurs types de divinations (Ashi-ura, zeni-ura, lecture du Classique des changements…) sont pratiqués. Dans les sanctuaires, une classe de gardiennes de lieux saints et d'intermédiaires entre les hommes et les dieux apparaît : les miko. Au VIIIe siècle, la dévotion envers la divinité protectrice du Japon et du peuple japonais, Hachiman, connaît un regain de ferveur au Usa Hachiman-gū ; les liens entre la cour et ce sanctuaire s'affirment.

##### Montée des domaines privés
Les relations avec les pays étrangers fluctuent selon les secteurs. Si les échanges politiques se font plus rares du Xe siècle au XIe siècle, les commerçants venant de Chine ou de Corée continuent à développer leurs activités dans l'archipel. La dernière ambassade est envoyée en 838 en Chine alors que la dynastie Tang commence à péricliter. La situation est comparable en Corée jusqu'à l'unification de la péninsule par le Goryeo au début du Xe siècle.

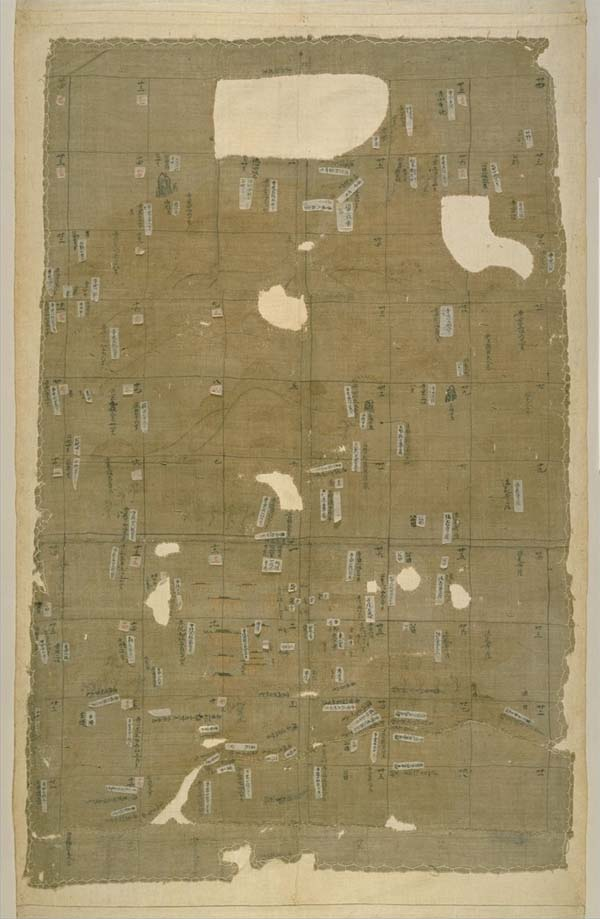
Carte d'un shōen au VIII. Ce type de domaine privé croît lors des siècles suivants.

Le pays connaît une période de paix relative, bien que des agitations puissent perdurer dans les provinces. Si la guerre de Trente-huit ans (三十八年戦争), qui s'achève en 802, permet de pacifier le Tōhoku, certaines zones comme l'actuelle préfecture d'Aomori restent hors du contrôle impérial, et des révoltes ont lieu (prise d'Akita en 878). Plus largement, les provinces commencent à jouer un rôle plus important dans l'histoire nationale. Une élite s'y développe à partir du Xe siècle, et devient de plus en plus autonome vis-à-vis du pouvoir central. Ses revenus grandissants lui permettent de lever des forces armées pour mater les émeutes. Une nouvelle classe de combattants, les Bushi, fait alors son apparition vers 900 et est utilisée pour faire face à l'insécurité qui se généralise dans les provinces comme dans la capitale.
Au niveau local, de grands ensembles privés ou shōen, commencent à se constituer au VIIIe siècle. Initialement limités, leur nombre augmente à partir du Xe siècle. Ils sont issus de terres appartenant au domaine public, et privatisées par des fonctionnaires, ou des monastères bouddhiques. Si leurs propriétaires restent soumis à l'impôt, les exemptions se multiplient. Grâce à une pression fiscale souvent moindre sur ces terres, des paysans de plus en plus nombreux délaissent les terres publiques pour s'y installer et les exploiter pour un seigneur local. Des droits de police et de justice sont aussi parfois acquis par ces seigneurs, qui échappent alors à l'autorité de l'administration. Plus largement, la privatisation de ces terres contribue à réduire les recettes fiscales de l'État, et plusieurs édits visent à réduire l'importance des shōen lors de l'époque Heian. Cependant, au sein même de l'administration travaillent des aristocrates tirant leurs richesses et leur poids politique de l’existence de ce type de domaine, ce qui réduit la portée de ces édits.

## Le Moyen Âge japonais (XIIe–XVIesiècles)
En 1150 la population japonaise compte environ sept millions d'individus (avec une densité moyenne de 24 habitants au kilomètre carré), dont 40% vivent dans le Kínai (environ 1,4 million d'habitants, soit 60 habitants au kilomètre carré) ou dans le Kantō (environ 1,6 million d'habitants, soit 50 habitants au kilomètre carré).

### Le siècle de Kamakura

#### Un pouvoir politique hors de la cour impériale

##### Instauration du premier shogunat
À partir de la fin du XIIe siècle, une série de chefs guerriers exercent le pouvoir au nom de l'empereur depuis leur capitale de Kamakura dans le Kantō. Pour la première fois dans l'histoire du Japon, le pouvoir est exercé par un groupe extérieur à la cour impériale et localisé hors du Kansai. Minamoto no Yoritomo, qui sort victorieux de la guerre de Genpei en 1185, reçoit de la cour le titre de seiitai shōgun et prend la tête du bakufu, ou « gouvernement de la tente ». Faute d'héritier mâle en âge de régner, c'est le clan de sa femme, Hōjō Masako, le clan Hōjō, qui s'approprie le pouvoir à sa mort en 1199 et le conserve pendant plus d'un siècle.

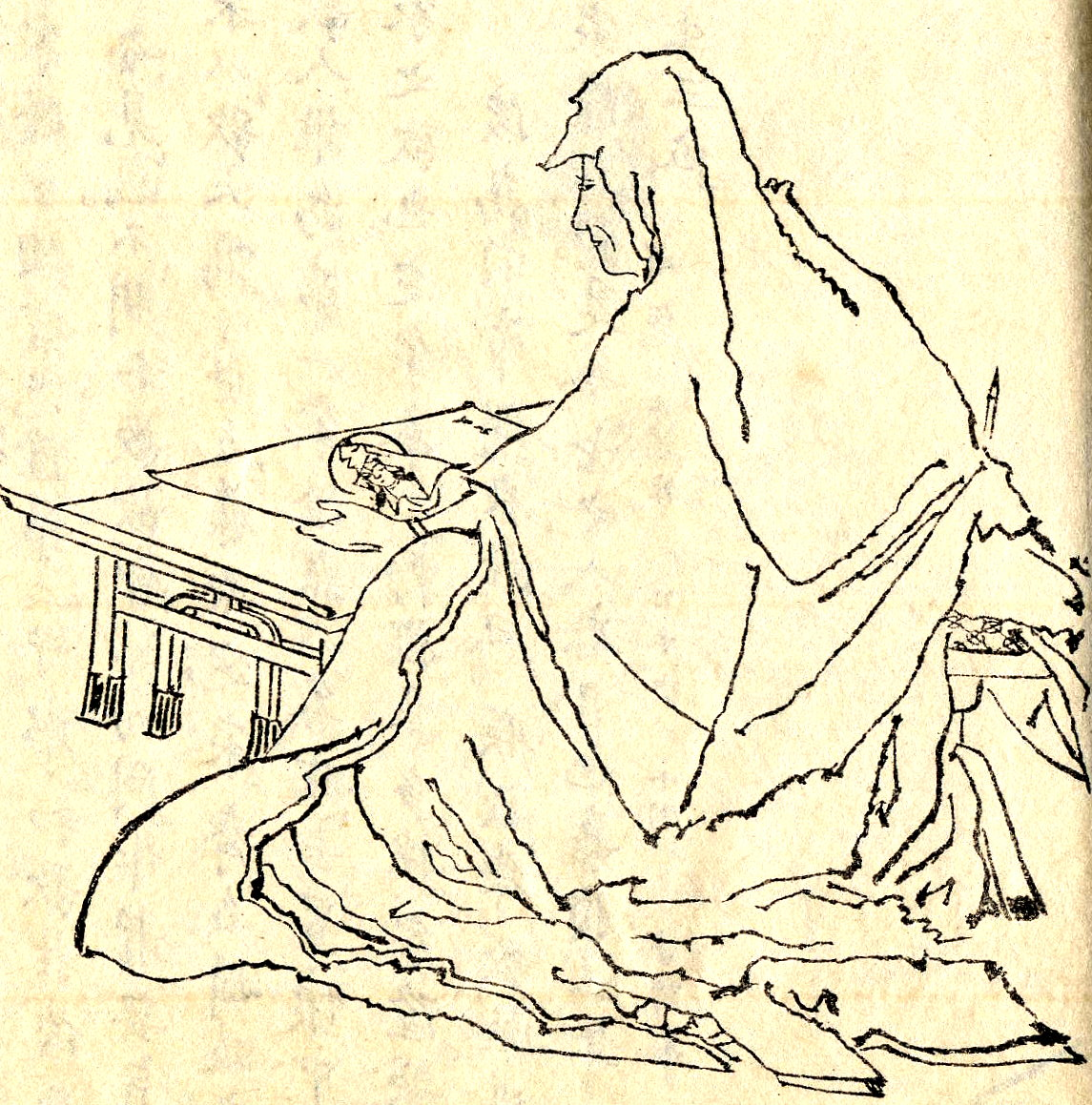
Hōjō Masako exerce le pouvoir après la mort de son mari Minamoto no Yoritomo en 1199 jusqu'en 1225.

Hōjō Masako dirige les affaires de l'État de 1199 jusqu'à sa mort en 1225, alors que le nouveau régime doit faire face à des tentatives de déstabilisation venant de la cour impériale restée à Kyoto. Elle fait éliminer son propre fils Minamoto no Yoriie en 1203, ainsi que des membres du clan Hiki duquel il était proche, et fait nommer shogun son second fils Minamoto no Sanetomo. En 1213, elle écarte du pouvoir Wada Yoshimori qui occupait un poste clef dans l'administration et qui est accusé de comploter. Ceci permet aux Hōjō de confisquer des domaines appartenant aux clans écartés du pouvoir, consolidant ainsi leurs bases économiques et sécurisant les zones situées autour de Kamakura, celles-ci devenant contrôlées par des Hōjō et par leurs alliés. Minamoto no Sanetomo meurt assassiné, sans héritier, en 1219. Étant donné qu'il était proche de l'empereur retiré Go-Toba avec qui il entretenait une correspondance épistolaire, son assassinat devient prétexte à une intervention de la cour. Go-Toba tente de renverser le pouvoir sans succès lors de la révolte de Jōkyū en 1221. En réaction, l'empereur et sa descendance sont exilés loin de Kyoto, et les terres des nobles ayant appuyé la révolte sont confisquées par le shogunat. Dès lors, et jusqu'à la chute du régime un siècle plus tard, l'équilibre du pouvoir bascule du côté de Kamakura.
Les Hōjō mettent en place à partir de 1221 plusieurs institutions pour consolider leur pouvoir dans tout le pays. Un poste de contrôleur militaire, ou Tandai, de la capitale Kyoto est créé en 1221 et son titulaire siège au palais de Rokuhara. Un « conseil des treize » est créé en 1225 pour encadrer les décisions importantes du régime. Le shogunat devient plus pacifié et plus stable avec les successeurs de Hōjō Masako. Cependant, la branche aînée des Hōjō écarte du pouvoir les branches cadettes de la famille, ce qui n'est pas sans entraîner quelques rébellions, notamment en 1246. Le régime prend efficacement appui sur des hommes-liges ou gokenin, auxquels il redistribue des domaines confisqués à des opposants ; en contrepartie, ils doivent se soumettre à une série d'obligations envers le shogunat. Ce début de système féodal perdure lors des époques suivantes. Les institutions judiciaires sont aussi modernisées en plusieurs étapes (1221 voit la création d'une cour d'appel ; en 1249, des postes de magistrats instructeurs sont créés. En 1232, est publié le recueil juridique Goseibai Shikimoku).

##### Apogée et chute du premier shogunat

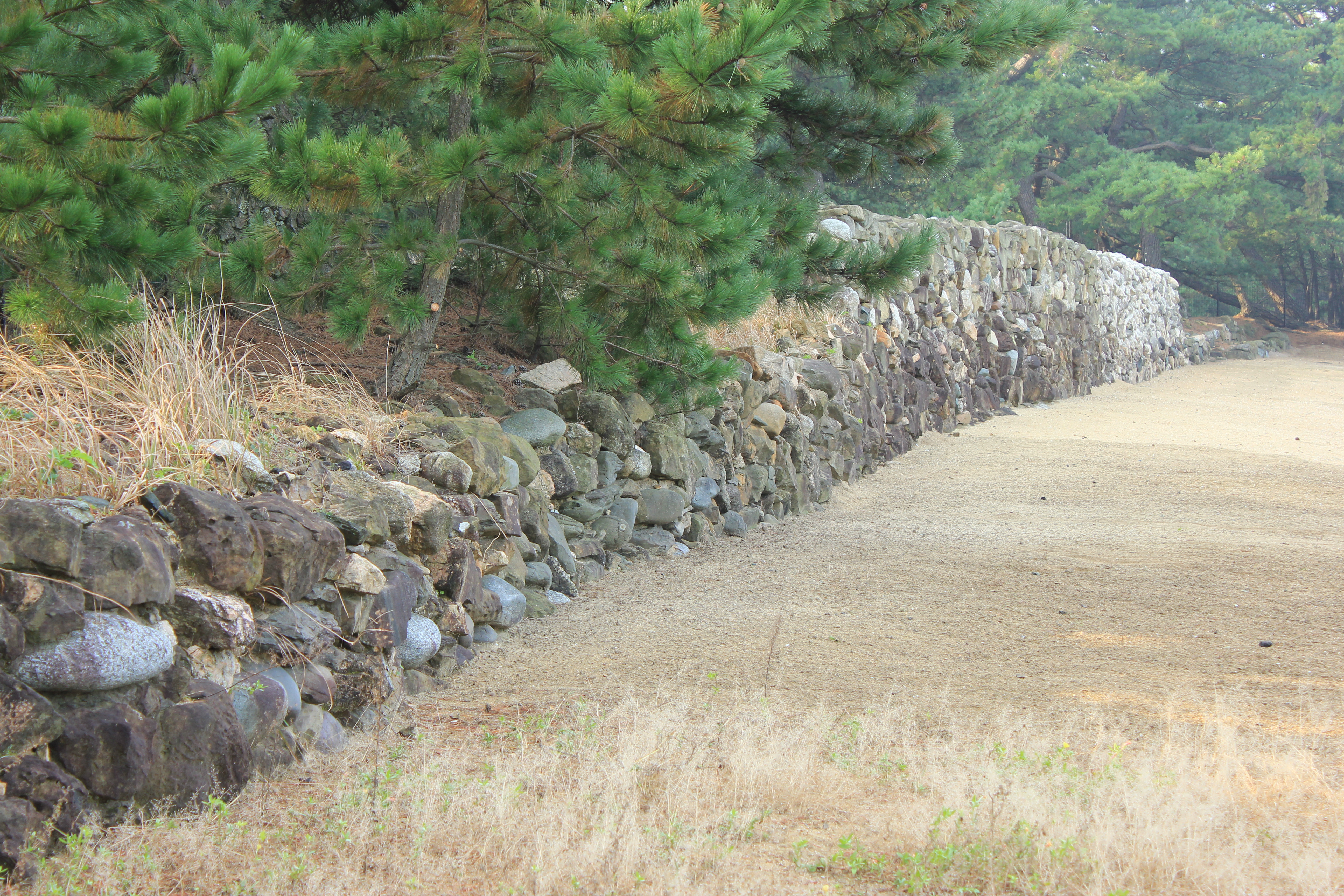
Vestiges du genkō bōrui, mur défensif construit au nord de Kyūshū au XIII pour repousser les invasions mongoles.

Le régime de Kamakura connaît une forme d'apogée lors de la régence de Hōjō Tokimune de 1268 à 1284. La famille impériale subit en 1272 une scission entre deux branches rivales, ce qui concourt à renforcer le pouvoir de Kamakura. Les tentatives d'invasions mongoles du Japon en 1274 et 1281 permettent au bakufu de renforcer son emprise sur les îles de Shikoku et de Kyūshū, et, dans cette dernière, une administration spéciale est mise en place, sous le contrôle des Hōjō. Le Bakufu a recours à de nombreux guerriers pour assurer la défense des côtes, mais peine à les rémunérer. Contrairement aux conflits précédents, le régime ne peut pas confisquer de domaines pour les redistribuer, ce qui entraîne de moins bonnes récompenses.
À partir des dernières années du XIIIe siècle, le régime des Hōjō doit faire face à plusieurs difficultés. La centralisation des pouvoirs dans les mains de cette famille au détriment des hommes-liges entraîne un coup d'État à Kamakura en 1285. Le clan Adachi, soutien du régime, est éliminé, et plusieurs centaines de vassaux se voient confisquer leurs terres. Cette répression coupe la famille Hōjō de plusieurs de ses appuis les plus puissants dans le Kantō, parmi lesquels plusieurs se retournent contre eux lors de la chute du régime. Dans le même temps, la situation sociale des guerriers tend à se dégrader dans le pays, ce qui provoque des troubles de plus en plus importants. Malgré un édit en 1291 qui tente sans succès de sécuriser les revenus des guerriers, le régime se coupe progressivement de sa base sociale, alors que le pays traverse des vagues de violences. Dans ce contexte défavorable au régime des Hōjō, l'accession au pouvoir de l'empereur Go-Daigo en 1318 permet d'unifier plusieurs opposants au bakufu. Après deux complots infructueux en 1324 et 1331, la guerre de Genkō, qui commence en 1331, porte au pouvoir l'empereur Go-Daigo en 1333 et marque la fin du régime de Kamakura.

#### Essor économique et brassage social
La redistribution de domaines qui suit la révolte de Jōkyū attire dans l'Ouest du pays des guerriers venant d'autres parties du Japon. Les nouveaux-venus découvrent de nouveaux modes de vie (culture, alimentation…), et introduisent de nouvelles méthodes pour valoriser les terres. Ils favorisent une politique de défrichements, et contribuent à augmenter le rendement des terres. Le recours à des outils de fer et l'utilisation d'engrais permettent d'intensifier la culture des terres, et, dans le Kinai, des doubles cultures annuelles riz/froment se développent. Les changements de propriétaires consécutifs à la révolte de Jōkyū permettent aussi à davantage de paysans d'avoir accès à la terre, sans pour autant en devenir propriétaires.
Cette hausse des productions agricoles permet l'essor d'une économie d'échanges, et favorise le développement des métiers de l'artisanat et du commerce. Dans les grandes villes, aux abords des temples ou des lieux de passages comme les ponts, les marchés deviennent plus fréquents et se développent. Les guildes, qui ont commencé à exister depuis la période précédente, sont à présent assez structurées pour demander des exemptions de taxes ou des monopoles de vente, et bénéficient de la protection des administrations provinciales, des propriétaires de domaines ou de sanctuaires. À l'échelle du pays, les voies de commerces maritimes comme terrestres (Tōkaidō) prennent de l'importance, et des agglomérations apparaissent à leurs abords (Tsuruga, Onomichi, etc.). Dans les villes plus importantes comme Kyoto, des quartiers spécialisés se constituent (quartiers dédiés aux poissonniers, aux artisans du cuivre, aux brasseurs de saké…). La condition féminine s'améliore, les femmes participant activement aux activités économiques, mais une population de hinins (« non humains ») constituée d'artisans dits exposés à la souillure (tanneurs, équarrisseurs…), victimes de discriminations et de tabous, apparaît aussi, surtout dans l'Ouest du pays.
Les échanges internationaux, notamment avec la Chine, s'intensifient, ce qui a pour effet l'introduction de plus en plus de monnaies de cuivre étrangères, et l'essor d'une économie monétaire locale. Un port comme Hakata (Fukuoka) est à l'avant-garde de ces échanges, mais les marchands chinois perdent progressivement, au cours du XIIIe siècle, leurs monopoles commerciaux, alors que les marchands japonais s'aventurent de plus en plus loin pour commercer avec la dynastie Song. Le Japon importe essentiellement des produits de luxe (céramiques, soieries, parfums, livres), et exporte des matières premières (soufre, or, argent, etc.) et des produits manufacturés (sabres, laques…). Ce commerce avec la Chine profite aussi à Okinawa, qui voit l'émergence de chefs qui se font construire des châteaux. À Hokkaidō et dans le nord de Honshū, les populations aïnous se structurent et continuent de cohabiter avec les Japonais, bien que des rébellions éclatent en 1320 et 1322.

#### La culture du siècle de Kamakura et son renouveau religieux
L'affermissement du bakufu insuffle au shintoïsme une nouvelle dynamique. Le culte de la divinité de la guerre Hachiman se développe au Tsurugaoka Hachiman-gū à Kamakura, et des jeux guerriers comme le yabusame intègrent des cérémonies religieuses. Dans le même temps, le culte des divinités locales du Kantō se répand dans la population, alors que celles-ci sont absentes du panthéon de la cour de Kyoto.

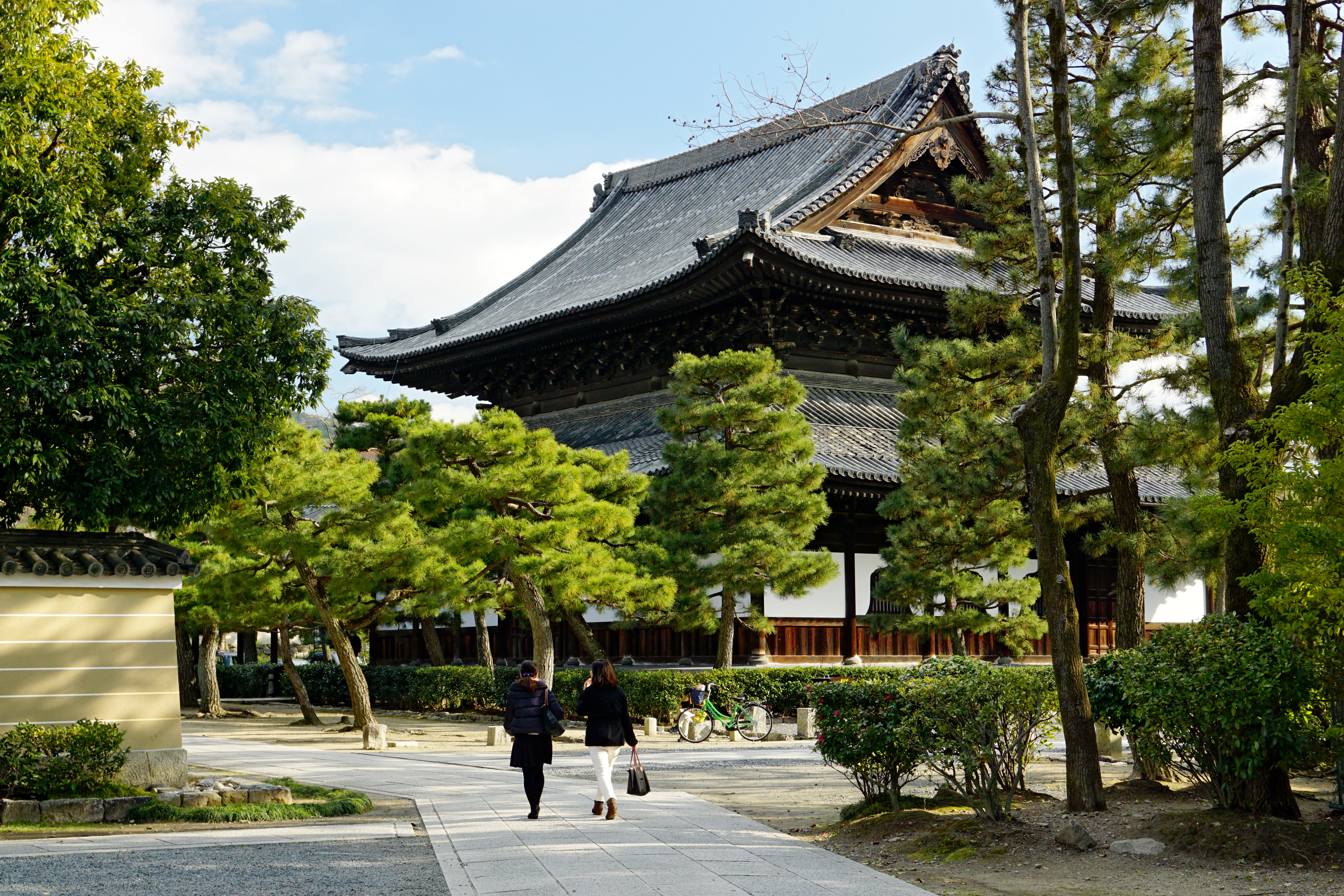
Le Kennin-ji de l'école zen du rinzai est inauguré en 1202 à Kyoto.

La vitalité du bouddhisme est soutenue par l'intensification des échanges commerciaux et les déplacements de population qu'il induit. Venant du continent en suivant les voies commerciales, des moines chinois introduisent le Chán ainsi que des éléments de la culture chinoise ; mouvement qui s'intensifie avec la chute de la dynastie Song provoquée par des invasions mongoles. Des moines japonais comme Eisai ou Dōgen se rendent sur le continent, et, à leur retour, fondent de nouvelles écoles du bouddhisme zen, soutenues par le régime de Kamakura. Le moine Eisai, qui est à la tête de l'école zen du rinzai, ouvre ainsi des temples à Kamakura (Jufuku-ji en 1200) et à Kyoto (Kennin-ji en 1202). Ces nouveaux courants critiquent les écoles plus anciennes, qui, en réaction, obtiennent en 1207 l'expulsion du moine Hōnen de la capitale. Lui et ses disciples, comme le moine Shinran, se dispersent alors dans le pays, diffusant leurs idées dans de nouvelles régions. D'autres moines sont à l'origine d'écoles indépendantes du bouddhisme zen, comme Ippen (école Ji shū) ou Nichiren (école de Nichiren). Face à ces nouveaux courants, les écoles plus anciennes procèdent à une forme de contre-réforme. L'école Kegon construit de nouveaux monastères, qui diffusent des enseignements jugés plus acceptables ; l'école Ritsu est la plus active dans ce mouvement et construit ou restaure de nombreux temples, ponts, ports, etc.

### Un régime instable (XIVe–XVIesiècles)
La seconde partie du Moyen Âge est marquée par de nombreuses luttes de pouvoir, et le recours à la violence se banalise. Le délitement de l'État central est le résultat d'une grande instabilité des couches dirigeantes. Économiquement, les dynamiques mises en place au cours de l'époque Kamakura se maintiennent et s'amplifient : le niveau de vie continue d'augmenter, une hausse portée par un accroissement du commerce international et des productions artisanales.

#### Morcellement politique

##### Apogée et chute du pouvoir impérial
L'empereur Go-Daigo entame la restauration de Kenmu en 1333, à la suite du renversement du shogunat des Hōjō. Il instaure un régime autoritaire, et entend réunir sous son contrôle les pouvoirs militaire et administratif. Il favorise les guerriers de l'Ouest dans la nouvelle configuration du pouvoir, au détriment de ceux du Kantō. Ces derniers conservant une puissante armée, il tente de diviser leurs principaux chefs, Ashikaga Takauji et Nitta Yoshisada, en exacerbant leurs rivalités. Par ailleurs, il commet plusieurs erreurs au début de son règne, en décrétant plusieurs lois qui déclenchent la venue dans la capitale, Kyoto, de guerriers soucieux de faire valoir leurs droits. Ceux-ci sont contraints de rester longtemps dans la capitale en raison de la lenteur de la nouvelle administration, et, désœuvrés, s'abandonnent à la violence à l’encontre des habitants de la ville. L'empereur finit par abolir ces lois. Ce revirement suscite de nombreux mécontentements, et forge la réputation d'incompétence de l'empereur. En 1335, après avoir réprimé la rébellion Nakasendai, Ashikaga Takauji se révolte ouvertement contre le nouvel empereur. Il prend la tête d'une armée et rallie les mécontents du nouveau régime. Les forces impériales sont battues à la bataille de la Minato-gawa en juillet 1336, et l'empereur Go-Daigo doit fuir sur le mont Hiei alors que Kyoto est ravagée par des combats. Poursuivant sa marche vers l'Ouest, Ashikaga Takauji fédère le clan Akamatsu à Bizen, puis les guerriers de Kyūshū, avant de revenir dans la région de Kyoto, et de défaire les troupes impériales lors de la bataille de la Minato-gawa. Cependant, sa victoire n'est pas totale, et, les années suivantes, des combats éclatent entre les troupes de Takauji et les forces impériales.
Dès 1336, Takauji définit le cadre de l'administration gouvernementale, en promulguant le code de Kenmu ; le nouveau régime se calque ainsi sur celui de Kamakura. La capitale est fixée à Kyoto, et, en 1338, Ashikaga Takauji obtient le titre de shogun. Il cherche à réinstaurer l'ordre qui prévalait lors du shogunat précédent, en prenant appui sur l'ancienne noblesse, les religieux et les guerriers de la couche sociale supérieure. Le clan Ashikaga exerce le pouvoir au sein de ce nouveau shogunat pendant un siècle. Lors des dix premières années du régime, le nouveau shogun s'assure les services de deux personnalités : son frère cadet, Ashikaga Tadayoshi, qui dirige le pouvoir resté à Kamakura ainsi que l'appareil de justice, et Kō no Moronao, un vassal des Ashikaga, promu secrétaire du shogun. Takauji maintient un équilibre entre ces deux hommes jusqu'à l'incident de Kan'ō pendant lequel leurs soutiens s'affrontent ouvertement. Au terme de ce conflit, Kō no Moronao et Ashikaga Tadayoshi trouvent la mort, et, si le shogun Ashikaga Takauji est vainqueur, les petits guerriers des provinces du centre et de l'Ouest du pays en sortent aussi renforcés, élargissant leurs domaines au détriment de la noblesse et des religieux, alors que Takauji comptait s'appuyer sur ceux-ci pour asseoir son pouvoir.
L'empereur Kōmyō, issu de la branche Jimyōin-tō et soutenu par Ashikaga Takauji, accède au pouvoir à la faveur de l'abdication de Go-Daigo en 1336. Il installe sa cour à Kyoto. Cependant, Go-Daigo fuit avec les symboles impériaux à Yoshino, plus au sud, et y installe une cour impériale dissidente. Commence alors une période d'affrontement entre la Cour du Nord et la cour du Sud : l'époque Nanboku-chō, pendant laquelle deux lignées d'empereurs se disputent la réalité du pouvoir impérial.
À la faveur de l'incident de Kan'ō, à partir de 1349, la cour du Sud parvient, de manière éphémère, à exploiter un affrontement au sein du clan Ashikaga, et réoccupe un temps Kyoto. Cependant, le shogunat reprend le dessus, et impose en 1392 la réunification des deux cours impériales.

##### Second shogunat

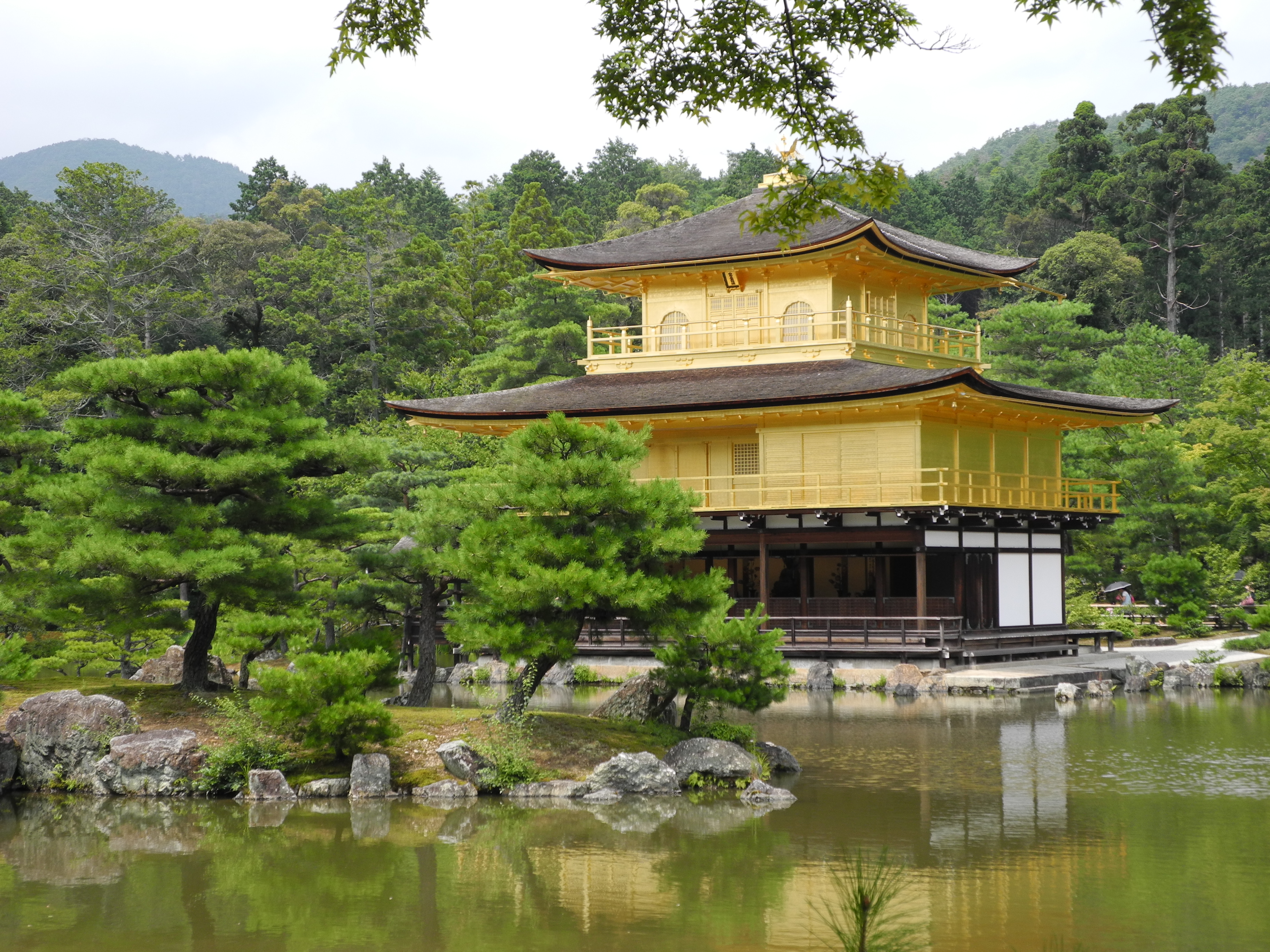
Ashikaga Yoshimitsu fait construire le Kinkaku-ji en 1397.

Le shogunat Ashikaga rétablit un pouvoir étatique limité de 1370 à 1440, mais il est circonscrit aux régions du centre du Japon. Son apogée s'étend du début du règne d'Ashikaga Yoshimitsu en 1368 jusqu'à l'assassinat du shogun Ashikaga Yoshinori en 1441. Ashikaga Yoshimitsu réussit à imposer la réunification des deux cours impériales en 1392, et se fait reconnaître « roi du Japon » par l'empereur Ming en 1397. Il parvient à gouverner avec l'appui à la fois de la noblesse de cour — il épouse une fille du clan Hino, alors le plus puissant de Kyoto —, et de l’aristocratie guerrière. C'est sous son règne que les revenus fonciers des guerriers égalent puis dépassent pour la première fois les revenus fonciers des nobles. Il entreprend aussi plusieurs voyages à travers le pays pour affirmer son autorité auprès des gouverneurs provinciaux. Son fils Ashikaga Yoshimochi exerce le pouvoir à sa mort en 1408, mais revient aux pratiques classiques du shogunat et néglige la noblesse. À sa mort en 1428, Ashikaga Yoshinori est désigné à la suite d'un tirage au sort pour lui succéder. S'étant révélé un autocrate, il s'attire rapidement les critiques à la fois des nobles et des guerriers. Il est assassiné à Kyoto en 1441 au cours de la rébellion de Kakitsu.
Durant la seconde moitié du XVe siècle, l'autorité des shoguns vacille dans les provinces. Les Ashikaga concentrent leur contrôle sur le Kinai, alors que les grands vassaux exercent librement leur pouvoir sur leurs propres domaines. Lorsque la période médiévale s'achève, les Ashikaga ne jouent plus qu'un rôle secondaire, le pouvoir réel tombant entre les mains des seigneurs locaux.

##### Morcellement du pouvoir et apparition de potentats locaux

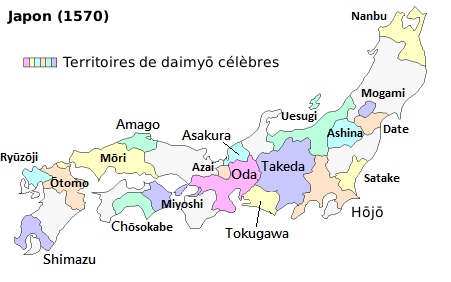
Répartition des principaux daimyō en 1570.

L'instabilité du pouvoir, provoquée par la chute du régime de Kamakura en 1333, l'interruption de la restauration impériale en 1336 et la division de la cour en deux entités la même année et les dissensions au sein du clan Ashikaga, entame la crédibilité de l'État. La fidélité des vassaux envers leurs seigneurs n'est plus garantie, et les paysans qui exploitent les domaines commencent à s'organiser pour tirer profit de ces situations. Les communautés paysannes n'hésitent plus à contester l'hégémonie des différents seigneurs. Des ligues d'intérêts rassemblant des personnes issues d'un même groupe social, ou Ikki, apparaissent. Cela peut concerner dès le XIVe siècle des seigneurs de petites propriétés rurales, ou Ji-samouraï, mais aussi des paysans. À partir de la fin de la guerre d'Ōnin, cet éclatement du pouvoir entraîne une période d'anarchie importante, marquée par de fortes disparités régionales.

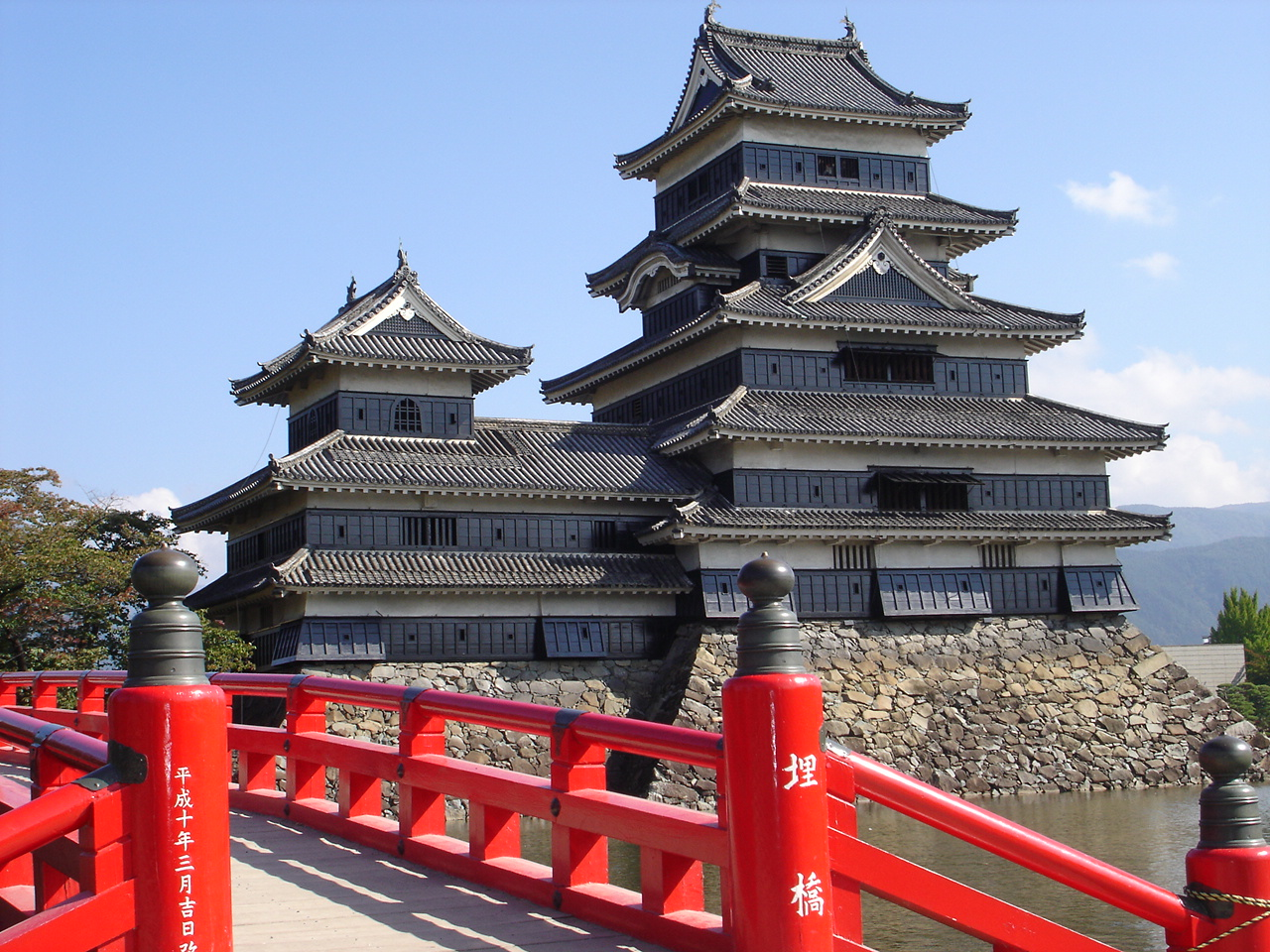
Le château de Matsumoto est un exemple d'architecture militaire de cette époque.

Entre 1520 et 1550, des daimyō s'affranchissent de leur soumission au shogun, et constituent de véritables petits États indépendants d'un seul tenant avec une administration propre, et réalisent même pour certains des cadastres et mettent en place leur propre fiscalité. Ces nouveaux pouvoirs sont cependant parfois victimes de dissensions internes, des guerriers pouvant lancer des révoltes contre leurs daimyō. Si la forme de l'État seigneurial s'impose dans les régions périphériques, dans le centre du pays, des organisations communautaires comme les Ikki affirment leur influence et concurrencent le pouvoir seigneurial local. Ces seigneurs font souvent construire des châteaux autour desquels s'installent des commerçants. Ce type de villes castrales deviennent les nouveaux nœuds de communications liés par des routes commerciales. Ces villes nouvelles remettent en cause les privilèges que des guildes ont réussi à obtenir ailleurs, et les marchés y sont le plus souvent ouverts. Le château d'Ichijōdani que le clan Asakura fait construire à partir de 1471 est à l'origine d'un des exemples les plus anciens de ce type d'urbanisation.

#### Culture et société

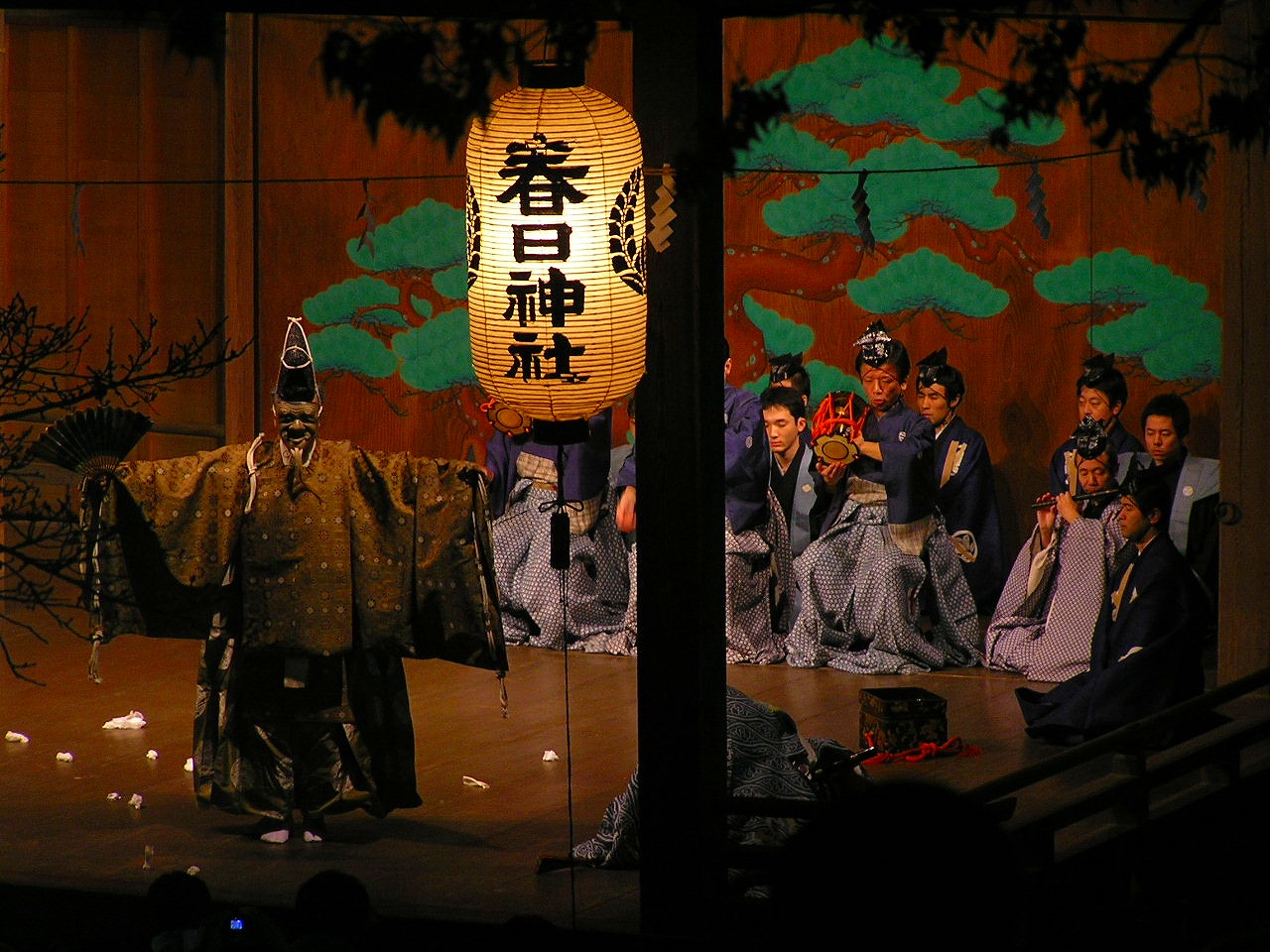
Le nô apparaît à l'époque, et Zeami est l'un des principaux dramaturges de l'époque.

La production culturelle de l'époque reflète la croissance économique et les changements sociaux. La séparation entre la culture élitiste et la culture populaire se brouille alors qu'un nombre croissant de personnes a accès à celles-ci. La multiplication des villes permet par ailleurs une diffusion culturelle plus importante et des villes comme Yamaguchi dans l'Ouest ou Odawara dans l'Est deviennent des centres régionaux culturels importants.
Dans le domaine littéraire, la noblesse perd de son influence. La littérature de cour, en particulier celle écrite par les femmes, tend à s'effacer. À la fin du XIVe siècle, la forme poétique waka s'essouffle, alors que le renga se popularise. Le premier recueil impérial de renga, Tsukubashū, est publié en 1357, et la forme est codifiée par Nijō Yoshimoto dans un ouvrage édité en 1372. Le théâtre nô émerge, et un dramaturge comme Zeami joue un rôle clef dans son développement. Le dynamisme des échanges économiques avec la Chine s'accompagne de l'importation de nouveaux caractères chinois et de nouvelles lectures de ceux-ci.

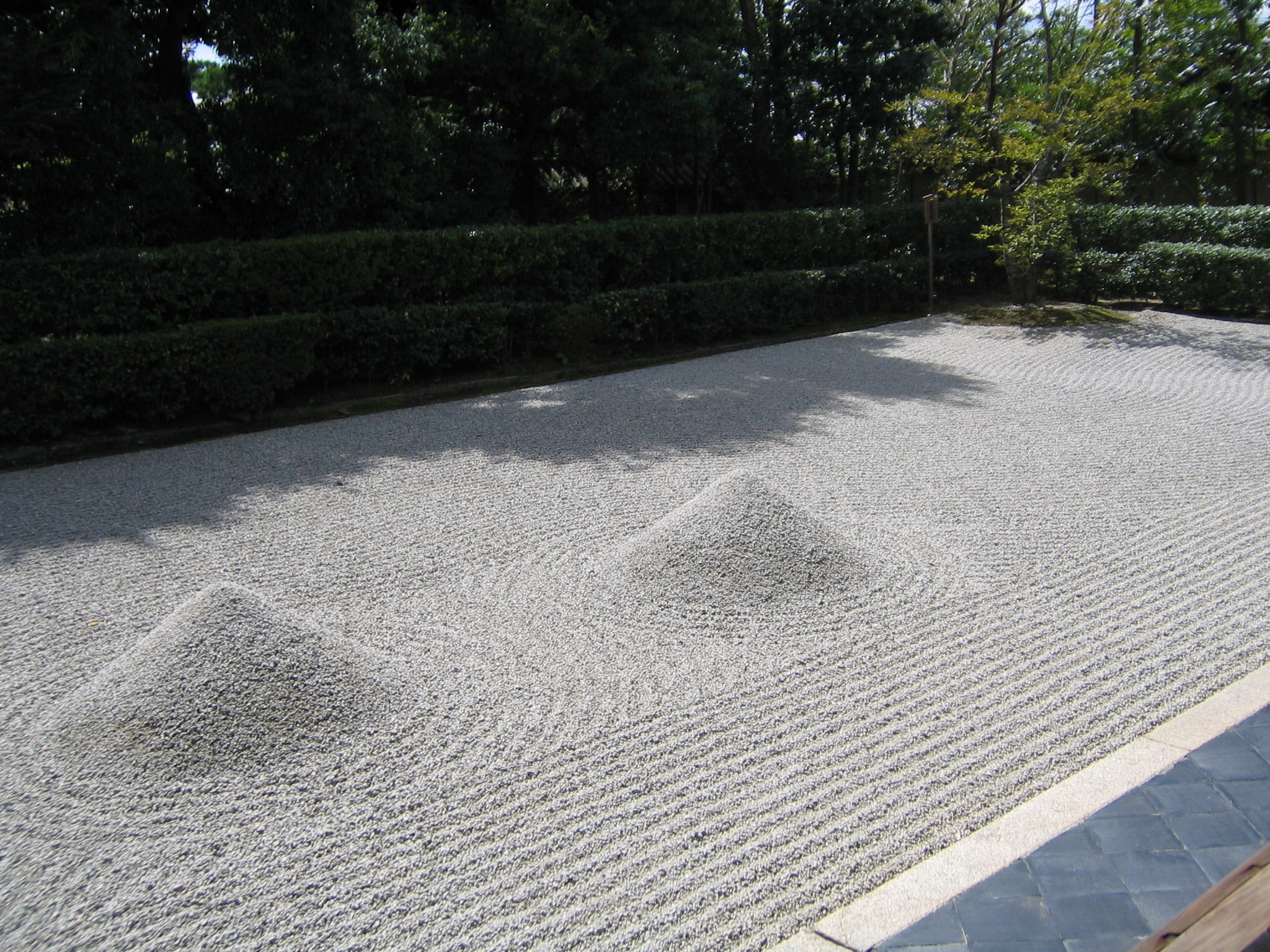
Le jardin du Daisen-in est un des plus représentatifs du style shoin qui apparaît à cette époque.

Sur le plan architectural, le style shinden, utilisé pour les palais des grandes familles des époques précédentes, est supplanté par le style shoin d'inspiration bouddhique zen. Les jardins d'agrément évoluent ; ils deviennent plus petits, et combinent pierres, sable, végétation et eau agencés de manières symboliques, établissant ainsi un lien entre esthétique et religion. Des éléments comme des pavillons de thé font aussi leur apparition. Le Ginkaku-ji (1482) et le Daisen-in (1509) de Kyoto sont représentatifs de ce style nouveau. Cette architecture permet de dynamiser la sociabilisation des élites, favorisant ainsi l'essor de certaines expressions artistiques comme la poésie, la peinture, le théâtre ou le cérémoniel lié au thé. Ce dernier accède au rang d'art, et une pratique particulière, le wabi-cha, voit le jour au XVIe siècle.
Le style Sumi-e fait son apparition dans le domaine de la peinture, alors que se perpétue le style yamato-e apparu dès l'Antiquité japonaise, modernisé par l'école Tosa dès le XVe siècle puis par l'école Kanō.

#### Essor économique et relance des relations internationales
Les progrès technologiques dans le domaine agricole induisent une hausse de la population. Entre 1200 et 1600, la population nationale passe de sept à treize millions. L'intensification de l'utilisation des sols permet aux agriculteurs de vivre avec des exploitations d'un hectare ou moins. L'émergence de communautés villageoises, ou Sō, font naître des solidarités nouvelles permettant de résoudre les conflits internes sans passer par une autorité extérieure, et d'organiser les activités quotidiennes. Ces Sō sont communs dès les années 1400, et la religion leur sert parfois d'élément de cohésion sociale, les réunions des conseils villageois pouvant se tenir dans des temples. Les troubles politiques et les violences qui en résultent entraînent la construction de protections autour de ces villages, comme des douves ou des fossés. Cette intensification de l'agriculture a des effets sur les écosystèmes de l'archipel. La captation des eaux pour la riziculture provoque l'érosion des sols et des inondations. L'exploitation intensive de la biomasse pour produire des cendres servant d'engrais affecte les forêts, qui, en raison de la hausse de la population, sont de plus en plus exploitées pour fournir du bois de construction ou de chauffage. L'agriculture sur brûlis ravage de nombreuses collines, leurs sols détériorés ne laissant plus pousser que des pins rouges et des herbes tropicales, faisant ainsi disparaître des essences plus anciennes.

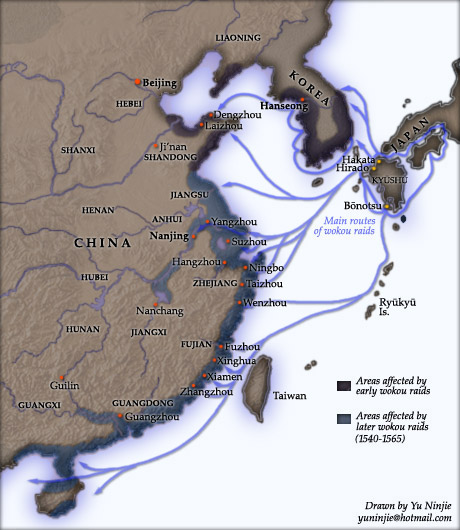
Les wakō pratiquent la piraterie sur les côtes continentales.

La reprise du commerce avec le continent s'amplifie. À partir du XVe siècle, aux importations déjà bien établies s'ajoutent le coton de Corée. Elle est cependant contrariée, pendant les périodes de troubles que connaît le Japon, par l'entrée en activité de pirates, ou wakō. Ils s'attaquent aux littoraux continentaux, surtout entre 1330 et 1380, puis entre 1470 et 1570. Les échanges avec la Chine des Ming se concrétisent par l'échange de 17 ambassades entre 1404 et 1549, lors desquelles des marchands et des temples, en plus du bakufu, font parvenir des vaisseaux remplis de marchandises.
Les corporations de marchands, ou za, continuent de gagner en importance, et s'occupent de plusieurs activités de la chaîne commerciale (vente, stockage, transport) et bancaire (prêts, change d'argent…), toujours avec l'appui de puissants protecteurs. Cependant, les troubles socio-politiques qui jalonnent la période ont souvent raison de ces protecteurs, et les corporations s'émancipent peu à peu. La hausse de la population entraîne aussi une urbanisation plus importante. La plus grande ville du Japon, Kyoto, atteint environ 100 000 habitants vers 1370-1440, avant de connaître une baisse à la suite des troubles qui frappent le pays. Des centres urbains s'épanouissent là où les circuits commerciaux convergent, notamment aux abords de la mer intérieure et dans le Kinai. En 1550, ces centres commerciaux rassemblent des centaines, voire des milliers d'habitants : les plus grands comme Hakata ou Sakai peuvent compter entre 5 000 et 30 000 habitants.

### Époque Azuchi-Momoyama

#### L'unification du pays
Au cours de la seconde moitié du XVIe siècle, trois chefs militaires se succèdent au pouvoir et contribuent à l'unification de tout l'archipel japonais.
Oda Nobunaga commence ce processus d'unification de 1560 à 1582. Il se fait remarquer par ses talents militaires lors de sa victoire à la bataille d'Okehazama en 1560. L'utilisation systématique d'arquebuses, dans des corps d'infanterie dédiés, lui apporte un avantage stratégique, et il étend son fief par des conquêtes et des alliances. En 1573, il fait expulser le shogun Ashikaga Yoshiaki de Kyoto, mettant ainsi fin au règne de cette dynastie. Il met aussi au pas les autres puissances politiques de son temps : les seigneurs Asakura et Azai concurrents, les moines bouddhistes combattants de l'Enryaku-ji et les ligues d'Ikkō-ikki à l'Hongan-ji. Il commence à structurer un pouvoir centralisé depuis le Château d'Azuchi qu'il fait construire non loin de Kyoto, et instaure plusieurs mesures allant de la suppression des péages à la lutte contre la fausse monnaie. Sa mort subite en 1582 suspend ces réformes.
Toyotomi Hideyoshi, un général d'Oda Nobunaga, poursuit cette œuvre d'unification jusqu'à sa mort en 1598, après avoir obtenu le titre de kanpaku en 1585. Il impose la règle de l'heinō bunri aux samouraïs des terres qu'il conquiert ; dépossédés de leurs terres ces derniers deviennent de simples administrateurs territoriaux au service de l'État. Une opération de cadastrage, ou taikō kenchi, est entreprise dans le cadre d'une réforme agraire qui met fin au système des shōen. La possession de sabres par les paysans est aussi interdite, afin d'éviter les révoltes et de séparer socialement les paysans des guerriers. Hideyoshi soumet les seigneurs de l'île de Kyūshū en 1585, mettant ainsi la main sur la ville de Nagasaki, siège d'une importante communauté chrétienne. Il fait expulser les missionnaires, et exerce une répression de plus en plus féroce contre les chrétiens. Après avoir soumis l'essentiel du pays, il tente par deux fois, à la tête d'une armée aguerrie, de conquérir la Corée en 1592 et en 1596, mais doit finalement renoncer en 1598. À sa mort la même année, le pays est unifié, mais se pose alors la question de sa succession.

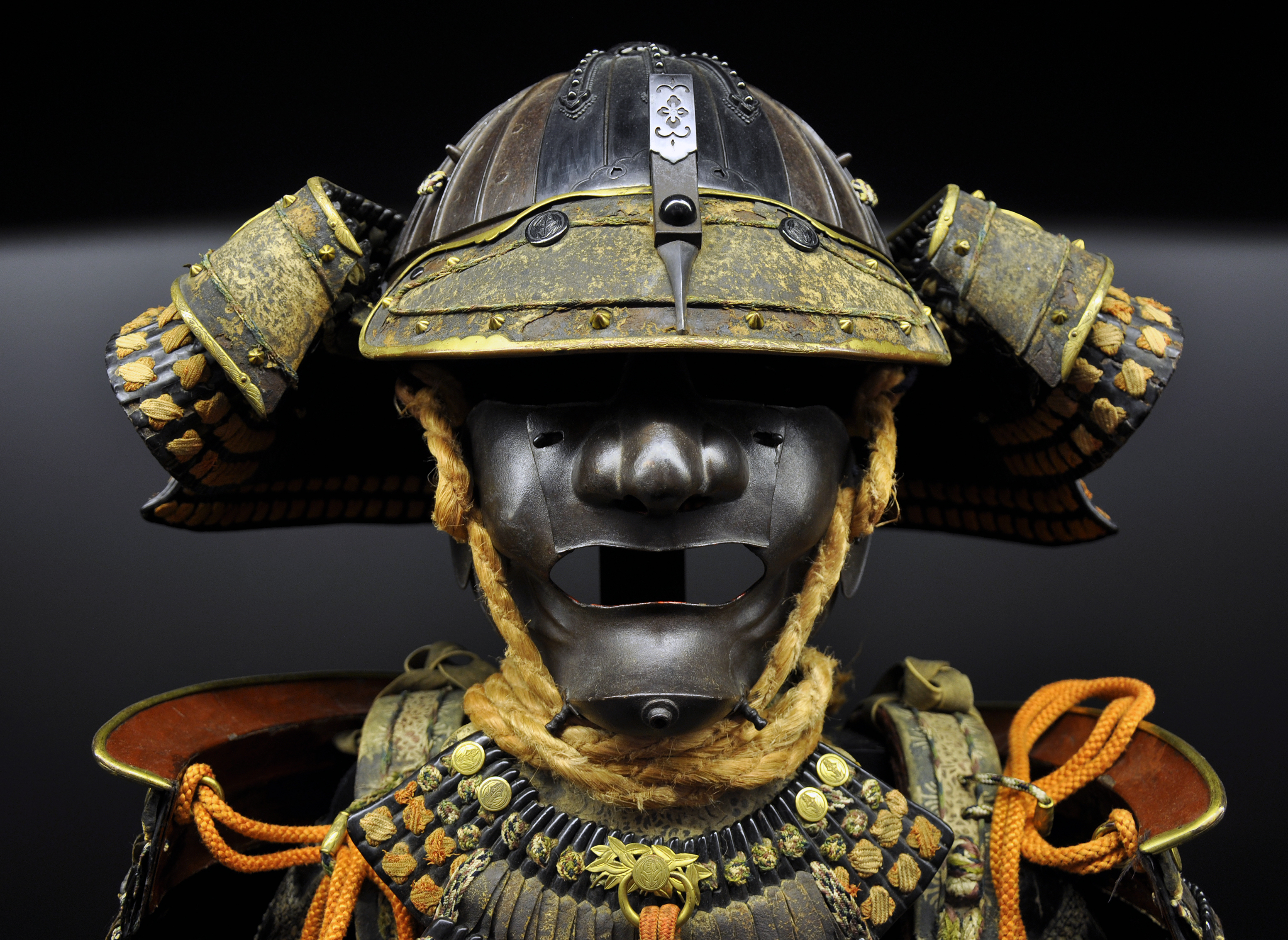
Casque de Samurai. utilisé au milieu du XV.

Tokugawa Ieyasu, un des généraux de Toyotomi Hideyoshi, prend la tête d'une faction militaire. Il s'assure la maîtrise du pays après la bataille de Sekigahara en 1600, et obtient de l'empereur le titre de shogun en 1603. Le titre est transmis à son fils dès 1605 pour assurer la mise en place d'une dynastie, mais il conserve la réalité du pouvoir jusqu'à sa mort en 1616. Par le contrôle des mines et des ports, il s'assure de la maîtrise du système monétaire. Il force ses vassaux à détruire leurs fortifications. Son petit-fils Tokugawa Iemitsu impose en 1635 le système du sankin-kōtai qui oblige tous les grands seigneurs féodaux à vivre un an dans la ville d'Edo où siège le shogun. Les ressources financières de ces seigneurs, contraints à mener un train de vie luxueux, et les velléités de révolte sont ainsi réduites. Ceux-ci ont par ailleurs interdiction de se rendre à Kyoto et de rencontrer l'empereur.

#### Arrivée du christianisme

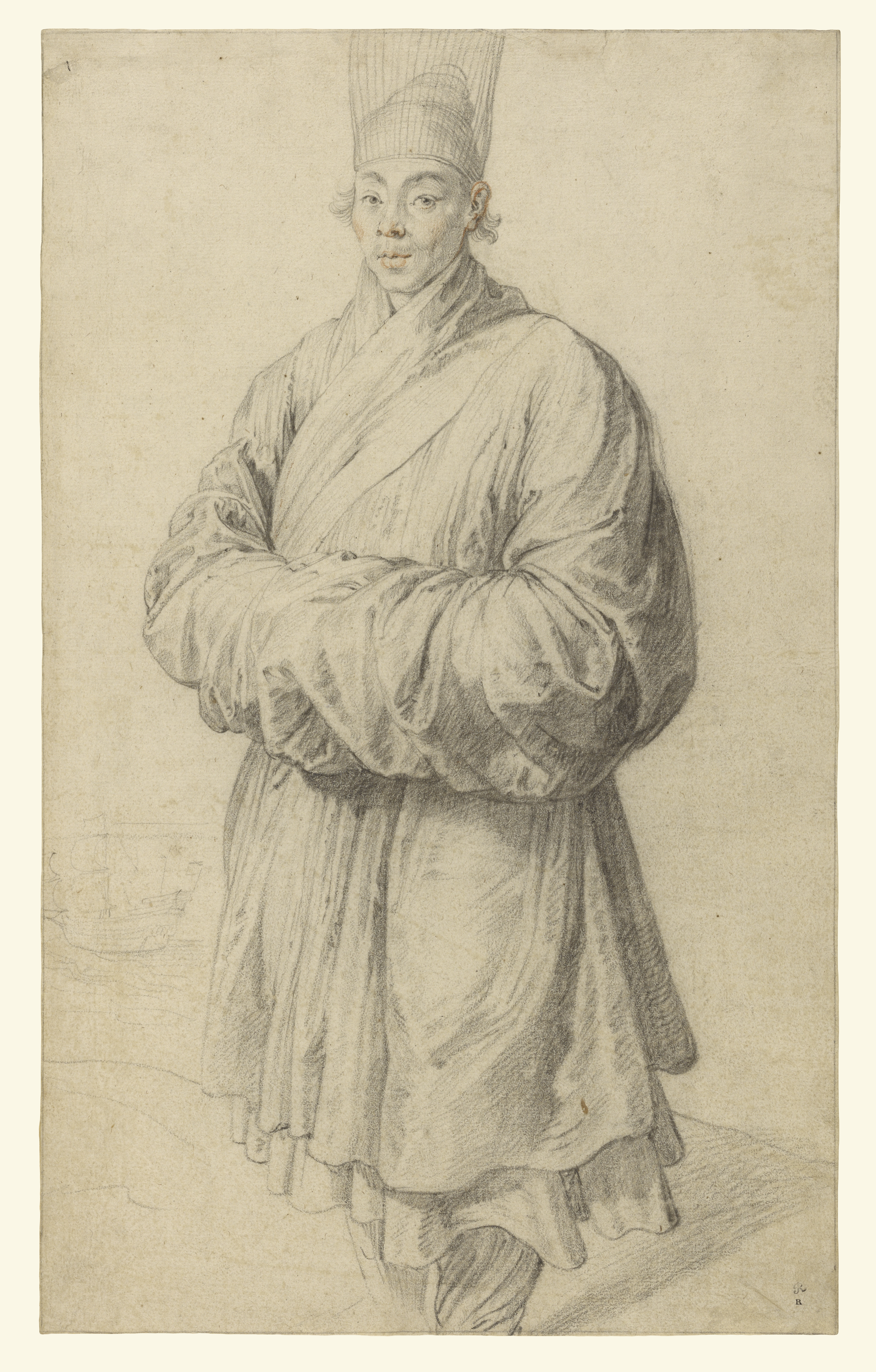
Esclave coréen acheté par Francesco Carletti à Nagasaki puis ramené en Europe où Rubens fait son portrait, vers 1617.

Le premier contact japonais avec des Occidentaux intervient en 1542 lors de l'arrivée du portugais Fernão Mendes Pinto dans l'île de Tanegashima. Les armes à feu sont introduites par ce biais et copiées par des artisans japonais. Des marchands portugais s'installent dans les ports du sud de Kyūshū comme Hirado, Funai, et Nagasaki où les marchands de Kyoto se déplacent pour leur acheter soieries et arquebuses. Au contact de ces commerçants, plusieurs nouveautés techniques et artistiques sont introduites dans le pays : horloges, pain et vin, instruments de musique comme des orgues. Un art influencé par l'Occident, l'art Nanban, se développe. Un dictionnaire japonais-portugais, le Nippo Jisho est publié en 1603. Hideyoshi cherche aussi mais sans succès à relancer le commerce avec la Chine.
Les premiers missionnaires chrétiens, espagnols et italiens, arrivent dans l'archipel par cette route commerciale. François Xavier, un jésuite, débarque à Kagoshima en 1549. Grâce à la protection d'un seigneur local, il commence son travail d'évangélisation. En 1585, il estime à environ 100 000 le nombre de convertis dans l'île, puis à environ 700 000 dans l'ensemble du pays en 1605. Nagasaki est cédée aux jésuites qui l'administrent de 1580 à 1588. Dans un premier temps, cette nouvelle religion est perçue plutôt favorablement par Nobunaga, car elle concurrence le pouvoir des différentes sectes bouddhiques, dont il cherche à réduire l'influence. Son successeur Hideyoshi craint, lui, que son influence empêche l'unification du pays, et interdit en 1587 toute forme de prosélytisme chrétien. Pour justifier cette interdiction, il dénonce l'essor de l'esclavage que l'arrivée des marchands et des missionnaires chrétiens a permis. La vente d'esclaves japonais, ou de Nobi coréens, se développe alors dans les ports de Kyūshū, et son interdiction doit être réaffirmée dès 1588.

## Époque d'Edo (XVIIe–XIXesiècles)

### Avènement de la dynastie Tokugawa
L'État s'efforce de renforcer son contrôle sur les différents courants religieux. Une tentative d'instauration d'un culte à Tokugawa Ieyasu, divinisé, est entreprise par ses successeurs. Un sanctuaire, le Tōshō-gu, est construit à Nikkō en 1617, mais la lignée impériale étant toujours bien présente, l'initiative ne suscite pas le moindre intérêt dans la population. Les tensions grandissantes entre bouddhistes et chrétiens entraînent l'interdiction de cette dernière religion en 1613, et, en un quart de siècle, elle disparaît presque totalement du pays. Les dirigeants japonais redoutent que les divisions religieuses n'entraînent à terme des divisions politiques dans le pays.

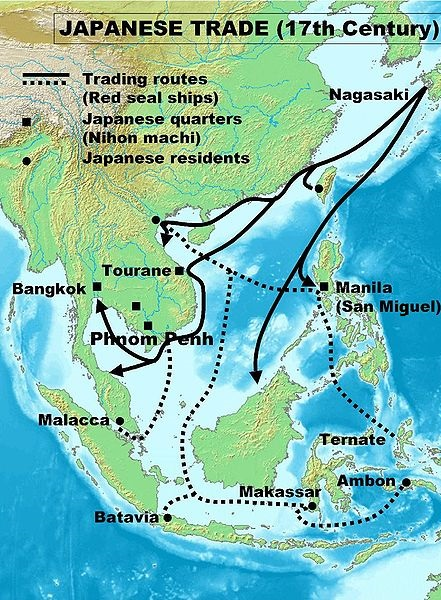
Carte montrant les réseaux commerciaux utilisés par les marins japonais au début du XVII.

Dans le domaine commercial, les relations avec l'étranger sont plutôt encouragées par le nouveau régime. Le début du régime des Tokugawa correspond à l'arrivée de nouveaux commerçants européens, qui concurrencent les Portugais dans la région. Le premier navire hollandais, dirigé par un Anglais, arrive en 1600. Des licences sont octroyées à ces bateaux pour pouvoir commercer. Si la Chine de la dynastie Ming refuse d'accorder aux commerçants japonais des autorisations commerciales, des négociations avec les autorités coréennes sont entamées avec plus de succès. Les Tokugawa ont refusé de prendre part à la guerre d'Imjin, ce qui met les Coréens dans de bonnes dispositions. Une délégation coréenne arrive dans le pays en 1607, mais elle est comprise par le pouvoir Tokugawa comme un signe de soumission, et les négociations tournent court. Le shogun ouvre certains ports aux marchands européens, chinois et coréens, mais, devant la concurrence grandissante, des mesures protectionnistes sont prises. Dès 1604, le commerce de la soie est réglementé. Vers 1612-1614, la dynamique s'inverse, et les Tokugawa cherchent à limiter au maximum les échanges avec les commerçants étrangers. Le nombre de ports ouverts au commerce est réduit progressivement, et en 1635 un édit interdit aux Japonais de se rendre à l'étranger. En 1639, l'accès au pays est interdit aux Portugais, laissant aux seuls Hollandais la possibilité de commercer avec le Japon. Pour les autres commerçants asiatiques, seuls quatre ports restent ouverts : Nagasaki (pour la Chine), Tsushima (pour la Corée), Satsuma (pour les Ryūkyū), et Matsumae (pour les Aïnous).
Dans l'archipel, l'influence japonaise dans les Ryūkyū et à Hokkaidō est réaffirmée. Le royaume qui dirige l'archipel du sud est tributaire de la Chine jusqu'en 1609, date à laquelle des samouraïs venant de Satsuma envahissent les îles. L'année suivante, le roi Shō Nei est contraint de se rendre à Edo pour rendre hommage au shogun. L'administration du royaume est peu à peu adaptée à son état de vassalité. Dans un ouvrage de 1650 retraçant l'histoire des Ryūkyū, le Chūzan Seikan, commandé par le roi Shō Shitsu, la parenté entre populations des Ryūkyū et de Satsuma est affirmée, tout comme la reconnaissance de la suzeraineté du domaine de Satsuma. Cependant, le royaume continue à verser un tribut à la Chine des Ming. Dans l'autre extrémité du pays, au nord, le chef du clan Matsumae accède, en 1634, au rang de daimyo, et étend son contrôle dans la région. La péninsule d'Oshima, au sud de Hokkaidō, est soumise en 1640, mais les Aïnous occupent toujours le reste de l'île.

### La «Pax Tokugawa»
La victoire des Tokugawa permet au Japon de connaître une longue période de paix intérieure, avec une pacification progressive de la société, ainsi qu'un développement économique important. Ces éléments, favorables au nouveau régime, inscrivirent son action dans la durée. Le pays connaît une phase d'essor démographique et économique allant de la fin du XVIe siècle au début du XVIIIe siècle. Les progrès techniques permettent la mise en culture de nouvelles terres ainsi que la canalisation de plusieurs fleuves, entraînant une hausse des rendements agricoles.

#### Stratification de la société

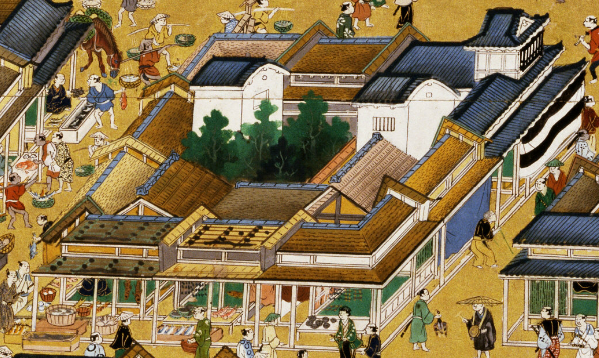
Machiya, type d'habitation urbaine de l'époque d'Edo.

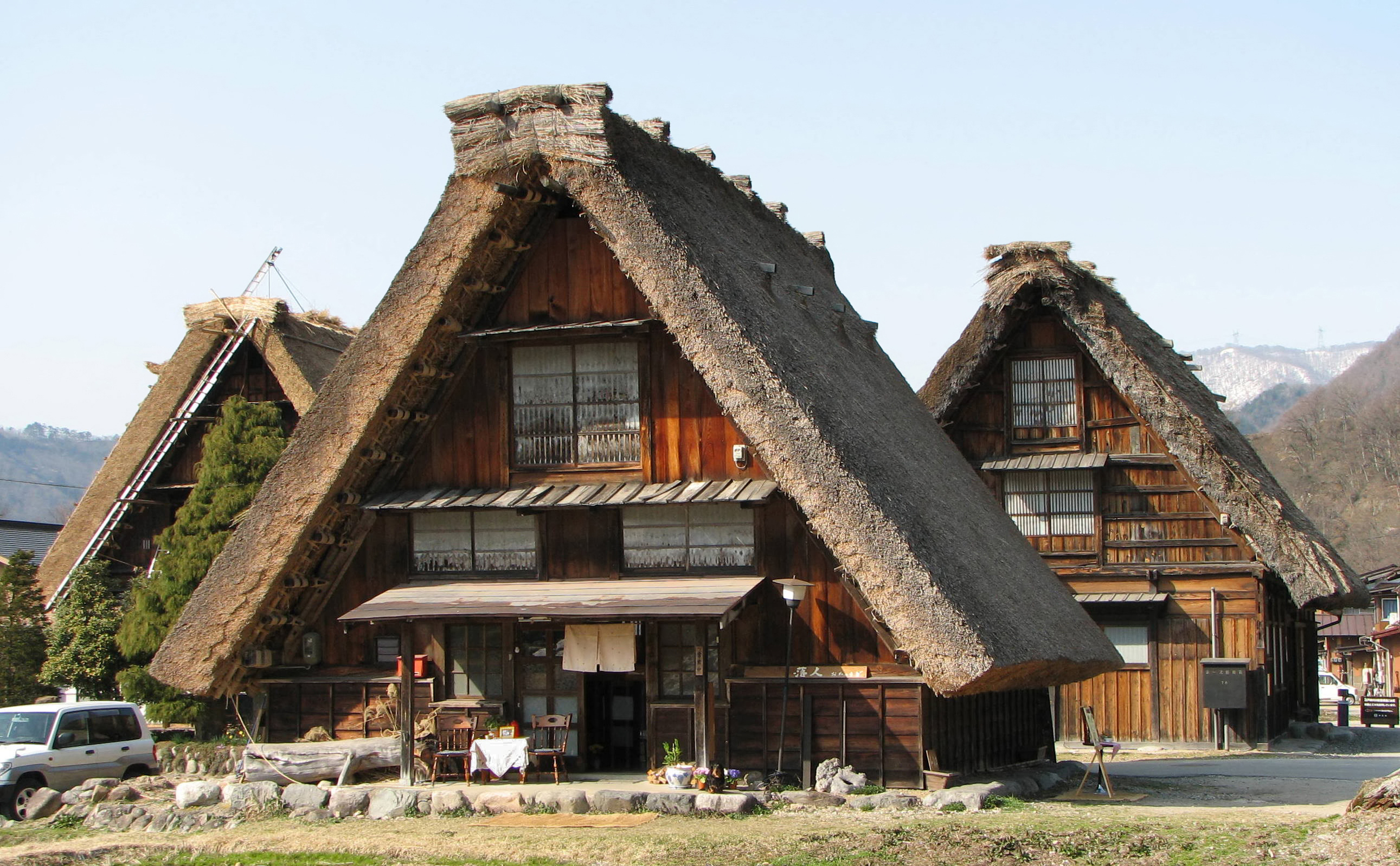
Minka, habitation rurale de l'époque d'Edo.

Une structuration de la société en trois groupes est mise en place sous les Tokugawa, divisant celle-ci entre les guerriers, les roturiers vivant dans les villages et dont l'activité est tournée vers l'agriculture, et les roturiers vivant en ville. Inspirée du confucianisme, cette division sociale est liée à la naissance, et fixe les professions et lieux d'habitation accessibles à chacun. Une souplesse d'application du modèle théorique existe à l'époque. À ces différents groupes sociaux s'ajoutent les nobles de la cour, les moines et les parias qui ne rentrent pas dans le schéma théorique. Les guerriers forment une classe dirigeante qui compte environ 2 millions de personnes en 1700, soit 6 à 7 % de la population nationale, et sont au cœur d'un réseau d'obligations vassaliques envers leurs seigneurs. Les roturiers de campagne représentent entre 70 et 80 % de la population, la plupart agriculteurs, les roturiers de ville représentant entre 10 et 15 % de la population. Dans ces deux dernières classes existe un rang de riches notables propriétaires de leurs terres ou de leurs habitations, qui représentent une minorité de la population. Les hinins (artistes de foire, comédiens, prostituées) et les etas (« souillés ») représentent entre 1 et 2 % de la population, auxquels s'ajoutent les mendiants et les Aïnous. Ces différents statuts sociaux peuvent se manifester dans les costumes, les coiffures, ou la forme des toits des habitations.
La famille obéit au même mouvement hiérarchique et joue un rôle de fabrication et de diffusion de ce modèle confucéen dans la société. Une forme de paternalisme issue de ce noyau familial se retrouve ainsi dans les relations entre un vassal et son seigneur, ou entre un ouvrier agricole et le fermier qui l'emploie. Dans les familles guerrières est entretenu un système patriarcal rigide, dans lequel le fils aîné gère et hérite de la totalité des biens familiaux, imposant ses ordres aux frères et aux oncles, les épouses et filles étant reléguées dans un rôle inférieur. La multiplication des quartiers de plaisir entraîne la dégradation de la condition féminine. Ce système patriarcal demeure plus souple dans la paysannerie, l'importance du travail des femmes leur garantissant un meilleur statut, et l'augmentation des défrichements au XVIIe siècle entraînant des divisions successorales plus fréquentes. Ces dernières sont encore plus répandues en ville, notamment chez les marchands.

#### Reconfiguration des relations politiques intérieures et extérieures
Sur le plan de la politique intérieure, le régime Tokugawa connaît son apogée entre 1651 et 1709 sous les shoguns Ietsuna et Tsunayoshi. L'État est basé sur une idéologie néo-confucianiste, ce courant de pensée atteignant son âge d'or. À ce titre, Hayashi Razan, maître confucianiste chargé de la formation de trois shoguns successifs, joue un rôle clef dans la diffusion des idées de Confucius et de Zhu Xi, et est à l'origine d'une école de pensée orthodoxe dominante. D'autres courants hétérodoxes coexistent, menés par Kumazawa Banzan (critique de la montée en puissance des marchands), par Yamaga Sokō (prônant l'accès aux études pour tous), ou par Ogyū Sorai (prônant un retour à la pensée chinoise). Toutes ces écoles ont en commun la paix comme élément moteur de la prospérité, et une vision agraire de la société.
Hoshina Masayuki, l'homme fort sous Ietsuna, insuffle une série de réformes pour « civiliser » le régime, en introduisant des règles concernant les procédures de décision dans les institutions ou pour les nominations, limitant ainsi l'arbitraire qui prévalait sous les pouvoirs précédents. Cette politique rencontre des soutiens dans les grands fiefs du pays, comme à Mito, à Kanazawa, ou à Okayama. Le junshi, suicide rituel, est interdit en 1663, ainsi que les échanges d'otages entre familles en 1665. Les guerriers doivent être avant tout de bons gestionnaires de fiefs, plutôt que de bons combattants. Cette évolution ne se fait pas sans critiques, comme le montre la parution en 1701 du Hagakure, un guide pratique et spirituel destiné aux samouraïs. Tsunayoshi organise la bureaucratie gouvernementale, mise au service non plus d'un clan mais de l'État. Il renforce la discipline en limogeant les administrateurs incompétents et en pénalisant les familles seigneuriales désobéissantes ; ces mesures, parfois prises de façon brutale, peuvent être jugées despotiques par ses contemporains, ce qui ternit le prestige du gouvernement. La fin de son règne est marquée par les difficultés. Une réforme monétaire ratée en 1695 entraîne un phénomène inflationniste. Une série de tremblements de terre et l'éruption du Mont Fuji en 1701 sont vues comme de mauvais présages par la population ; l'affaire des 47 rōnin en 1703 contribue à saper le prestige du shogun, et à remettre en cause les évolutions du système.

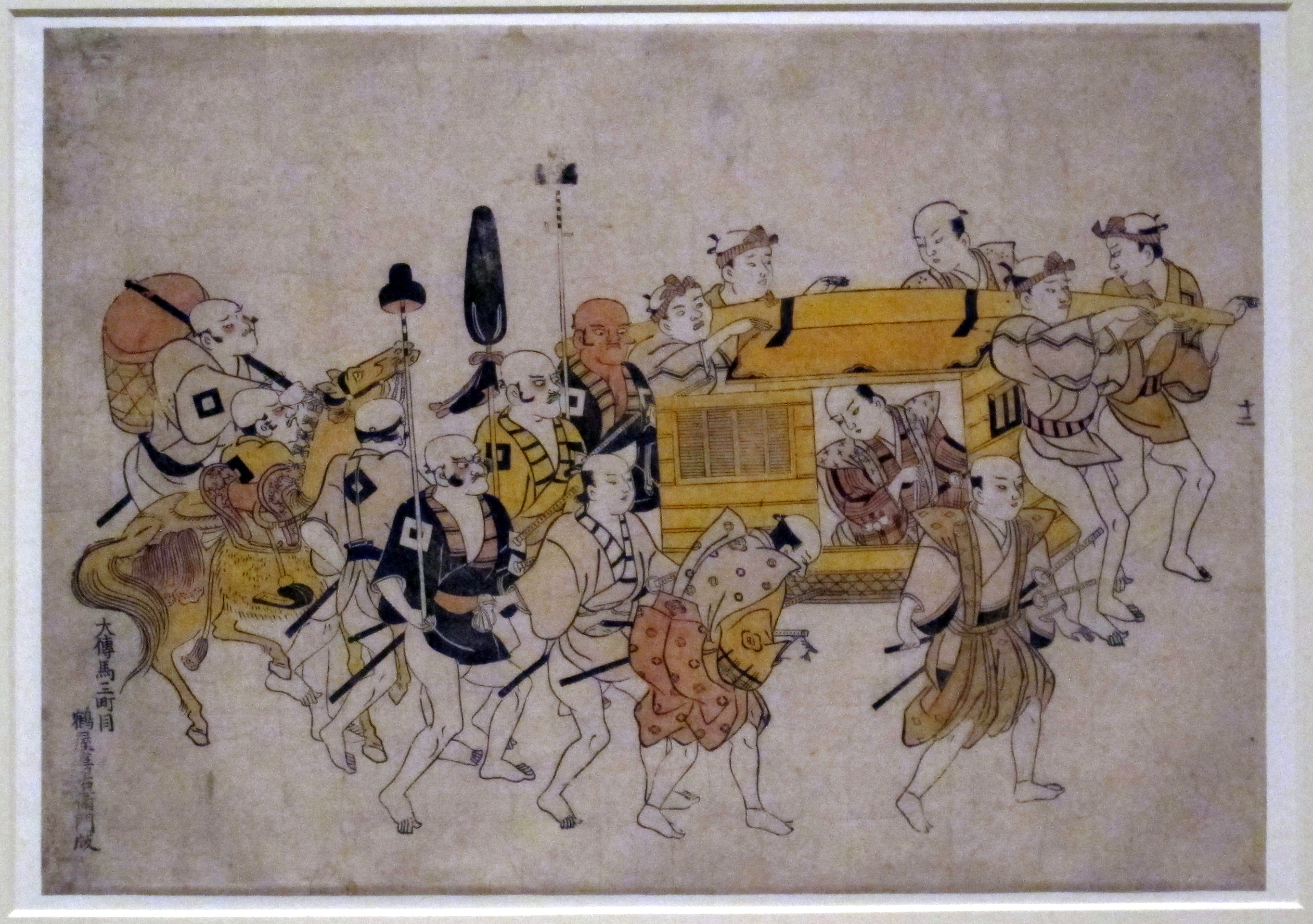
Ambassade coréenne en 1711.

Après la chute de la dynastie des Ming en 1644, le gouvernement japonais se montre peu pressé de mettre en place des relations avec le nouveau pouvoir Qing, et est épargné par les soubresauts qui agitent alors le continent. Les Tokugawa mettent en place un nouveau cérémoniel pour l'accueil des ambassades venant de Corée ou d'Okinawa, ou pour les visites des chefs de comptoirs hollandais de Nagasaki, et l'utilisent pour affirmer la puissance shogunale. Les persécutions de chrétiens — qui restent d'une ampleur limitée, en dépit de ce qu'affirme alors la propagande catholique en Europe — conduisent la plupart des convertis à renoncer à leur foi.

#### Essor économique des campagnes et développement urbain
Les activités agricoles restent la base économique sous les Tokugawa, et s'accroissent de manière importante au cours du siècle. La production nationale de riz passe de 18 millions de kokus en 1600 à 25 millions en 1700, alors que, dans le même temps, les surfaces cultivées sont multipliées par deux, grâce à la hausse des investissements productifs, des défrichements (le recours à des bêtes de trait devient plus fréquent), et aux progrès techniques (les outils en fer se généralisent). Les seigneurs, touchant sous forme de taxe 40 à 50 % des récoltes, soutiennent la hausse de la production. Des lois sont ainsi passées pour interdire le morcellement des parcelles, ou pour limiter la culture d'autres espèces que le riz, comme le tabac ou le coton. Une organisation collective du travail se met en place dans les rizières, renforçant le poids de la communauté agricole sur l'individu. Autour des grandes villes se développent des cultures commerciales : du chanvre pour le textile, du colza pour l'huile d'éclairage, ou du mûrier pour le ver à soie. Cela entraîne l'apparition d'économies régionales spécialisées, comme celle du coton dans le Kansai, du thé à Uji, ou du tabac à Mito et Kagoshima. La spécialisation des activités est aussi notable dans les régions côtières pour la pêche, dans la production de sel, mais aussi, dans les zones montagneuses, dans l'exploitation des forêts pour faire face à la hausse démographique, induisant une demande accrue en bois de chauffage et de construction. Dans les communautés rurales, les femmes jouent aussi un rôle dans le développement d'un artisanat tourné vers l'exportation.

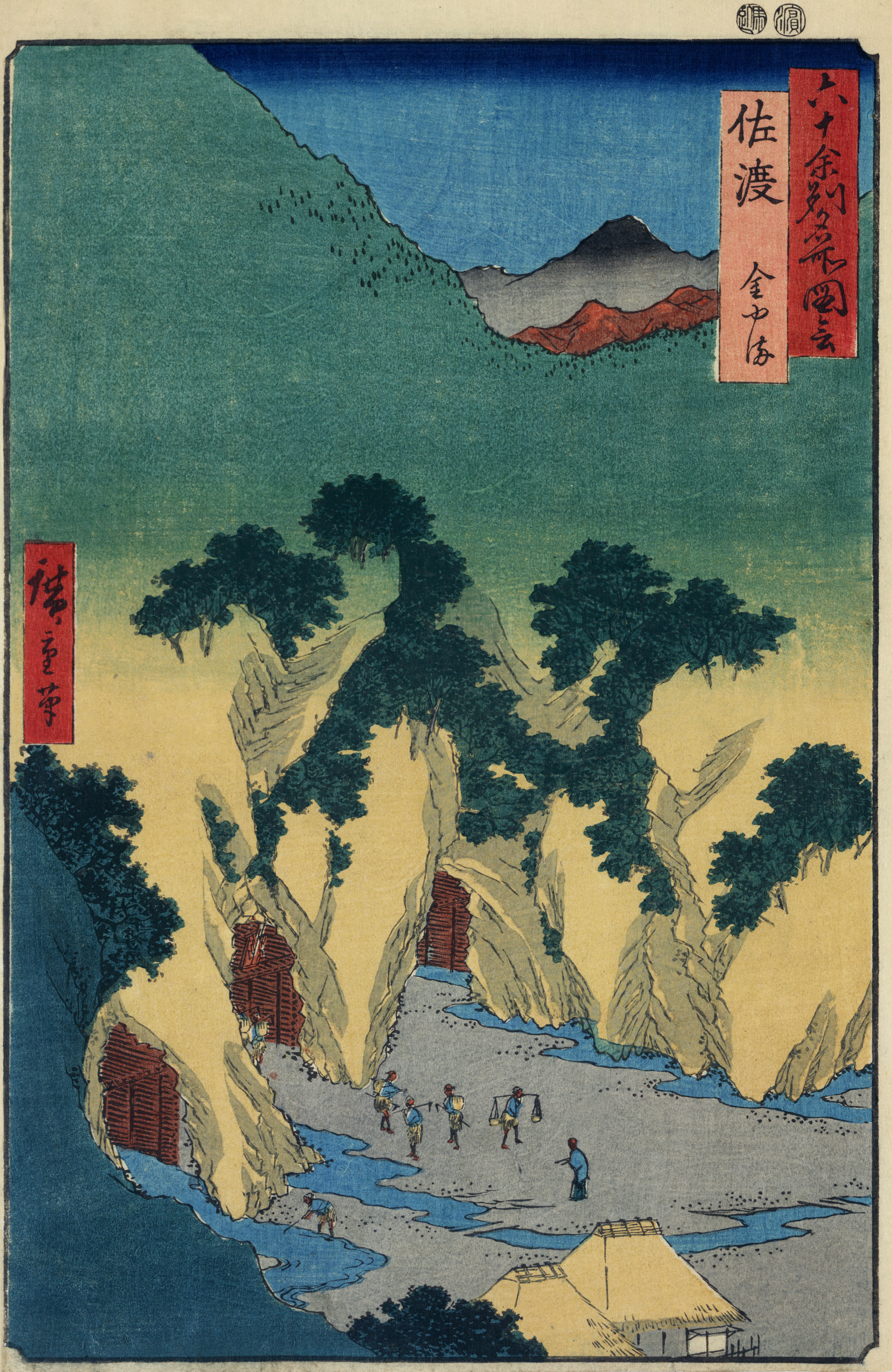
Les mines d'or de Sado vues par Hiroshige en 1853.

L'élévation du niveau de vie et la consommation de produits de luxe par les classes dirigeantes favorisent l'essor d'industries, comme les teintureries ou la production de soie ; les premiers revendeurs de tissus en semi-gros apparaissent à Edo. La céramique, la laque, le papier, mais aussi les brasseries de saké, bénéficient de cette dynamique consumériste. L'industrie minière adopte de nouvelles techniques, qui permettent de prolonger l'activité de certaines mines jusqu'au milieu du XVIIe siècle (or à Sado, argent à Iwami ou Ikuno) ou d'en développer d'autres (cuivre). La hausse de la production de fer permet de faire baisser son prix, et donc celui d'outils et d'armes faits à partir de ce métal.
L'accroissement et l'intensification des échanges commerciaux favorisent le secteur des transports, qui bénéficie aussi d'un cadre politique unifié et pacifié. Se met alors en place un réseau de routes, ponts et auberges reliant les grands centres urbains en cours de développement. Ceux-ci sont étroitement contrôlés par le pouvoir via des péages et gués. Les produits pondéreux sont principalement convoyés par voies fluviales et maritimes, nécessitant la construction de transporteurs spécialisés, et des liaisons maritimes régulières se mettent en place entre Edo et Osaka. Ce commerce sur de grandes distances rend nécessaire le développement de lettres de change et, avec elles, de familles de banquiers, comme celle des Mitsui, connue à Edo dès la fin du XVIIe siècle. Au début du XVIIIe siècle, Edo compte 2 000 maisons de changeurs, Kyoto 600, et Osaka 2 400.
La croissance urbaine est un des phénomènes majeurs du XVIIe siècle. À côté des trois grandes villes que sont Edo (1 million d'habitants au début du XVIIIe siècle), Kyoto (600 000 habitants), et Osaka (500 000 habitants), de nouvelles villes émergent près des châteaux seigneuriaux, des ports, des villes étapes, minières, ou proches des grands temples, mais elles dépassent rarement les 50 000 habitants. Dans ces centres urbains, la culture bourgeoise est à son apogée dans la dernière décennie du XVIIe siècle ; elle est tournée vers le récréatif et fondée sur la production et la circulation de beaux objets, la poésie et le théâtre. Les artisans de Kyoto sont à l'origine de différentes modes et sont actifs dans l'architecture, les aménagements intérieurs et l'art des jardins. C'est à cette époque que la céramique de Bizen se répand. L'enrichissement des marchands fait qu'Osaka commence à détrôner Kyoto en tant que capitale culturelle. Des auteurs comme Ihara Saikaku, Bashō et Chikamatsu Monzaemon sont les principaux représentants des lettres japonaises du XVIIe siècle ; l'existence d'une importante population lettrée et l'essor des techniques de gravure et de lithographie permettent une plus grande diffusion de leurs œuvres. La fermeture du pays aux influences étrangères se fait sentir et entraîne le développement d'un art de vivre à la japonaise. Les maisons de familles aisées adoptent plus massivement le style shoin-zukuri, datant du XVe siècle et destiné à l'origine à quelques grands personnages. Les quartiers de plaisirs se développent, comme celui de Yoshiwara à Edo, dont les contours sont limités par des palissades et les accès contrôlés ; 25 lieux de ce type existent dans le pays au XVIIe siècle.

### Le «siècle d'Edo»
Le centre politique, culturel et intellectuel du pays bascule pour la première fois de l'est à l'ouest du pays et la société féodale subit une série de crises.

#### Une économie fragile
La croissance de la population stagne à partir du milieu du XVIIIe siècle, pour osciller entre 28 et 33 millions d'habitants. La technique ne permet plus la mise en culture de nouvelles terres, et les efforts se tournent vers l'intensification du travail et vers la diversification des cultures. Cette évolution vers des cultures non-vivrières rend la population plus exposée économiquement en cas de surproduction ou de baisse des prix. La tension démographique transforme le moindre aléa climatique en crise de subsistance, et ruine les paysans les plus pauvres, les obligeant à avoir recours à des prêts ou à l'usure. Ces paysans ayant perdu leurs terres deviennent un prolétariat agricole ou émigrent en ville. La population des campagnes se polarise entre grands propriétaires et paysans sans terre, favorisant le développement de jacqueries (les principaux pics d'agitations sont atteints dans les années 1780, 1830 et 1860). Les taxes dont les paysans doivent s'acquitter, théoriquement fixées à 50 %, s'établissent dans les faits entre 60 et 80 % des récoltes. Les mauvaises récoltes sont à l'origine de phénomènes d'inflation ; quatre grandes famines touchent le pays en 1732 (causant près d'un million de morts), 1775 (200 000), en 1783-1787 (plusieurs centaines de milliers), et en 1833-1839.

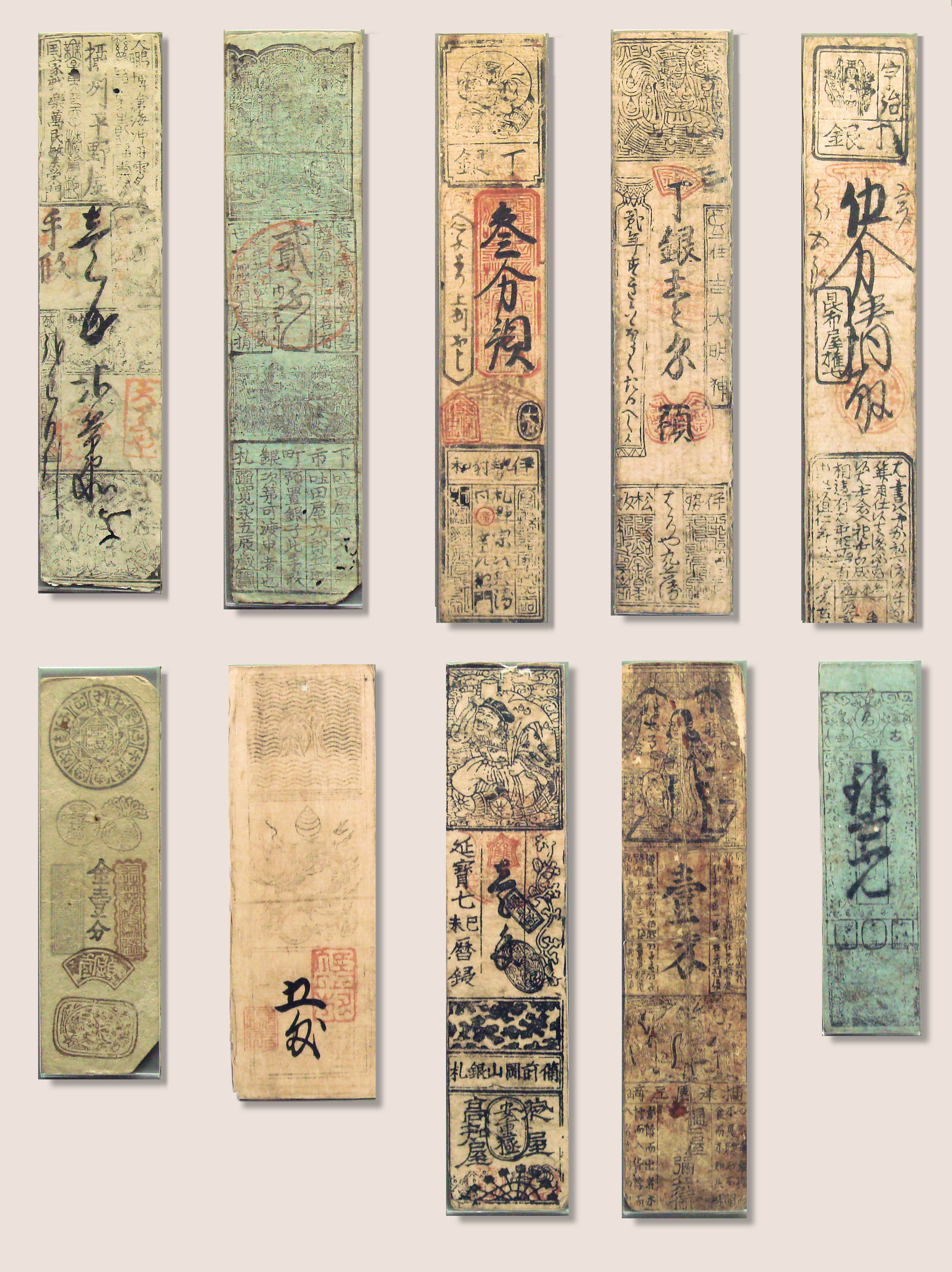
Exemple de Hansatsu, type de monnaie fiduciaire utilisée au XVII.

La situation dans les villes est comparable à celle des campagnes. L'expansion de l'économie marchande a enrichi une population d'artisans et de négociants, qui spéculent en achetant des terrains en ville. Ils les louent à des populations plus pauvres, anciens paysans émigrés en ville, exposés aux hausses de prix de l'alimentaire, aux incendies et aux épidémies. Cette hausse des dépenses de consommation touche aussi les samouraïs, dont le niveau de vie baisse, et pousse dans la misère les couches économiquement les plus fragiles ; certains samouraïs « revendent » leurs titres à des marchands, en adoptant la famille de ces derniers, leur faisant acquérir ainsi un rang social plus élevé. Dans les premières décennies du XIXe siècle, une proto-industrialisation se met en place au cœur de ce tissu urbain. Des ton'ya, ou industries domestiques, se développent et réunissent dans des fabriques des employés salariés. Ce système est inauguré dans les années 1820-1830 dans des brasseries de saké de la région d'Osaka, puis dans celle de Kyoto dans des soieries, ensuite dans celle de Nagoya, dans des ateliers de tissage du coton. Les femmes, puis les paysans expulsés de leurs terres. constituent le gros de ces employés d'une économie pré-industrielle.
Trois vagues de réformes sont engagées pour faire face à ces difficultés économiques. La première à partir de 1720, les réformes Kyōhō, par le shogun Yoshimune, vise à relancer de grands travaux, comme le défrichement de nouvelles rizières, et à réduire le train de vie de l'État. Malgré une stabilisation des finances du shogun, portée par des hausses d'impôts, la situation des couches rurales populaires continue à se dégrader. La seconde vague de réformes, portée par le ministre Tanuma Okitsugu, intervient en 1770. Il renforce le monopole de certains grands marchands et permet le développement de sociétés par actions, tout en continuant la politique de grands travaux de son prédécesseur. Malgré des progrès dans le domaine commercial, il rencontre l'opposition des conservateurs, mais aussi celle des classes les plus populaires, victimes d'une inflation non maîtrisée. En 1783, l'explosion du volcan Asama provoque des crises de subsistance, et, en 1787, une trentaine de provinces sont proches de l'insurrection. La troisième vague de réformes, les réformes Kansei, est lancée en 1790 par le daimyo Matsudaira Sadanobu, en réaction à la réforme précédente : Sadanobu en revient à une vision agrarienne de la société et voit dans la croissance de l'économie marchande l'origine des troubles que connaît le pays. Il fait renvoyer dans les campagnes les paysans émigrés en ville, fait interdire les dépenses de luxe, ainsi que les productions artistiques jugées contraires aux bonnes mœurs. Bien qu'il ne reste au pouvoir que jusqu'en 1794, ses réformes marquent profondément la fin du règne des Tokugawa.

#### Des Occidentaux de plus en plus proches

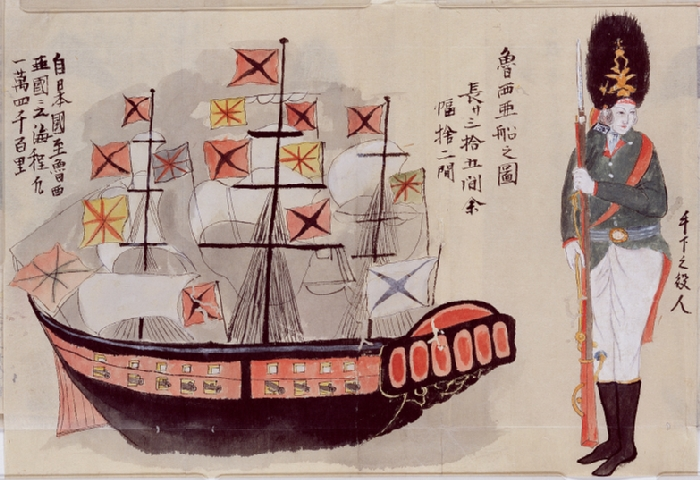
Dessin du navire de Nikolaï Rezanov qui arrive au Japon en 1804.

À partir de la seconde moitié du XVIIIe siècle, la Russie accentue sa présence au nord du pays. Elle s'engage dans une vague de colonisation de la Sibérie. Au même moment, le nombre de colons japonais augmente dans l'île de Hokkaidō. Des expéditions japonaises se rendent dans les îles Kouriles et à Sakhaline, et la possibilité de commercer avec les Russes est étudiée, mais reste sans suite. Dans la même région, l'économie des Aïnous se dégrade et le gouvernement japonais, craignant que ceux-ci ne s'allient avec les Russes, surveille de plus en plus cette population. Les révoltes d'Aïnous, notamment celle de 1789, ont pour effet d'accélérer le mouvement de colonisation japonaise. Les Russes, n'ayant pas réussi à nouer des relations diplomatiques avec la Chine, se tournent vers le Japon, et essaient d'obtenir l'ouverture de voies commerciales. Dès 1791, une école enseignant le japonais ouvre en Russie. Toutefois, la pression coloniale japonaise dans le Nord ne fait que tendre davantage les relations entre les deux pays.
L'incident du Phaeton en 1808 à Nagasaki, lors duquel un navire hollandais est attaqué par des forces britanniques, fait prendre conscience au shogunat de la puissance de feu des Occidentaux ; il fait renforcer les fortifications côtières du pays. L'extension de la pêche à la baleine dans le Pacifique par les Américains a pour conséquence une augmentation du nombre de navires occidentaux cherchant à venir se ravitailler dans l'archipel. La peur que les Occidentaux ne tentent de réintroduire le christianisme dans le pays renforce la posture isolationniste du shogunat.

#### L'émergence d'une culture nationale

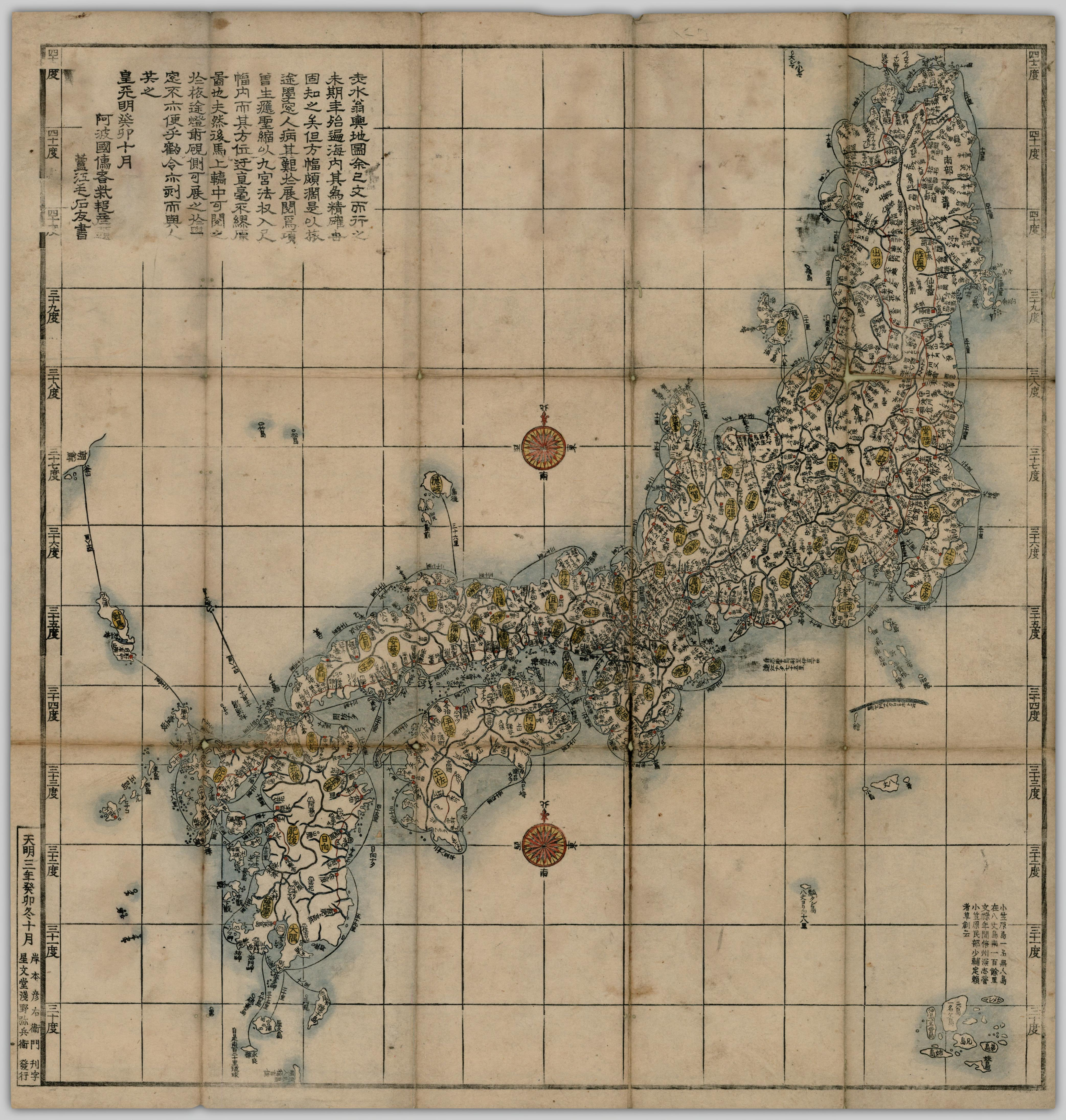
Carte du Japon datant de 1783 : l'île de Hokkaidō, absente, ne sera intégrée qu'après la Restauration Meiji.

La rencontre de nouvelles puissances étrangères, ainsi que la réalisation de cartes géographiques représentant le pays au début du XVIIIe siècle, fait naître parmi les élites un questionnement identitaire. Les voyages individuels sont de plus en plus nombreux, qu'ils soient motivés par des raisons religieuses ou intellectuelles, et sont à l'origine de l'édition de guides de voyage présentant la géographie et les coutumes des différentes régions du pays. Ils permettent d'ancrer peu à peu dans les consciences l'idée d'une unité nationale, les différents terroirs régionaux s'intégrant dans un ensemble plus large, l'archipel.
Certains produits comme le thé, cultivés en plus grande quantité et donc meilleur marché, font leur entrée dans les classes moyennes, et, par la même occasion, la culture qui leur est associée pénètre aussi cette couche sociale. Le théâtre exerce une influence considérable sur la culture ; jusqu'en 1765, le théâtre de poupées d'Osaka jouit d'une grande popularité, avant que le Kabuki ne prenne le relais. Ses acteurs sont adulés, et les grands du pays cherchent à s'attacher leur amitié. De grands matsuri religieux, comme celui de Gion à Kyoto, de Kanda à Edo et le Sannō matsuri d'Edo, deviennent des événements populaires, drainant dans les temples de grandes foules. Le tourisme populaire prospère ; les stations thermales sont bondées et des cohortes de pèlerins visitent les temples et les sanctuaires. Plusieurs centaines de milliers de personnes se rendent ainsi dans le sanctuaire d'Ise en 1770 et en 1830.
Une éducation élémentaire se généralise, et chaque fief met en place au cours du XVIIIe siècle une école accueillant les fils de samouraïs, mais aussi de roturiers. La première d'entre elles ouvre en 1641 dans le domaine d'Okayama ; on en compte une cinquantaine au milieu du XVIIIe siècle, puis 300 un siècle plus tard. À côté des enseignements confucianistes à visée morale sont enseignés le calcul ou l'astronomie. Les savoirs occidentaux sont diffusés via le comptoir de Nagasaki. Dans les campagnes, ces enseignements sont dispensés dans des écoles de temple ou terakoya, tissant un réseau d'enseignement primaire. Le pays compte environ 350 de ces écoles en 1780, et 200 nouveaux établissements ouvrent entre 1789 et 1804, puis 3 000 entre 1804 et 1844. Des cours privés ou juku prennent le relais pour l'enseignement secondaire. La maîtrise de la lecture devient une obligation sociale et professionnelle, et l'édition connaît un développement important. Environ 10 000 titres sont en circulation en 1720, d'abord imprimés à Kyoto et Osaka avant qu'Edo ne domine ce secteur d'activité à partir de la fin du XVIIIe siècle. La production est variée, allant des romans picaresques aux livres érotiques. Les « livres à couverture jaune », de taille réduite et au prix abordable, font leur apparition. Des libraires ambulants circulent dans les villes, et certaines librairies comptent parfois plus de 20 000 ouvrages. Une littérature sentimentale « pour filles » émerge, et, dans le même temps, des ouvrages sont saisis en raison de leur caractère jugé licencieux. Les progrès de l'imprimerie entraînent aussi une popularisation des ukiyo-e dès la fin du XVIIIe siècle.
Dans les élites, des mouvements de pensée nouveaux commencent à s'ériger contre l'orthodoxie confucianiste portée par le pouvoir en place. Le mouvement nativiste fondé par l'érudit Motoori Norinaga repousse la culture d'origine chinoise et prône un retour à la pureté d'une culture strictement japonaise. Le lettré Hirata Atsutane affirme la centralité du shintō. Les études hollandaises, ou rangaku, profitent de l'introduction légale de livres occidentaux à Nagasaki dès la première moitié du XVIIIe siècle, à condition que ceux-ci ne traitent pas de la foi chrétienne. Des livres consacrés à la dissection en 1774 et aux maladies internes en 1793 sont traduits du hollandais vers le japonais. En 1764, le médecin Hiraga Gennai met au point une tenue ignifugée en amiante pour pompiers.

### Shogunat en crise

#### Le Japon sous l'influence de puissances étrangères

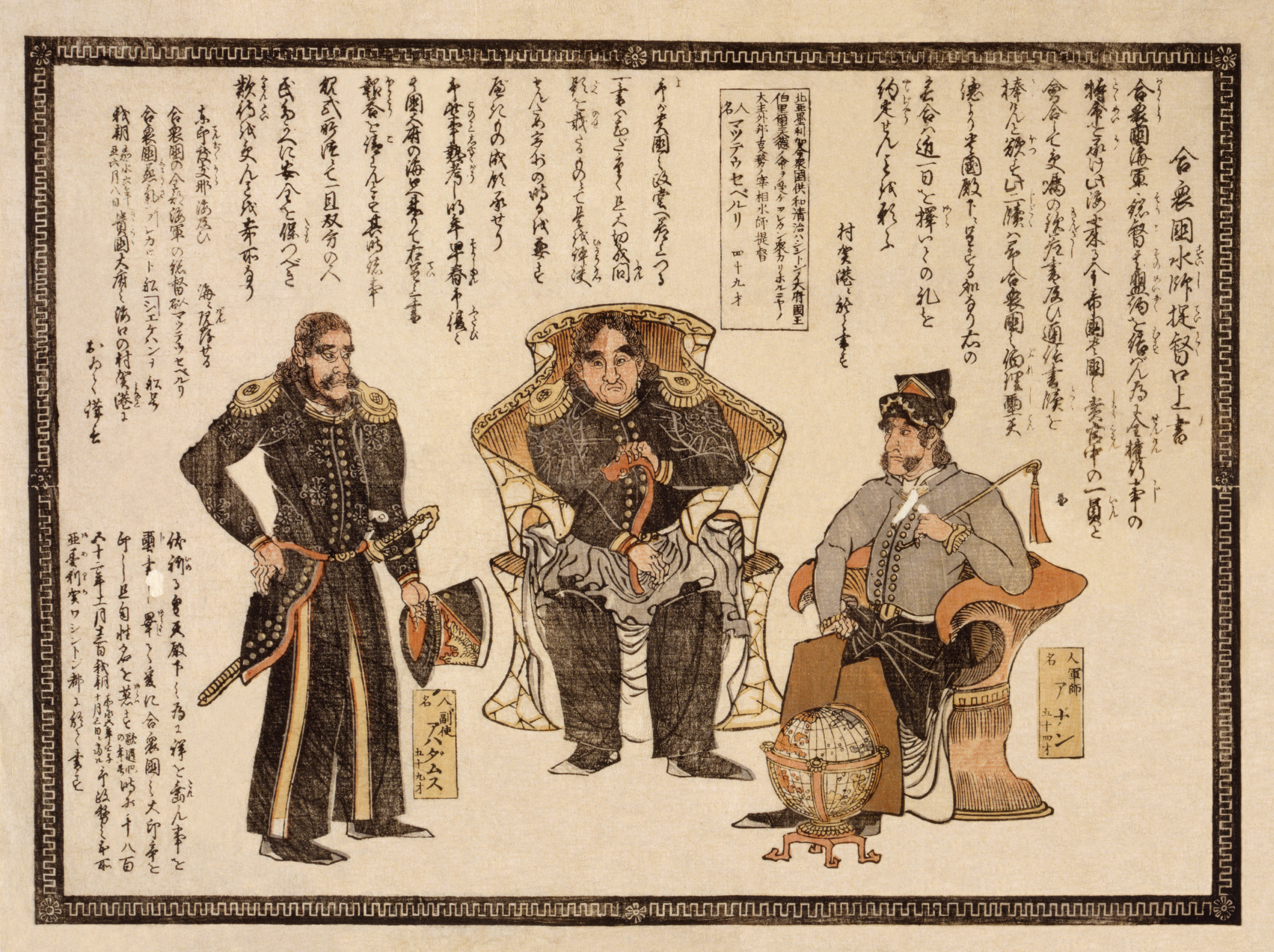
Estampe montrant l'amiral Perry et le texte de la lettre du président Fillmore adressée à l'empereur du Japon.

Les puissances étrangères accentuent leur présence dans la région lors de la première moitié du XIXe siècle. Les Russes continuent leurs avancées dans le nord et tentent de faire de l'île Tsushima une base portuaire pour leur marine. Les Britanniques renforcent leurs positions après leur victoire contre la Chine lors de la guerre de l'opium en 1842. Le pouvoir shogunal cherche un temps à s'en faire des alliés, ceux-ci s'étant battus contre la Russie lors de la guerre de Crimée de 1853 à 1856. L'arrivée de l'amiral américain Perry en 1853 dans la baie d'Edo signe la fin de la politique d'isolement du pays. La France, alliée aux Britanniques, impressionne les esprits japonais à la suite du sac du palais d'été en 1860, et commence à jouir d'un certain prestige dans l'archipel.
De 1864 à 1882,, les puissances occidentales ne sont concernées que par des enjeux européens, ce qui évite au Japon de devenir un de leurs champs d'affrontements. Cependant, la Russie, qui cherche à étendre son influence en Asie centrale et dans les Balkans, provoque une réaction du Royaume-Uni. Paris doit faire face à l'échec de sa diplomatie au Mexique, puis à un affrontement militaire avec la Prusse. De leur côté, les États-Unis sont pris dans la guerre de Sécession.

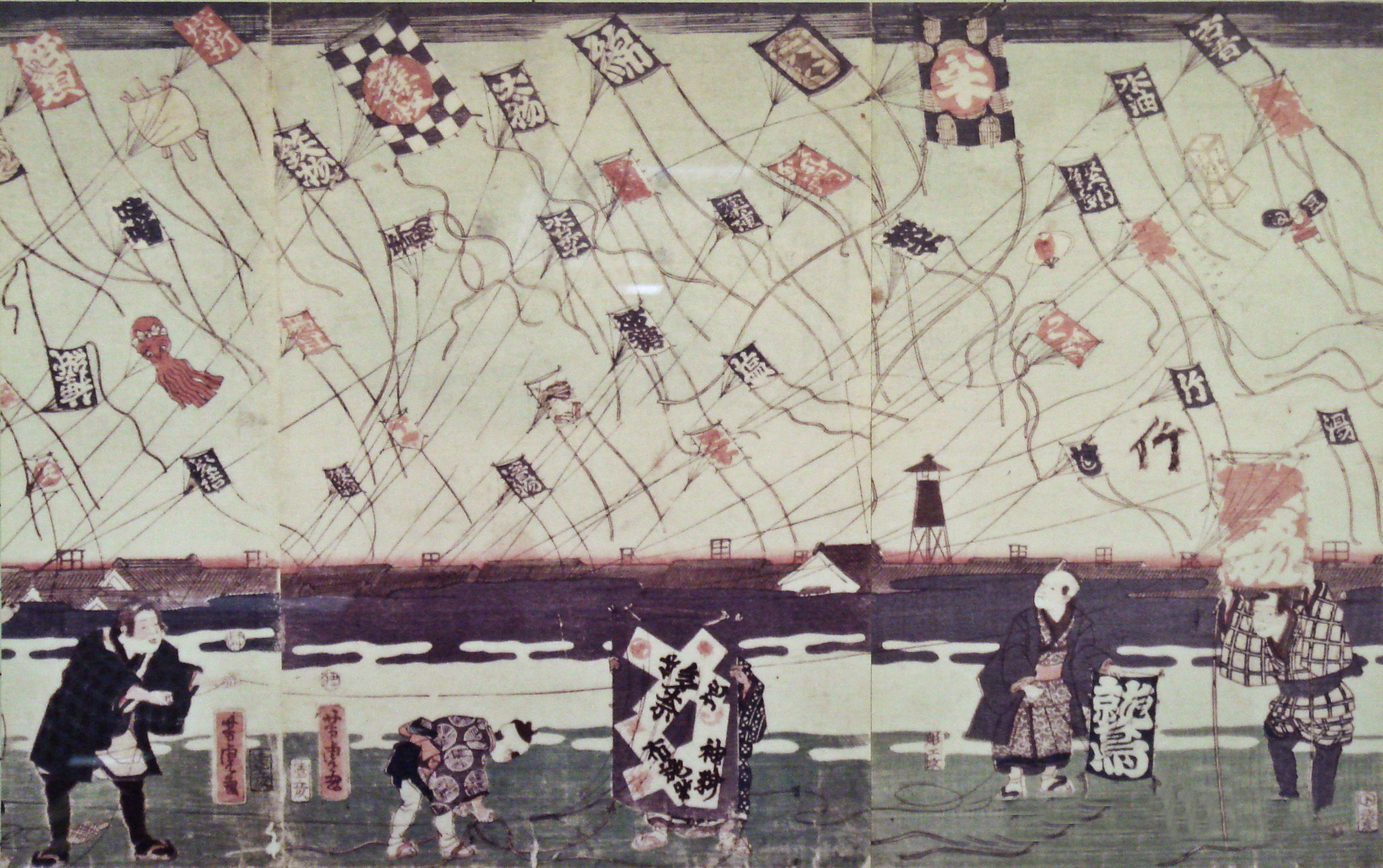
Image allégorique de l'inflation, les cerfs-volants montrant la hausse des prix.

Sur le plan économique, l'arrivée de marchands étrangers engendre des résultats contrastés. Le port de Yokohama, créé en 1879, détrône rapidement celui de Nagasaki, et capte les deux tiers du commerce extérieur. Le pays exporte du thé, des produits de la pêche, ainsi que de la soie. La très forte demande pour ce dernier produit entraîne une augmentation des prix. Le prix du riz augmente de 50 % par an entre 1858 et 1867. Les échanges commerciaux avec l'Occident provoquent aussi une fuite des monnaies d'or en dehors de l'archipel, à l'origine, là aussi, d'un phénomène d'inflation. La très forte demande en soie pour l'exportation permet de soutenir la croissance dans ce domaine. A contrario, le coton importé d'Occident, meilleur marché que celui produit localement, provoque la ruine des producteurs japonais.

#### Des crises intérieures rapprochées
Sur le plan intérieur, des aléas climatiques provoquent plusieurs famines de 1833 jusqu'au début des années 1840. En 1836, on dénombre ainsi 20 000 morts dans la province de Tottori, et 100 000 dans le Tōhoku. D'importants mouvements de population désorganisent les cités ; les citadins gagnent la campagne en quête de nourriture, tandis que les habitants des campagnes affluent dans les villes, espérant bénéficier de distributions de vivres. La flambée des prix alimentaires grève le budget des couches moyennes. Sur la période 1831-1836, on recense par ailleurs plus d'un millier de soulèvements, émeutes ou disputes violentes dans la population, prenant pour cible les classes dirigeantes. En 1836, on dénombre près de 10 000 paysans en armes dans la région de Mikawa, et 30 000 autour du mont Fuji. Mizuno Tadakuni, haut fonctionnaire gouvernemental chargé par le shogun de mener des réformes, entreprend, entre autres initiatives, de favoriser le retour à des cultures vivrières et à réduire les déficits budgétaires. Il se heurte aux intérêts des grands daimyos, et, pour la première fois, le régime plie face à ceux-ci en le renvoyant. Certains fiefs, comme Satsuma et Chōshū, mettent en place avec succès leurs propres réformes, et en profitent pour se doter d'une petite armée équipée d'armes à feu et d'artillerie.

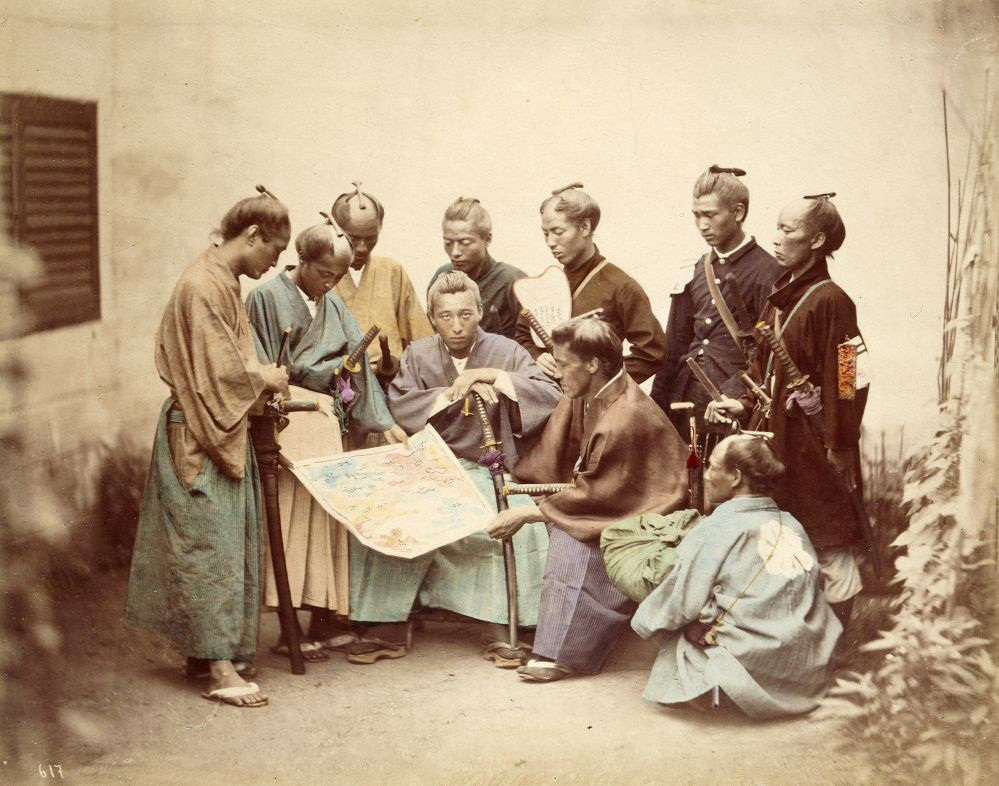
Photographie de Felice Beato montrant des samouraïs du domaine de Satsuma se préparant durant la guerre de Boshin.

En 1858, la décision d'Ii Naosuke, propulsé tairō à la suite du retrait du shogun Tokugawa Iesada, de signer une série de traités inégaux avec les puissances occidentales, provoque la dernière grande crise du régime. Tandis qu'il s'efforce d'éviter une guerre en engageant des négociations, il doit faire face à une opposition qui souhaite expulser les étrangers. Son assassinat en 1860 inaugure une longue série d'assassinats politiques qui laisse une empreinte durable dans le paysage politique japonais. La déliquescence du pouvoir shogunal engendre une agitation dans les différents fiefs. L'opposition se radicalise lorsque l'empereur régnant, pour la première fois depuis plusieurs siècles, intervient publiquement et manifeste sa désapprobation à l'égard de l'action du gouvernement shogunal. En 1863, Sa Majesté impériale Kōmei signe l'ordre d'expulser les barbares. À partir de 1866, des fiefs du sud-ouest se rassemblent et concluent une alliance politique et militaire contre le shogunat. Face au pouvoir paralysé, la figure de l'empereur apparaît comme une force déterminée et capable de s'opposer aux Occidentaux. Fin 1867, le dernier shogun Tokugawa Yoshinobu abdique. La restauration impériale est proclamée le 3 janvier 1868. Les fiefs soutenant le shogunat sont soumis militairement lors de la guerre de Boshin, les derniers se rendant lors de la bataille de Hakodate en mai 1869.

## L'empire du Japon (1868 - 1947)

### Restauration du pouvoir impérial

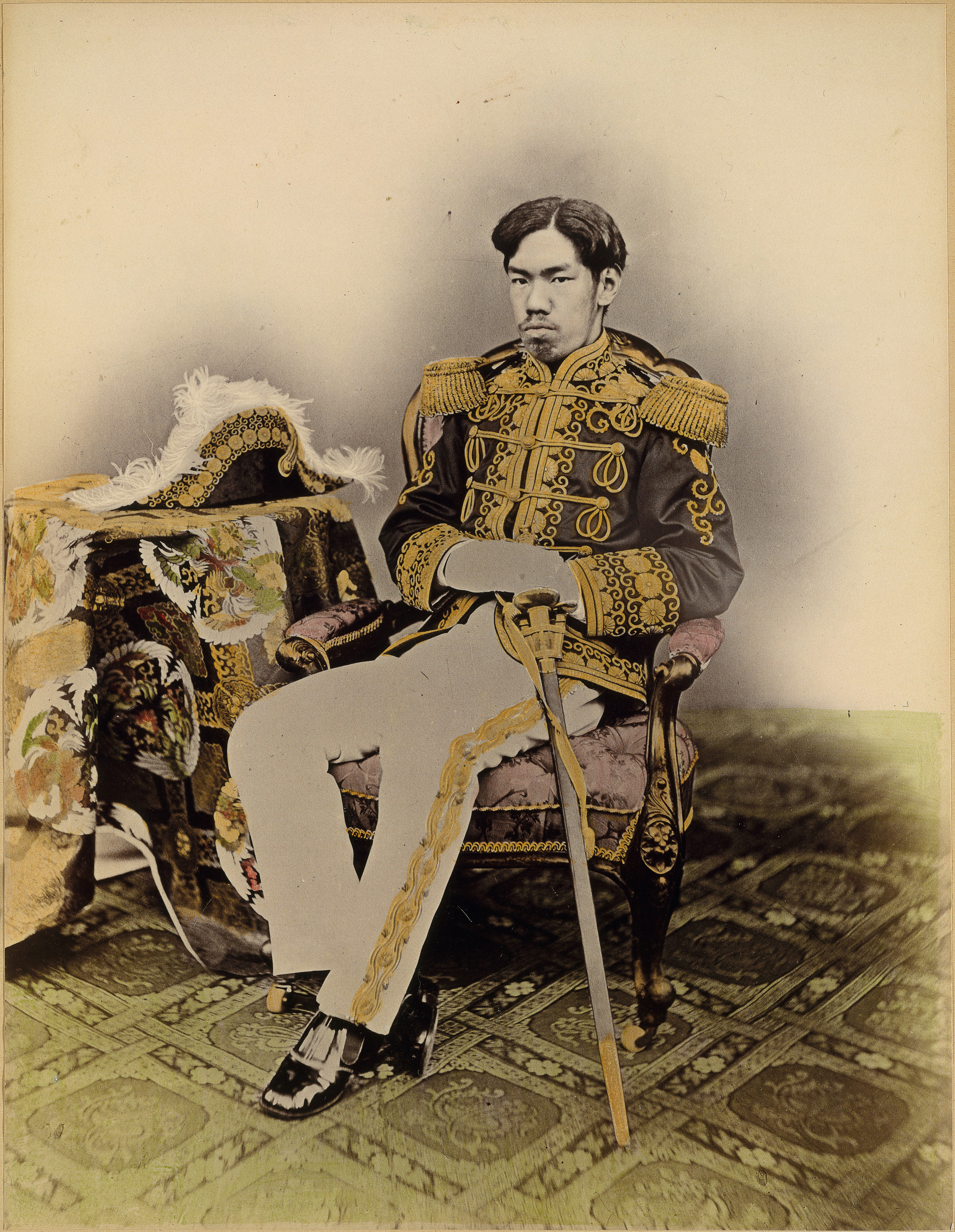
L'empereur Meiji photographié par Uchida Kuichi en 1873.

La première déclaration de l'empereur en 1868 présente une loi fondamentale, prélude à une constitution, gage de liberté d'expression, et indique qu'une lutte contre la hausse des prix va être entreprise. Une coalition instable est alors au pouvoir, composée du parti anti-shogunal et centrée sur les leaders du domaine de Satsuma et les nobles de la cour. Le nouveau gouvernement rend aux Tokugawa leur fief — amputé cependant des quatre cinquièmes de son revenu — et le début de l'ère Meiji est proclamé en octobre 1868. Un conseil honorifique est le premier organe de gouvernement de ce nouveau régime, et celui-ci prend encore en compte les équilibres entre domaines ayant participé au renversement de l'ancien régime, et la noblesse de cour. Plusieurs changements d'organisation ont lieu lors des mois suivants, ce qui permet à des personnalités comme Ōkubo Toshimichi et Iwakura Tomomi d'émerger. Du 16 février 1868 au 26 décembre sont publiées 34 ordonnances importantes, allant de la suppression des monnaies locales jusqu'à l'interdiction de certains châtiments corporels. Une réforme territoriale remplaçant les anciens domaines par des préfectures est menée à bien au deuxième semestre 1869, avec comme conséquence principale une plus grande centralisation de l'État. Un impôt foncier est introduit en 1873 pour garantir une recette publique stable. De 1868 à 1875, de grandes réformes, d'inspiration occidentale et touchant l'éducation, l'armée et le système juridique, sont entreprises — des experts étrangers sont engagés. De 1876 à 1880, un travail portant sur la rédaction d'une constitution nationale est réalisé par un conseil des anciens, mais sans aboutir ; les personnes partisanes d'un modèle parlementariste anglais comme le ministre du Trésor, Ōkuma Shigenobu, sont écartés du pouvoir après une crise politique en 1881, et le régime s'oriente vers une monarchie laissant le pouvoir suprême à l'empereur. Ce n'est que le 11 février 1889 qu'une constitution est effectivement adoptée et fixe la répartition des pouvoirs.
L'industrie est modernisée en ayant recours au modèle des manufactures d'État, et les premières infrastructures de télécommunications et de chemins de fer sont déployées avec l'aide d'entrepreneurs anglais. Le développement de Hokkaidō est aussi décidé. Les évolutions sociales rapides sont cependant à l'origine de révoltes parmi les samouraïs, comme en 1874 à Saga, et en 1877 à Satsuma. Les entreprises créées par l'État sont privatisées dix ans après leurs ouvertures, ce qui permet au gouvernement de dégager des liquidités et à de grands groupes de se constituer. Des conglomérats, comme Mitsubishi ou Mitsui, se renforcent par ce biais.

### Consolidation de l'empire (1890 - 1914)

#### Poussée démographique importante

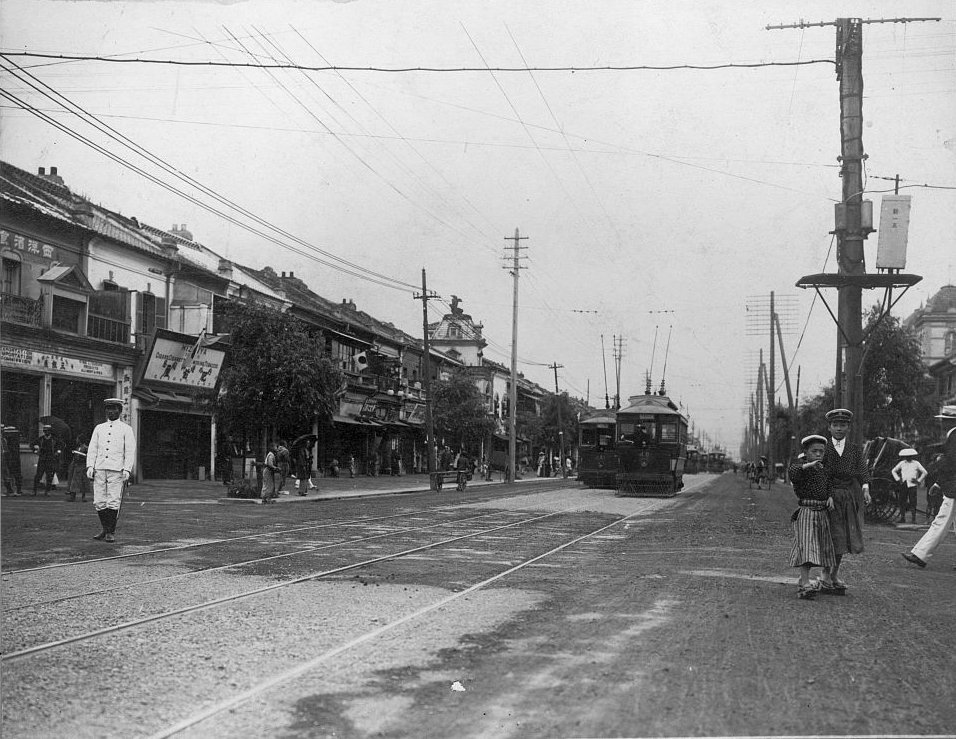
Une rue du centre-ville de Tokyo vers 1905.

Après une période de stabilité démographique à la fin de l'ère Edo, la population repart à la hausse en passant de 30 à 50 millions de personnes entre 1870 et 1915, soutenue par une baisse de la mortalité infantile, et une hausse des naissances et de l'espérance de vie. Cette croissance est rendue possible grâce à l'augmentation des importations de riz et la mise en valeur de terres arables à Hokkaidō (la surface des champs y passant de 45 000 à 750 000 chō de 1890 à 1920, et la surface des rizières de 2 000 à 83 000 chō sur la même période). La part de la population citadine connaît aussi une hausse : 28 % des Japonais vivent dans des villes de plus de 10 000 habitants, contre 16 % en 1893. Tokyo atteint les 2 millions d'habitants et Osaka 1 million en 1903, cette dernière triplant sa taille en un demi-siècle. Cet essor de la population urbaine entraîne une baisse du poids de l'agriculture dans le PIB du pays, celui-ci passe de 45 % en 1885 à 32 % en 1914.
La hausse de la production industrielle comme celle des mines est à l'origine de grandes pollutions à fort impact sur l'agriculture. Les rejets de la mine de cuivre d'Ashio, par exemple, contaminent la rivière Watarase, un affluent du fleuve Tone, dès les années 1880, et précipite la formation d'un important mouvement ouvrier en 1907. Dès les années 1890, les conditions de travail difficiles dans l'industrie favorisent la diffusion du socialisme venu d'Europe. En 1911, on fixe à 12 ans l'âge minimum pour travailler, et à 12 heures la durée maximale du travail journalier pour les femmes et les enfants. La condition des femmes évolue : si le ministère de l'Éducation encourage en 1899 la création de plus de lycées réservés aux femmes, depuis 1890 celles-ci ont l'interdiction d'adhérer à un parti ou de participer à des meetings politiques. Pour combattre cette situation, un journal comme Sekai Fujin est créé en 1907 par Fukuda Hideko, et, en 1901, Tsuda Umeko fonde une école réservée aux femmes : le Collège Tsuda. Une jeunesse de plus en plus éduquée voit toutefois se réduire les possibilités d'ascension sociale par le biais de l'éducation, puisque seul le nombre de postes subalternes augmente dans les entreprises dans les années 1890. Cette population éduquée bénéficie dans le même temps d'un plus large accès aux écrits de journalistes et de critiques. Les idées marxistes se diffusent dans les années 1890 ; en 1901, à Tokyo est fondé un parti socialiste, immédiatement dissous par le premier ministre (un nouveau parti de ce type est autorisé en 1906).

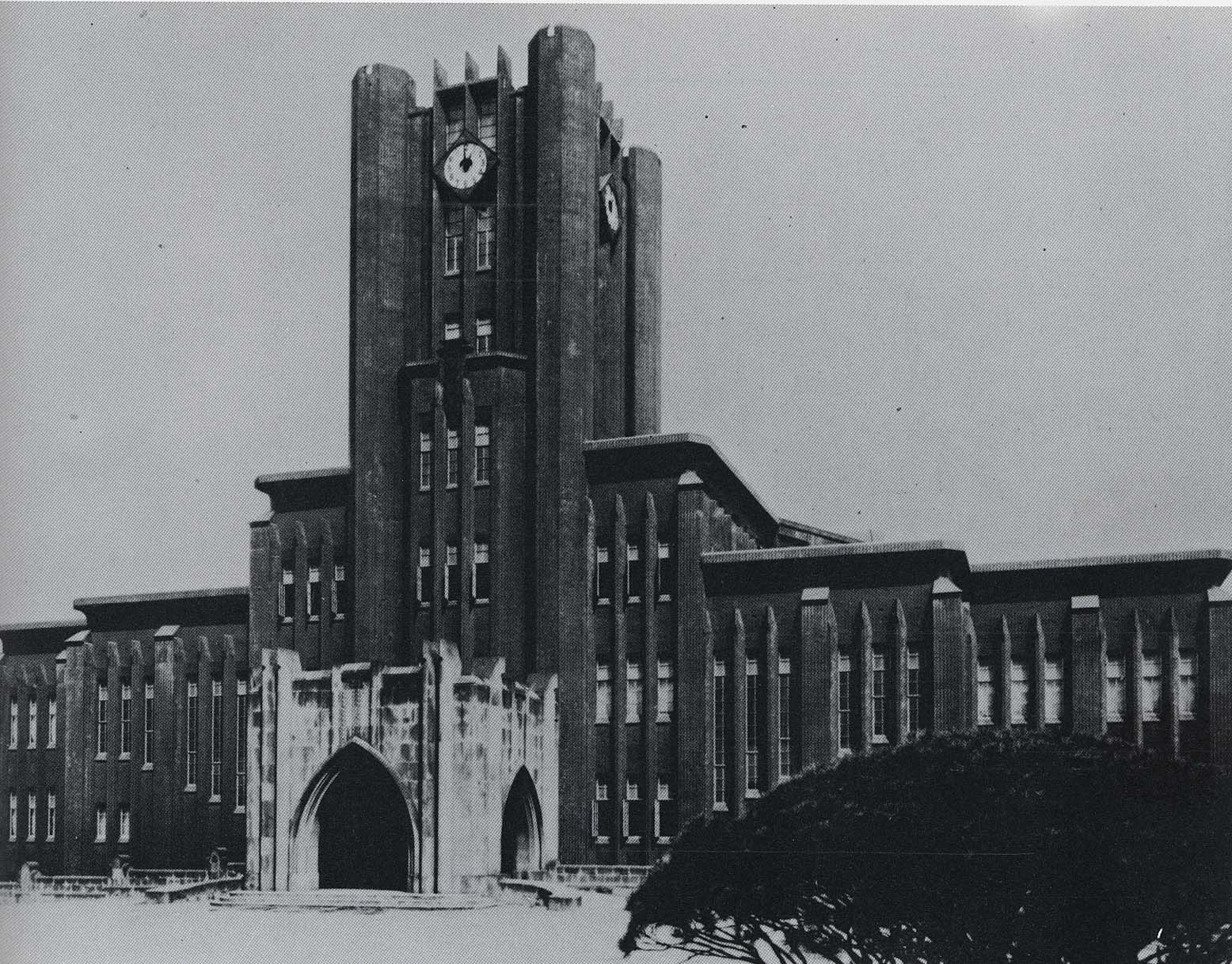
L'université impériale de Tokyo fondée en 1877 inaugure la mise en place d'un système universitaire prenant comme modèle les équivalents occidentaux.

La production culturelle obéit à deux grandes dynamiques sur la période 1890-1914 : le façonnement d'un cadre national pour sa diffusion, mouvement déjà enclenché plus tôt dans le siècle, et une opposition interne entre culture japonaise et culture occidentale, prolongement de la situation politique en Asie marquée par la victoire du Japon sur la Russie et par la chute de la dynastie chinoise des Qing en 1911. Le rôle de la culture européenne comme modèle est remis en cause par certains, tandis que d'autres cherchent à faire une synthèse des deux cultures. L'éducation primaire progresse : 50 % des enfants sont scolarisés à ce niveau en 1890, 95 % en 1906. Au même moment se met en place la base d'un système universitaire japonais, avec la constitution d'un réseau d'universités impériales dans les plus grandes villes du pays, ainsi que d'établissements privés comme Waseda, Keiō, et Dōshisha. Les titres de presse se multiplient, passant de plus de 400 en 1890 à 2 000 en 1914. La même année, le Japon se place second au niveau mondial en nombre de livres publiés, derrière l'Allemagne, avec près de 27 000 titres. La langue japonaise s'uniformise par ce biais, même si de nombreux dialectes se maintiennent. Le dialecte de Tokyo, là où se trouve la plupart des moyens d'édition, se généralise et devient le japonais standard.

#### Consolidation du régime et montée de l'impérialisme
Les premières élections législatives de l'histoire du pays se tiennent en juillet 1890, et placent le Jiyūtō et le Rikken Kaishintō en tête de la représentation nationale, rassemblant à eux deux 170 des 300 sièges de la chambre des représentants. Cette chambre s'oppose régulièrement aux membres du gouvernement, nommés par l'empereur, dans le but d'obtenir plus de pouvoir pour leur assemblée. L'obstruction passe notamment par le refus de vote du budget tel que présenté par le gouvernement plusieurs années de suite. Le déclenchement de la guerre sino-japonaise en Corée en 1894 met fin provisoirement à cette opposition. En avril 1895, la contestation par les puissances occidentales de certains points du traité de Shimonoseki mettant fin à la guerre est utilisée par les dirigeants du Jiyūtō pour négocier pour la première fois l'entrée de plusieurs de ses membres au sein du gouvernement. Ce fonctionnement gouvernemental s'impose par la suite et, lors de la décennie suivante, de 1901 à 1913, Katsura Tarō et Saionji Kinmochi occupent de façon alternée le poste de Premier ministre. En 1913, un an après le décès de l'empereur Meiji, la crise politique Taishō met fin à cette répartition du pouvoir et ouvre l'époque de la démocratie Taishō. En outre, de 1900 à 1920, s'opère un recul des factions politiques liées aux anciens clans du Sud-Ouest, à la bureaucratie et aux hauts fonctionnaires. Cet affaiblissement profite aux diplômés de plusieurs universités qui s'imposent dans certains secteurs : la haute fonction publique, la magistrature, et les banques accueillent ceux de l'université impériale de Tokyo, le monde de la presse et celui des affaires ceux de l'université Waseda, et la médecine ceux de l'université Keiō.

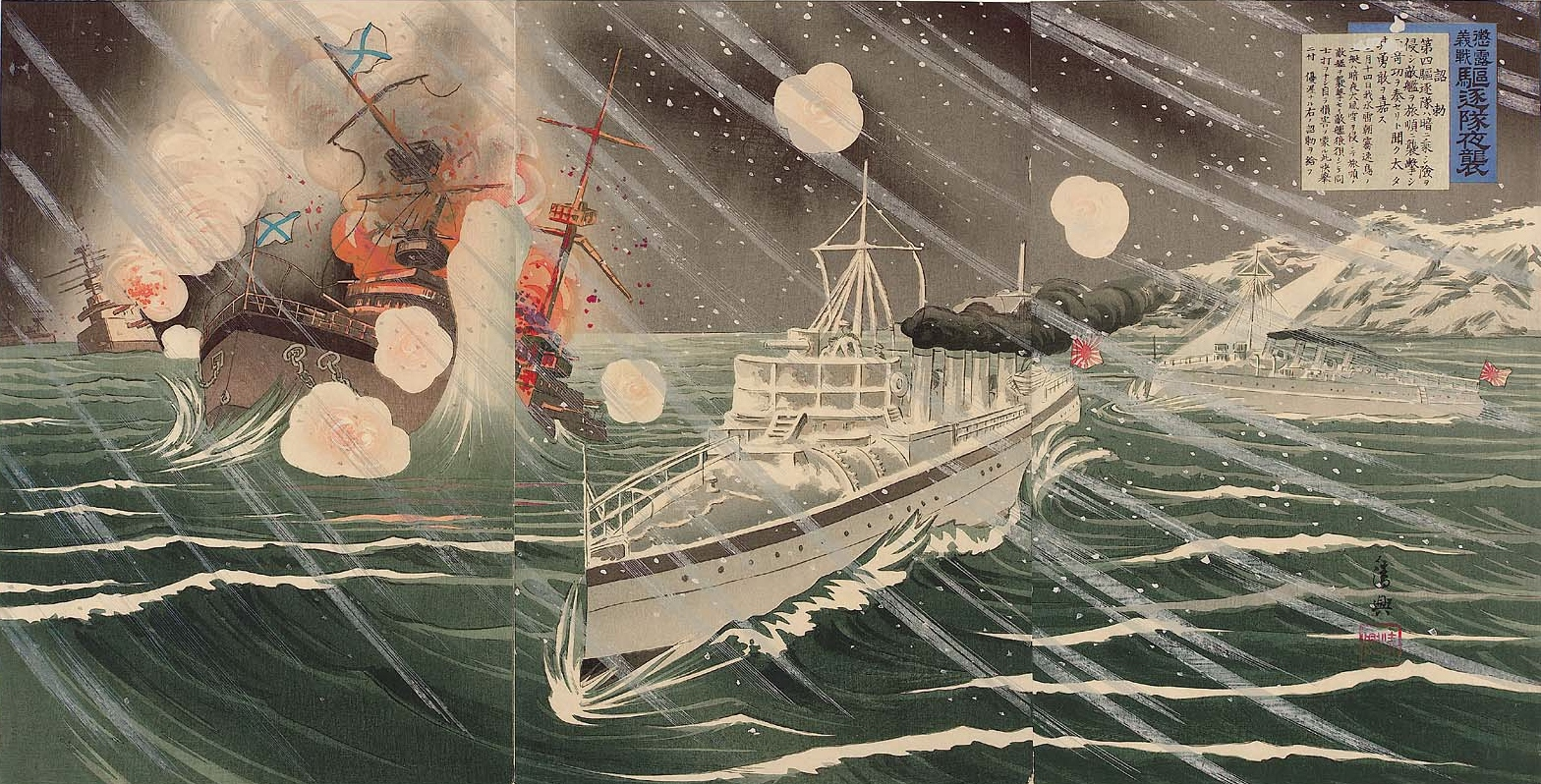
Nishiki-e de propagande montrant la victoire japonaise lors de la guerre contre la Russie en 1904-1905.

La poussée coloniale des puissances européennes reprend dans les années 1880 : les Britanniques colonisent la Birmanie en 1886, les Français l'Indochine de 1884 à 1893, les Américains Hawaï en 1898. La Corée devient un enjeu stratégique pour certains hommes politiques japonais à partir de 1890, et est l'objet d'une guerre contre la Chine en 1894-1895, puis d'une guerre contre la Russie en 1904-1905 — cette dernière concerne aussi le contrôle de la Mandchourie. Victorieux dans les deux cas, le Japon impérial renforce sa position sur l'échiquier international et agrandit son territoire : Taïwan est transformée en colonie en 1905, le Liaodong et la moitié sud de Sakhaline sont acquis en 1905, et en 1910 la Corée devient une colonie japonaise. La superficie du pays s’accroît ainsi de 77 % entre 1894 et 1910. En 1902, pour la première fois, un traité défensif est signé entre le Japon et une puissance occidentale (les Britanniques), et, en 1905, le Japon bat militairement une puissance occidentale (la Russie lors de la bataille de Tsushima). La modernisation du Japon devient un exemple à suivre en Asie ; le pays attire des étudiants chinois et coréens. La situation se retourne cependant dès 1905, avec l'essor de l'impérialisme japonais en Corée. Les relations entre les deux pays se tendent jusqu'à la colonisation de ce dernier.
Dans les années qui suivent, le Japon, qui a participé à la coalition militaire contre les Boxers et obtenu diverses concessions en Chine, continue d'y accroître son influence : pendant la Première Guerre mondiale, le pays se range aux côtés des Alliés dans le but d'affirmer son rôle international et envahit la concession allemande dans le Shandong. En janvier 1915, le gouvernement de l'empire du Japon présente à celui de la république de Chine la liste dite des Vingt et une demandes qui vise rien moins qu'à mettre sous tutelle une partie de l'économie chinoise, notamment en confirmant les droits du Japon sur le Shandong qu'il occupe depuis quelques mois. Lors de la conférence de paix de 1919, le Japon obtient que le traité de Versailles satisfasse ses revendications sur le Shandong, ce qui conduit le gouvernement chinois à refuser de signer le texte et provoque en Chine un regain d'agitation nationaliste anti-japonaise.

### Essor et chute de l'empire (1914 - 1945)

#### La société japonaise des années 1920 et 1930
Entre 1914 et 1940, la population continue de croître, passant de 51 millions d'habitants à 70 millions. Alors que 28 % des Japonais vivent dans une ville de plus de 10 000 habitants en 1913, ils sont en 1940 29 % à vivre dans une ville de plus de 100 000 habitants. Tokyo passe de deux millions d'habitants en 1905 à 5,5 millions en 1935, se hissant au même niveau que Londres ou New York. Cette poussée démographique est aussi notable à Hokkaidō qui, de région nouvellement colonisée, se peuple jusqu'à atteindre un niveau comparable aux autres régions de peuplement plus ancien. De 1 800 000 habitants en 1913, sa population passe à 3 millions en 1940, et son réseau urbain se structure autour de trois villes de plus de 100 000 habitants : Hakodate, Sapporo, et Muroran. La question de la surpopulation devient un enjeu politique à partir du milieu des années 1910. Alors qu'une féministe comme Shidzue Katō préconise le contrôle des naissances, des leaders politiques s'y opposent, y voyant une menace pour la vigueur de l'industrie et du colonialisme japonais. À la fin des années 1930, on dénombre plus de deux millions de Japonais dans les colonies du pays et un million vivant dans d'autres pays.

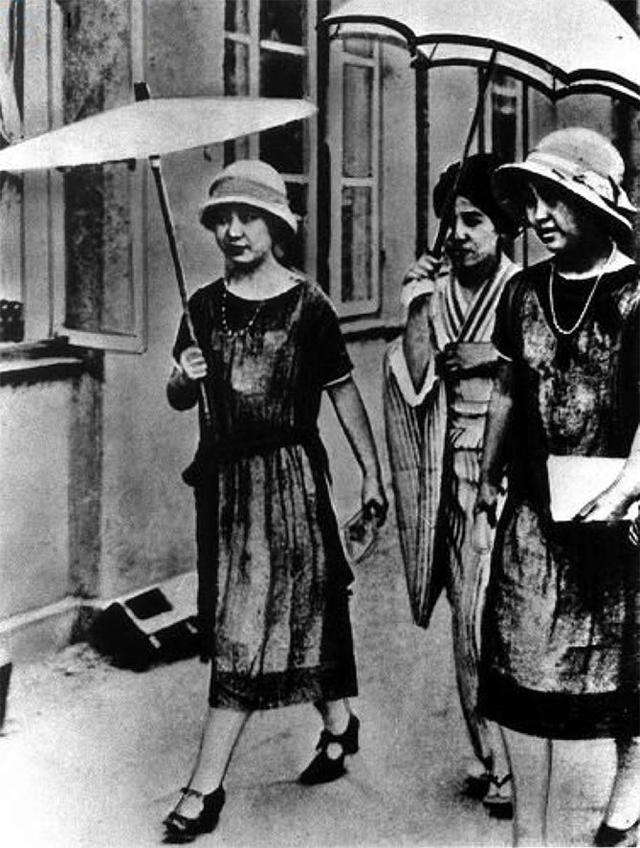
Trois moga marchant dans les rues de Tokyo en 1924.

La condition féminine évolue, et les femmes sont de plus en plus nombreuses dans des postes de cols blancs (le tiers des enseignants du primaire dans les années 1920 sont des enseignantes). En 1922, elles sont autorisées à s'organiser politiquement et à assister à des meetings politiques. Plusieurs initiatives législatives sont prises, la dernière en 1931, pour tenter, sans succès, d'élargir le suffrage aux femmes. Dans les années 1920, quelques femmes obtiennent dans le monde du spectacle une visibilité importante associée à une image de modernité, ce qui aboutit à la promotion de la figure de la modan gaaru. D'autres parties de la population sont en quête d'une reconnaissance sociale : Burakumin, Aïnous, migrants Coréens… et tendent à se regrouper en associations pour défendre leurs intérêts. Ces derniers, venus chercher du travail dans l'archipel, passent de 1 000 en 1910, à 300 000 en 1930, puis à environ 1 million en 1940. L'enseignement supérieur accueille de plus en plus d'étudiants : de 9 695 en 1915, leur nombre passe à 81 999 en 1940. Cette hausse s'accompagne de créations d'associations politiques étudiantes radicales, de gauche comme de droite.

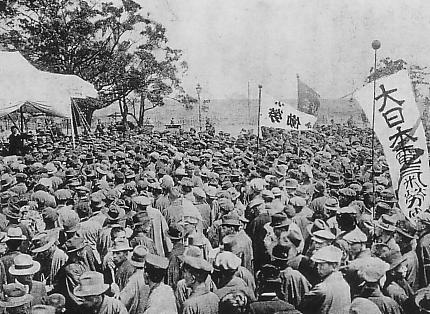
Première célébration du Premier mai en 1920.

Alors que les gouvernants passent d'une politique de soutien du prix du riz à une politique visant à le faire baisser, l'espace politique se réduit en milieu rural. Les pouvoirs publics veulent mettre un terme à l'agitation ouvrière en ville en faisant baisser le prix des produits de consommation courante, comme lors des émeutes du riz de 1918. La crise de 1929 touche elle le prix de la soie et du coton et contribue à aggraver la situation. Le nombre de conflits entre propriétaires terriens et ouvriers agricoles passe de 87 en 1917, à 2 751 en 1926, et 6 824 en 1935. La situation des ouvriers en ville s'améliore légèrement, principalement pour les ouvriers qualifiés, à l'heure où les progrès de l'industrialisation en réclament un nombre important. Les conditions de vie restent difficiles pour les ouvriers non qualifiés, et le nombre de syndiqués passe de 3 000 vers 1910 à 30 000 en 1919, ce qui pousse les gouvernements successifs à prendre des mesures en faveur des ouvriers dans les années 1920.
Culturellement, l'augmentation du nombre de journaux, de postes de radio, et de cinémas contribue à rapprocher les mouvements culturels avant-gardistes de Tokyo des territoires plus reculés du pays. Le nombre de cafés, grands magasins, et de galeries d'arts soutient l'émergence d'une culture de plus en plus urbaine, industrielle, et s'adressant en premier lieu aux classes moyennes et aux jeunes adultes. Une complexification s'opère, guidée par les critiques artistiques, opposant cultures anciennes et nouvelles, cultures occidentales et orientales, et cultures prolétaires et bourgeoises. Dans le domaine littéraire, l'opposition entre littérature « de masse » et littérature « pure » entraîne la création de deux prix littéraires séparés. En 1935, le prix Naoki récompense la littérature de masse, quand le prix Akutagawa couronne une littérature plus élitiste. L'écrivain Yasunari Kawabata émerge comme figure de la littérature japonaise dans les années 1930. Le cinéma est florissant ; en 1940 le pays compte une dizaine de grandes compagnies cinématographiques. Les œuvres créées empruntent beaucoup aux formes du théâtre japonais, ainsi qu'à ses classiques (l'histoire des 47 rōnin est ainsi portée 45 fois à l'écran entre 1907 et 1925, et plus encore les années suivantes).

#### De la démocratie de Taishō au militarisme
Après la crise politique Taishō de 1913 commence une période d'une quinzaine d'années pendant laquelle se renouvelle la culture parlementaire, avec à la clef une ouverture démocratique. La montée en puissance des classes moyennes et du milieu ouvrier favorise l'éclosion de discours critiques sur l'autoritarisme de l'État. Une presse libérale s'épanouit et exprime une certaine sympathie envers les revendications chinoises et coréennes lorsque ces pays subissent la répression de l'armée japonaise. Le suffrage universel masculin est élargi en 1925 à tout homme de plus de 25 ans. Cependant la même année est votée une loi visant à stopper la montée de l'extrême gauche qui compte huit élus au parlement en 1928, à l'issue de la première élection au suffrage universel. Une police politique est mise en place dans chaque préfecture, et certaines activités politiques deviennent passibles de la peine de mort. Ceci n'empêche pas le mouvement ouvrier d'organiser plusieurs milliers de grèves dans l'industrie en 1931.

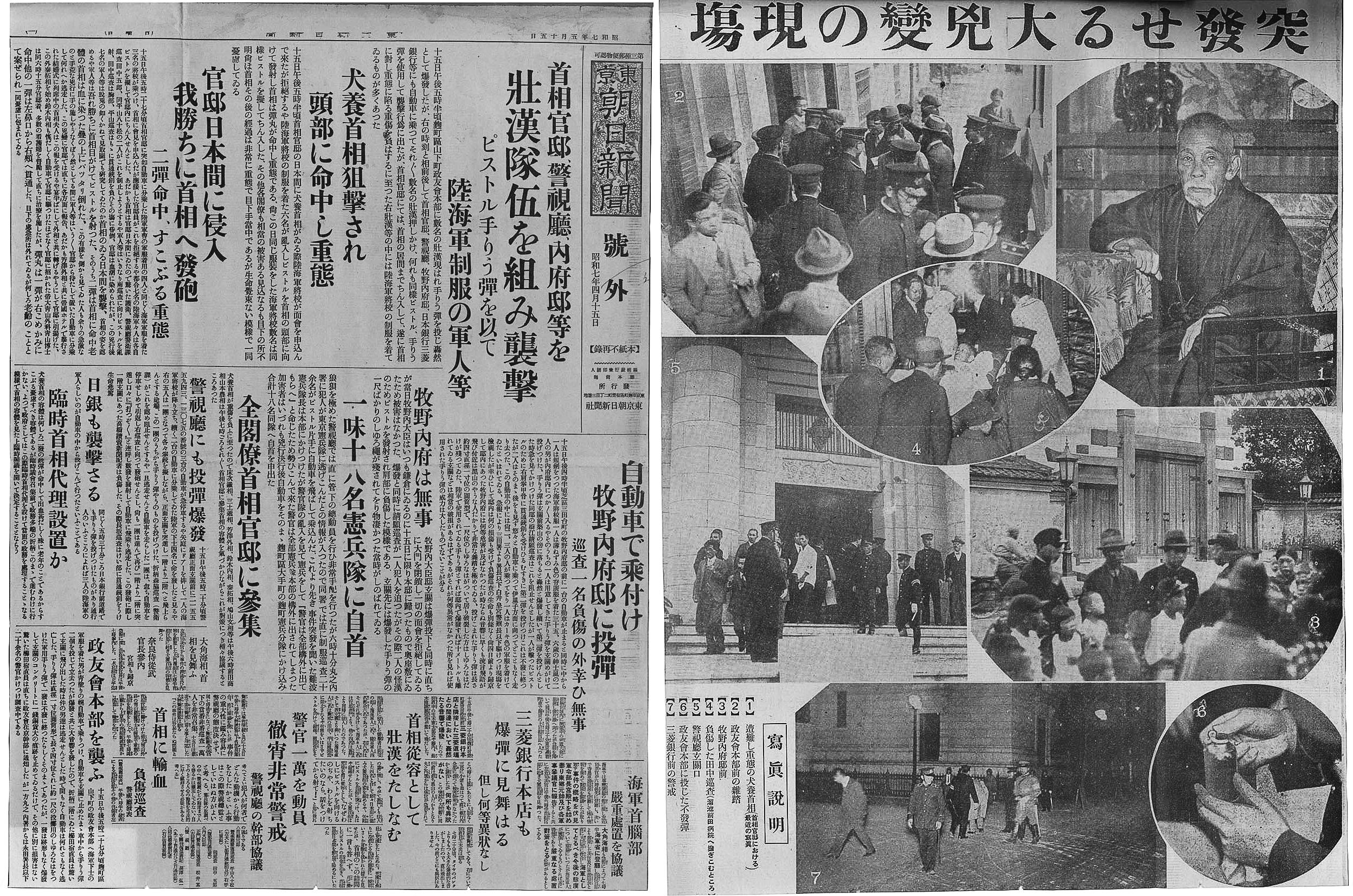
Article du journal Tokyo Asahi Shimbun sur l'incident du 15 mai 1932, qui aboutit à l'assassinat du premier ministre Inukai Tsuyoshi.

La crise économique de 1929 et la montée des tensions internationales dans les années 1930 mettent cependant ce système politique sous pression. L'entretien d'une armée importante devient un lourd fardeau alors que la situation économique s'aggrave. La montée du communisme aux frontières du pays fait peur à la classe moyenne, et les conservateurs sont perçus comme étant trop proches des conglomérats industriels pour apparaître comme une alternative possible. L'armée a contrario continue d'être perçue comme le moyen d'une ascension sociale, et son discours impérialiste est jugé crédible par certains pour faire face aux difficultés économiques. Dans ce contexte, un courant nationaliste radical, dont les tenants sont souvent issus des rangs de l'armée, fait son chemin en s'opposant au milieu politique en place, qu'il juge trop faible. Ce courant met en place une « stratégie de la tension », et plusieurs coups d'État sont préparés en 1931. Le 15 mai 1932, une tentative de putsch conduit à l'assassinat du premier ministre Inukai Tsuyoshi. Son remplacement par un militaire met fin au régime des partis existant depuis 1918. Ce nouveau pouvoir nationaliste est traversé par deux tendances : la faction du contrôle se compose de militaires alliés à la bureaucratie, souhaitant orienter l'État vers une économie de guerre en augmentant les dépenses militaires, et la faction de la voie impériale, plus radicale, visant à mettre fin à la domination des partis politiques et des conglomérats industriels sur le pays. Cette dernière faction est à l'origine, le 26 février 1936, d'une nouvelle tentative de coup d'État pendant laquelle plusieurs ministres sont assassinés. La partie de l'armée restée loyale au pouvoir tire avantage de l'échec de l'opération en imposant ses vues au sommet de l'État. Elle engage plus encore le pays dans la voie de la guerre, notamment en poussant à l'alliance avec l'Allemagne hitlérienne, avec laquelle le Japon signe en novembre 1936 le pacte anti-Komintern. La justice parvient quant à elle à conserver une certaine indépendance vis-à-vis du pouvoir militaire, y compris au plus fort de la Seconde Guerre mondiale, mais la presse subit une importante censure, et les opposants au régime comme les libéraux, les socialistes, les journalistes ou les professeurs d'université sont intimidés ou arrêtés.
Sur le plan de la politique internationale, la situation se calme dans les années 1920. Les traités de Versailles puis de Washington ont stabilisé la situation. L'agitation anti-japonaise en Corée persiste, mais sans possibilité de s'étendre. Le nouveau régime chinois se focalise sur son combat contre les seigneurs de guerre et le parti communiste. Les choses changent lorsqu'au début des années 1930 un gouvernement lié aux militaires est instauré au Japon. Celui-ci met en place l'État fantoche du Mandchoukouo, puis quitte la Société des Nations en 1933. L'invasion de la Mandchourie en 1931 est le point de départ d'une guerre de quinze ans dont le théâtre d'opération va s'élargir au reste de la Chine à partir de juillet 1937, puis au Pacifique et à tout l'Extrême-Orient à partir de 1941.

### Le Japon en guerre et la fin de l'Empire

Extension maximale de l'Empire japonais et de la Sphère de coprospérité.

Le Japon, qui n'a cessé de pousser ses pions en Chine en y soutenant notamment des seigneurs de la guerre, prend pied en Mandchourie en 1931 à la faveur d'un sabotage de ligne de chemin de fer provoquée par des militaires japonais. Le but est alors de former une « zone de sécurité intérieure » pour protéger ses possessions coréennes tout en ayant accès à des terres agraires, et à des ressources comme le fer et le charbon. Un État fantoche, le Mandchoukouo, est créé en 1932 et dirigé de facto par les Japonais. En janvier de la même année, les troupes japonaises s'installent à Shanghai à la suite d'un incident planifié par l'armée. Le gouvernement nippon offre par ailleurs des facilités financières aux fermiers japonais voulant s'établir dans la région, et environ un million d'entre eux viennent s'y installer dans les années 1930.

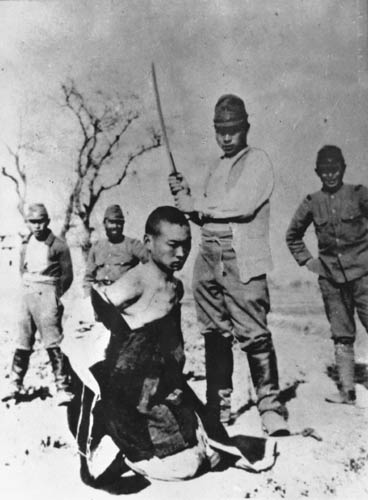
Les troupes japonaises massacrent environ 200000 Chinois lors du massacre de Nankin.

Une nouvelle phase d'expansion en Chine commence en juillet 1937 lorsque la guerre sino-japonaise éclate. Attaquant au nord, et à partir de Shanghai, les troupes nippones se heurtent à celles de Tchang Kaï-chek. Nankin, la capitale du régime nationaliste chinois, est prise le 13 décembre 1937, ce qui donne lieu à des massacres de populations pendant lesquels environ 200 000 personnes sont tuées. Au Japon, le conflit n'est pas soutenu par la population, et la censure dissimule au public la violence des combats. Le régime accentue sa répression contre les opposants (socialistes, syndicalistes…), notamment de décembre 1937 à février 1938. Le conflit s'enlise dès le printemps 1938, alors que les Chinois continuent de résister.
Face à l'enlisement du conflit en Chine dès 1938, les militaires japonais envisagent deux options. Par idéologie anti-communiste, certains chefs militaires favorisent une « option nord », qui consisterait à attaquer l'URSS de façon à sécuriser leurs possessions au nord. D'autres, tenants d'une « option sud », souhaitent couper les voies d'approvisionnement des nationalistes chinois, et s'en prendre aux colonies européennes (Indochine française, Birmanie britannique, Indes orientales néerlandaises…). Les tenants de la première option ont d'abord gain de cause, et une première série d'escarmouches oppose troupes japonaises et soviétiques à l'été 1938. L'année suivante, les troupes soviétiques surclassent les forces japonaises à la bataille de Khalkhin Gol. La signature du Pacte germano-soviétique le 23 aout 1939 les ayant apparemment privés du soutien potentiel de l'Allemagne nazie, les Japonais renoncent dès l'automne de la même année à attaquer de nouveau l'URSS. Un pacte de non-agression entre les deux pays est finalement signé le 13 avril 1941. Les victoires allemandes en Europe de l'Ouest, qui entraînent un affaiblissement des puissances coloniales européennes en Asie, ouvrent la voie en 1940 à la réalisation de l'« option sud ». Le Tonkin est envahi en septembre 1940. Le Pacte tripartite est signé le même mois entre le Japon, l'Allemagne, et l'Italie, scellant l'Axe Rome-Berlin-Tokyo. Ces développements sont perçus négativement par les États-Unis qui restreignent leurs exportations de fer et de pétrole vers le Japon. Les troupes japonaises prennent pied dans le Sud de l'Indochine française en juillet 1941, ce qui place leur aviation à portée des possessions anglaises (Malaisie) et américaine (Philippines). En représailles, les États-Unis décrètent un embargo total vis-à-vis du pétrole exporté vers le Japon. Or, ce dernier a besoin de carburant pour mener sa guerre contre la république de Chine. Dans l'espoir de ramener les Américains à la table des négociations, une guerre maritime éclair contre eux est envisagée par les militaires japonais.

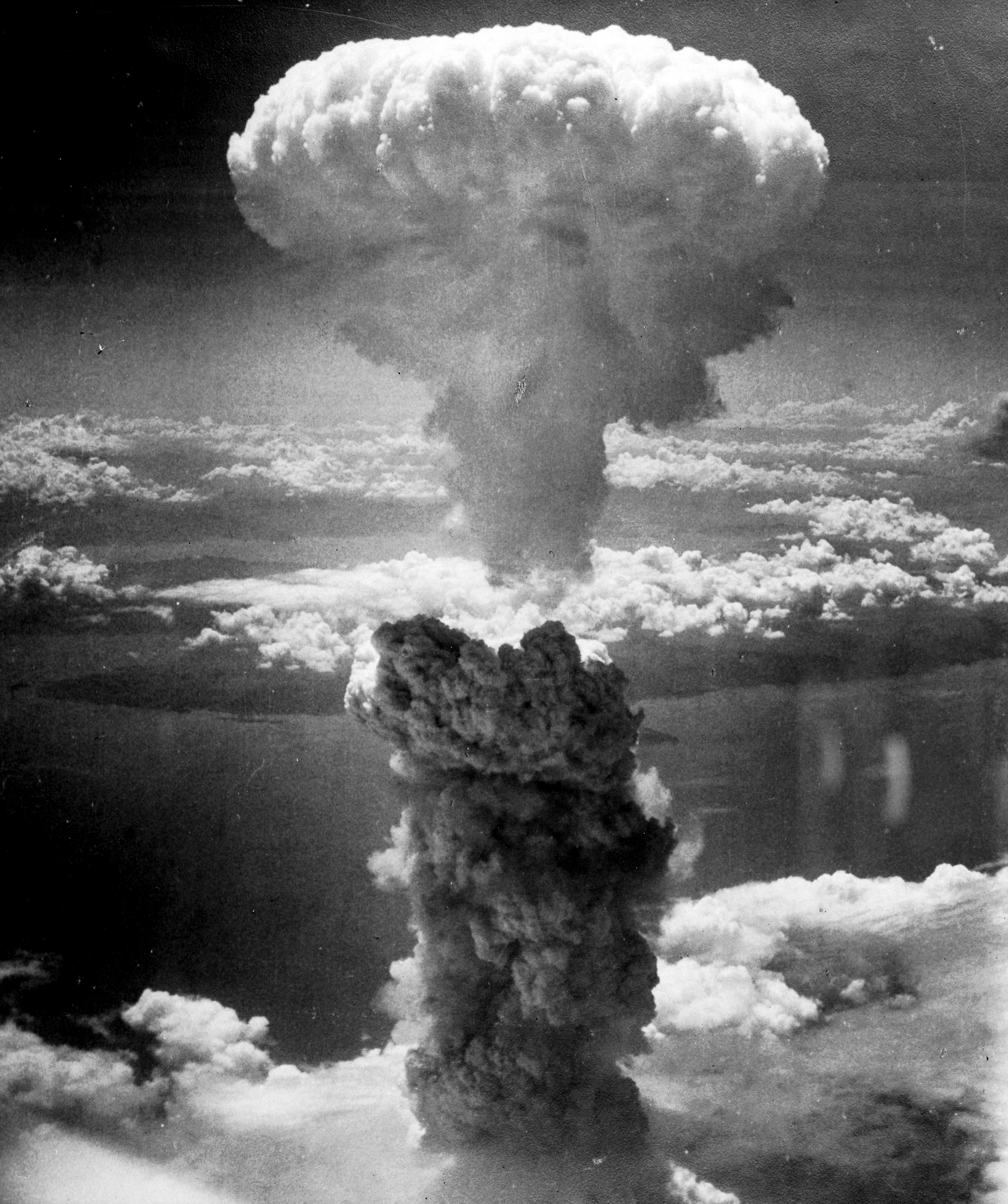
Explosion atomique à Nagasaki, le 9 août 1945.

La guerre du Pacifique commence le 7 décembre 1941 lorsque les troupes japonaises attaquent simultanément les Britanniques en Malaisie et les Américains à Pearl Harbor. Le conflit mené en Asie par le Japon devient alors partie intégrante de la Seconde Guerre mondiale. Les troupes nippones, qui envahissent dans la foulée les Philippines, Hong Kong, Guam, les Indes orientales néerlandaises, puis la Birmanie, progressent rapidement lors des mois suivants en remportant victoire sur victoire. Dès la mi-1942 cependant, leur progression est stoppée, et l'armée japonaise subit ses premiers revers, comme à Midway, en juin. À partir de la fin de la bataille de Guadalcanal en février 1943, les Japonais sont contraints à mener une guerre défensive contre les Alliés. La prise de Saipan en juillet 1944 place le Japon à portée des bombardiers américains. Un peu moins d'un demi-million de civils japonais seront victimes de ceux-ci au cours des attaques aériennes américaines au-dessus de l'archipel. L'île d'Okinawa est conquise par les Américains entre avril et juin 1945, mais ceux-ci enregistrent de lourdes pertes. Alors qu'un plan d'invasion du Japon est mis au point par les Américains, la décision est finalement prise d'utiliser l'arme nucléaire nouvellement développée pour contraindre le pays à la reddition. Hiroshima est bombardée le 6 août, et Nagasaki le 9 août. Les Soviétiques envahissent la Mandchourie, au cours d'une offensive qui coûte également au Japon sa colonie coréenne, le Nord de Sakhaline et les Îles Kouriles. Militairement défait, le pays sort exsangue du conflit : quelque 2,7 millions de Japonais ont péri, 42 % du tissu industriel urbain sont anéantis, et la moitié de la surface des grandes villes est en ruine.

### L'occupation américaine

#### Démocratisation du pays
Le 15 aout 1945, l'empereur Hirohito annonce lors d'une allocution radiophonique la capitulation du pays. Le 17, le prince Naruhiko Higashikuni est chargé de former un gouvernement transitoire afin de gérer le pays en attendant l'arrivée des troupes alliées. Le 2 septembre, la reddition du pays et des troupes japonaises est signée à bord du cuirassé USS Missouri, et le 8, Douglas MacArthur qui est responsable de l'administration de l'occupation américaine installe son administration à Tokyo, face au palais impérial. Environ 400 000 soldats américains débarquent dans le pays jusqu'à la fin du mois d'octobre de la même année. Dès le 19 septembre, 40 hauts cadres de l'armée dont Hideki Tōjō sont arrêtés, et le 4 octobre, l'occupant se porte garant des libertés civiles des Japonais : près de 2 500 prisonniers politiques sont libérés, le droit de vote est accordé aux femmes, son âge légal est fixé à vingt ans ; la liberté syndicale est réinstaurée, et dès la fin de l'année 400 000 personnes sont adhérentes d'un syndicat. Le système éducatif commence à être réformé dès l'automne 1945, et en 1948 le Rescrit impérial sur l'éducation est aboli.

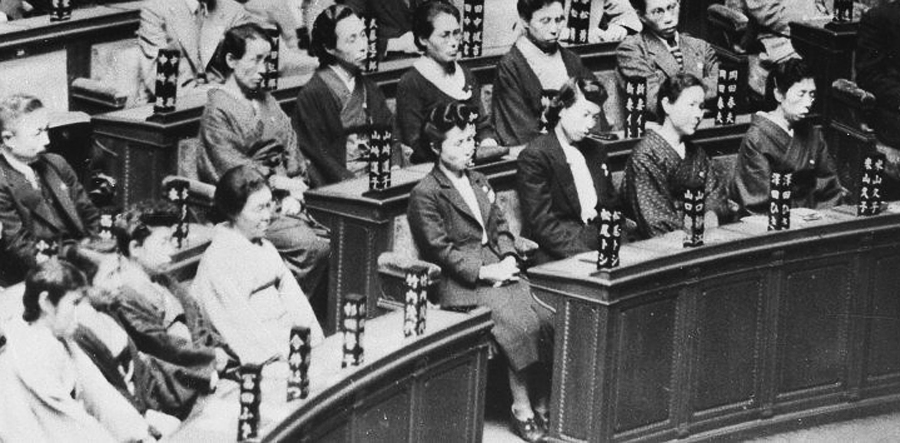
Les premières femmes sont élues au parlement lors des élections législatives japonaises de 1946.

Un nouveau système politique se met en place. Alors que la question de son abdication et celle de son inculpation se posent, l'empereur Hirohito annonce au 1er janvier 1946 qu'il renonce à sa nature de « divinité à forme humaine ». Les législatives organisées en avril 1946 débouchent sur un renouvellement profond de la représentation nationale. Une nouvelle constitution est annoncée en mars 1946, votée le 3 novembre, et entre en vigueur le 3 mai 1947 : si l'empereur garde une place symbolique, le parlement détient l'essentiel du pouvoir, et les droits de l'homme sont garantis. Son article 9 proclame le renoncement du Japon à la guerre. Début 1946, environ 200 000 personnes sont déclarées inéligibles par l'occupant en raison de leurs liens avec le régime précédent. Les procès de Tokyo jugent de mai 1946 à décembre 1948 les anciens responsables du régime ; sur 50 000 inculpés, 10 % sont condamnés, dont 984 à des peines capitales. À l'occasion de ces procès, l'opinion publique japonaise prend connaissance des crimes commis par son armée, comme à Nankin ou à Bataan.
Dans le domaine économique, le pays est miné par des problèmes de ravitaillement, les infrastructures étant en ruine. Une situation de pénurie perdure jusqu'en 1948. Le crime organisé prospère, tandis que se développe une économie souterraine. Jusqu'à un million de Japonais périssent de sous-alimentation, et l'inflation est endémique jusqu'à la fin de la décennie. Les grands conglomérats que sont les Zaibatsu comme Mitsui ou Sumitomo sont dissous en novembre 1945, et fin 1946, une réforme agraire permet à 80 % des paysans d'accéder à la propriété.

#### Fin de l'occupation

Le traité de San Francisco est signé par Shigeru Yoshida pour le Japon le 28 avril 1952 et met fin à la période de l'occupation.

Les débuts de la guerre froide en 1946 obligent les États-Unis à revoir leur relation avec le Japon : en Extrême-Orient, la Corée du Nord communiste est créée en 1948, et l'année suivante les communistes achèvent leur conquête de la Chine continentale. La priorité est alors donnée au redressement économique de l'archipel. Après un intermède socialiste assuré par Tetsu Katayama, les libéraux arrivent au pouvoir en 1948 avec Yoshida. En octobre de la même année, l'occupant instaure une nouvelle politique économique dirigée par Joseph Dodge : une politique déflationniste est mise en place, et les libertés publiques sont réduites. En 1950 des purges politiques visant les communistes touchent plus de 10 000 personnes. Les nationalistes et militaristes ayant exercé des fonctions de pouvoir jusqu'en 1945 font aussi l'objet de purges importantes pendant l'occupation américaine, mais les autorités japonaises reviennent sur ces dernières progressivement entre 1952 et 1955. L'occupant décide de réarmer en partie le pays, alors que la guerre de Corée vient d'éclater, ce qui relance l'activité de pans entiers de son économie : dès 1951, la production industrielle bondit de 12 %.
C'est dans ce climat international tendu, que s'ouvrent les négociations du traité de paix. Malgré l'opposition de gauche qui tente d'obtenir la neutralité du pays, et la droite conservatrice de Hatoyama et Kishi qui envisage de reconstituer une armée sitôt l'indépendance recouvrée, le premier ministre Yoshida accepte les conditions américaines qui prévoient l'instauration de bases militaires permanentes dans le pays. Le 28 avril 1952, 49 États ratifient par écrit le traité de paix avec le Japon.

## Le Japon contemporain

### Deux décennies d'évolution rapide (années 1950 et 1960)

#### Modernisation économique
Dans les années 1950, l'économie reste en partie tournée vers les besoins de la reconstruction, et la balance commerciale du pays reste déficitaire jusqu'en 1965, puis devient excédentaire, permettant au pays de stocker des réserves de monnaies étrangères. De 1955 à 1973, la croissance économique est soutenue : le produit national brut est multiplié par 5 grâce à des améliorations technologiques et des disponibilités importantes en capital pour financer les investissements de modernisation.
L'industrie crée 28 millions d'emplois entre 1947 et 1990, et le pays accède au rang de grande puissance économique. Le PNB du pays dépasse celui du Royaume-Uni en 1967, et celui de l'Allemagne de l'Ouest en 1969.
La part de l'agriculture dans l'économie poursuit sa décroissance : de 45 % en 1950, elle chute à 18 % en 1970. Ce phénomène s'accompagne d'un dépeuplement de certaines régions, notamment le long de la mer du Japon. Une politique de contrôle des prix (limitation des importations, stockage des excédents, etc.), reconduite par les gouvernements successifs, permet de dégager des marges suffisantes pour soutenir la mécanisation de l'agriculture.
Mais le développement économique engendre des problèmes de santé publique. Des maladies résultant de pollutions industrielles font leur apparition — par exemple, la maladie de Minamata en 1953, et la maladie Itai-itai, identifiée en 1965, toutes deux causées par des rejets industriels. La baie de Tokyo est rendue impropre à la pêche en 1962, alors que la capitale est régulièrement le théâtre de phénomènes de smog. En 1970, la pollution de l'air à Tokyo atteint un pic ; l'année suivante, une agence nationale de l'environnement est créée.

#### Un système politique dominé par les conservateurs

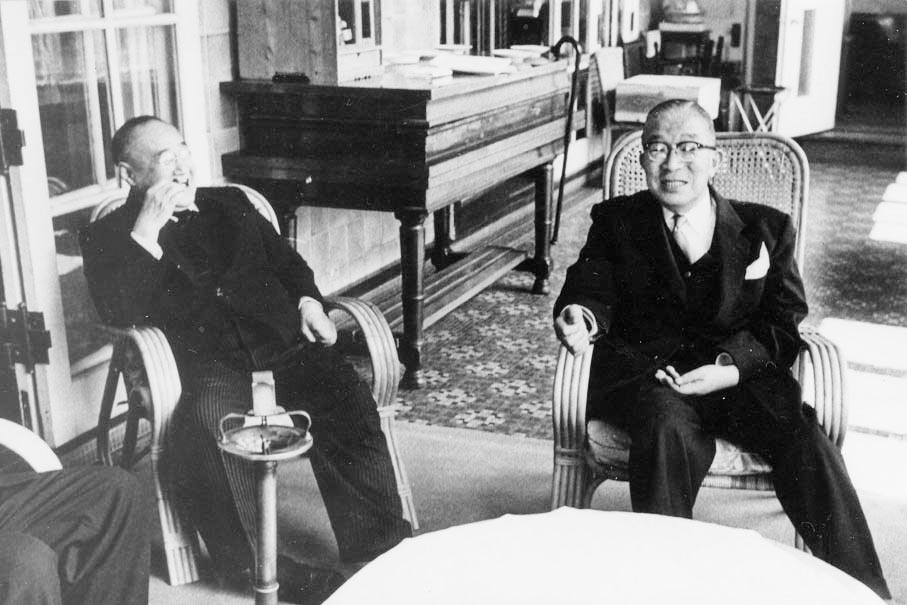
Yoshida et Hatoyama au début des années 1950.

Le Japon sort de la période de l'occupation dirigé par le Premier ministre Yoshida qui, avec le soutien du Parti libéral du Japon, détient le pouvoir depuis les élections législatives japonaises de 1949. Entouré de ministres proches comme Eisaku Satō et Hayato Ikeda, il conserve son poste jusqu'en 1954 malgré les nombreuses attaques de Hatoyama, écarté du pouvoir par l'occupant américain en raison de ses responsabilités politiques d'avant-guerre.

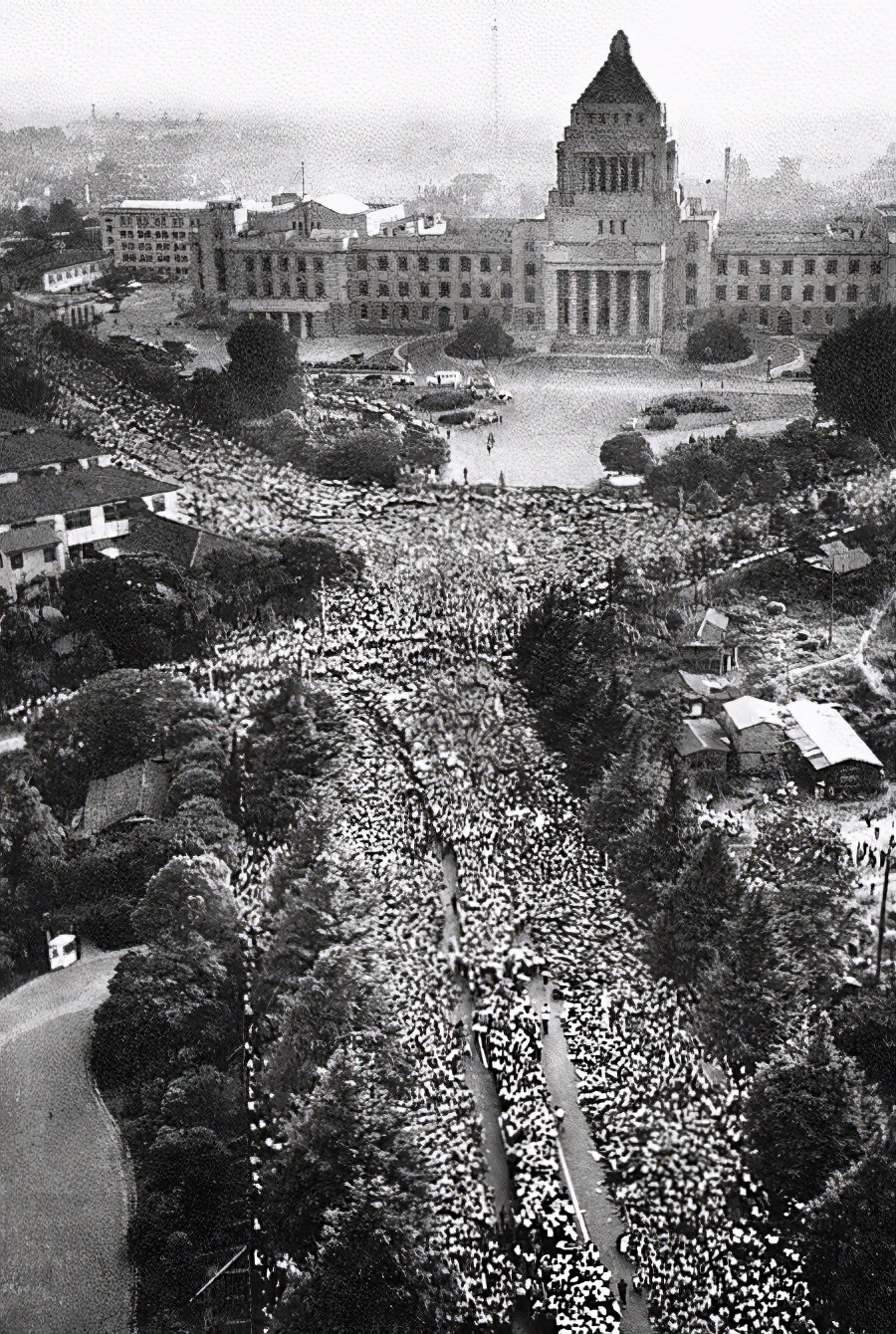
Le bâtiment de la Diète entouré par des manifestants en 1960.

Hatoyama est élu au poste de Premier ministre en 1954, porteur d'un discours nationaliste réclamant plus d'indépendance vis-à-vis des Américains. Le succès que remporte le parti socialiste aux élections législatives de 1955 pousse les conservateurs, divisés entre plusieurs partis, à se regrouper au sein du Parti libéral-démocrate. Hatoyama réussit à unir au sein d'un même parti des tendances allant du centre gauche à la droite nationaliste, ce qui permet au parti de régner sans partage pendant plusieurs décennies. Les années 1950 sont par ailleurs marquées par de grands mouvements sociaux, et les étudiants regroupés dans le Zengakuren émergent comme une des grandes forces politiques du moment. Lorsqu'en 1960, le premier ministre Nobusuke Kishi tente de faire passer en force la signature d'un traité de coopération militaire avec les États-Unis, près de 3 000 000 personnes se rassemblent pour protester autour du bâtiment de la Diète,.
Dans les années 1960, s'enchaînent les mandats de Hayato Ikeda de 1960 à 1964 puis de Eisaku Satō de 1964 à 1972. Le premier engage le Parti libéral-démocrate dans une politique favorisant l'économie, visant « haute croissance et doublement des salaires », et remporte assez largement les élections législatives de 1960. Un calme social s'installe alors que la croissance du PIB se maintient à plus de 10 % par an. Son successeur et continuateur conserve le pouvoir pendant plus de sept ans, le record de l'après-guerre.
Sur le plan international, si le pays n'est plus formellement sous occupation américaine depuis la signature du traité de San Francisco en 1952, il reste dépendant des États-Unis. Le traité de sécurité entre les États-Unis et le Japon signé en 1951 garantit à l'ancien occupant l'accès à près de 600 lieux (ports, casernes, bureaux, etc.). Un nouveau traité est signé en 1960 mais n’entraîne que quelques pertes mineures pour l'ancien occupant. Okinawa ne repasse sous souveraineté japonaise qu'en 1972. Cependant, la normalisation des relations avec les pays voisins n'intervient qu'après la signature du traité de San Francisco. Il faut attendre 1956 pour que les relations avec l'URSS se normalisent, 1965 pour rétablir celles avec la Corée du Sud, et 1972 pour un rapprochement avec la Chine populaire.

#### Une société renouvelée

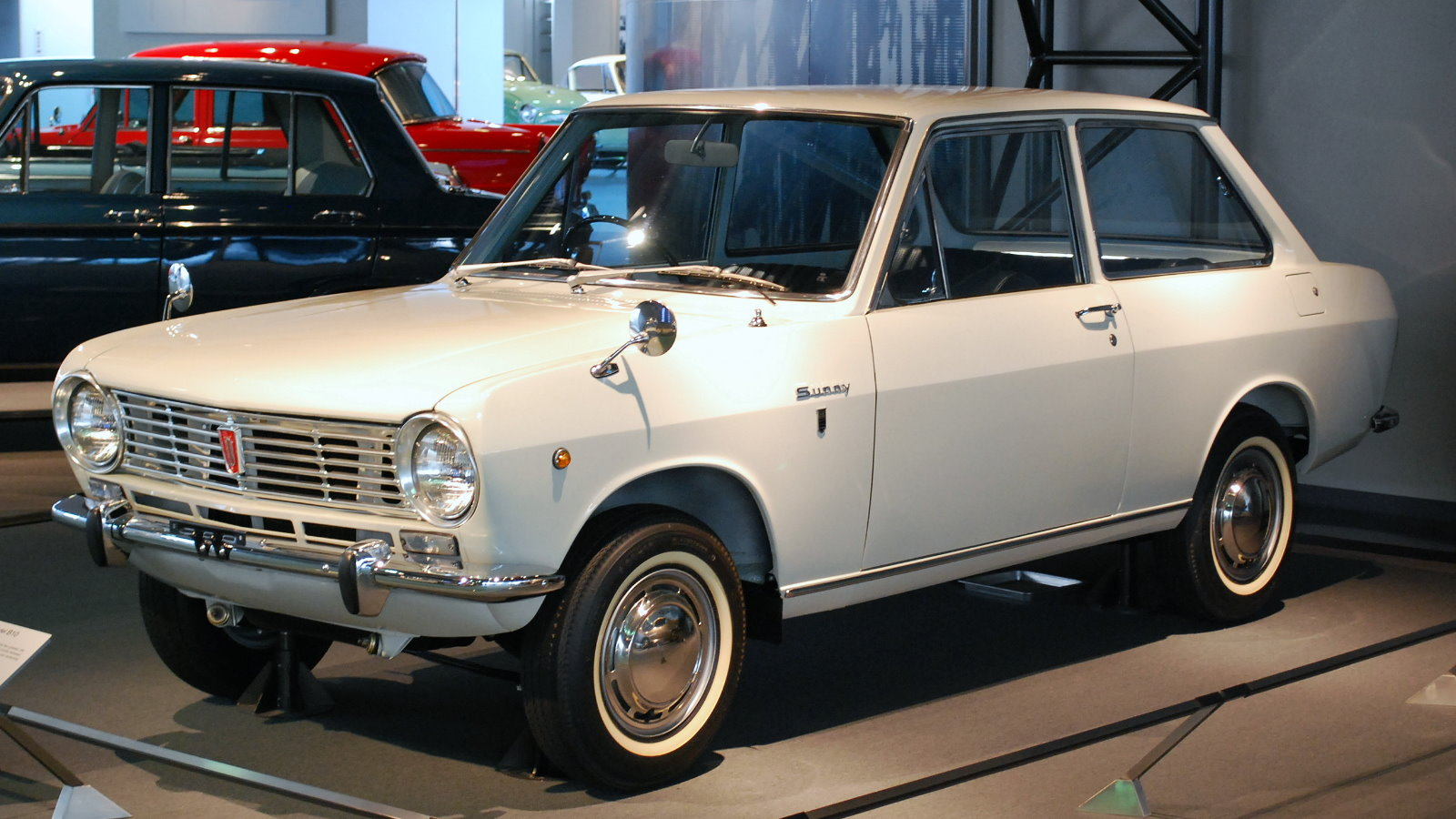
La Nissan Sunny produite à faible coût dans les années 1960 permet à de nombreux foyers japonais d'avoir accès à l'automobile.

La population japonaise s'accroît régulièrement jusqu'au début des années 1970. Bien que le taux de fécondité diminue de 4,54 enfants par femme en 1947 à 2,13 en 1970, l'espérance de vie croît de 47 ans en 1937 à 68 ans en 1960 (puis 78 ans en 1990). La population passe ainsi de 70 millions à la fin des années 1930 à plus de 100 millions dans les années 1960. Une urbanisation massive s'organise dans les agglomérations de Tokyo, de Kyoto, et de Nagoya ; en 1970, 72 % de la population mènent une vie citadine. L'éducation progresse aussi. Alors qu'en 1950 seuls 50 % des élèves poursuivent leur scolarité au-delà du collège, ils sont 90 % en 1975. Le nombre d'étudiants à l'université passe de 240 000 en 1950 à 1 670 000 en 1970. Une classe moyenne importante émerge, qui se dote de biens d'équipement en nombre ; vers 1970, environ 90 % des ménages sont équipés de lave-linges, d'aspirateurs, de réfrigérateurs, et de téléviseurs en noir et blanc. Les automobiles en circulation se multiplient, la production évoluant de 30 000 véhicules en 1956 à 5 millions en 1970.
Le peuple japonais a accès à une culture de masse diffusée par la radio et le cinéma, des médias en forte croissance entre 1945 et 1960, avant d'être supplantés par la télévision. À côté de cette culture moderne, un mouvement de préservation des modes d'expressions traditionnels, porté dès avant-guerre par l'écrivain Sōetsu Yanagi, se poursuit ; c'est dans cette optique que la Fondation du Japon voit le jour en 1972.

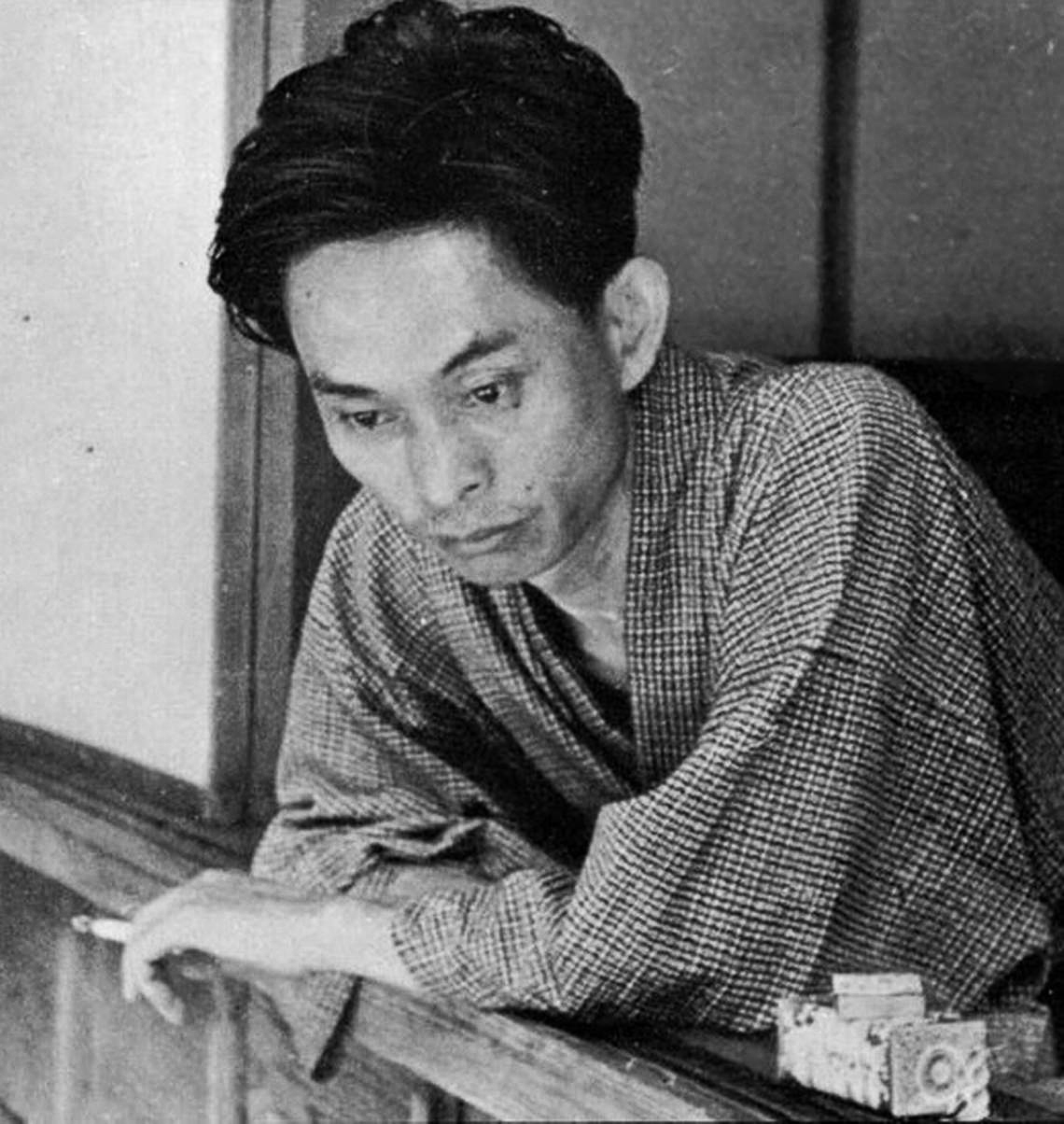
Kawabata obtient le prix Nobel de littérature en 1968.

Les thèmes de la guerre et de la défaite hantent la littérature japonaise, les livres de Jun Takami et Osamu Dazai notamment, et, dès les années 1950, des auteurs comme Kawabata et Mishima accèdent à une reconnaissance internationale. Le thème de la bombe atomique, et plus largement de la guerre froide, trouve un écho dans des œuvres de science-fiction, et se prolonge au cinéma avec l’apparition de la figure de Godzilla. Dans le domaine des arts plastiques, le Gutai, un mouvement d'avant-garde, ouvre un nouveau champ d'exploration artistique et participe à l'épanouissement de l'art contemporain dans le pays. Le cinéma produit aussi bien des films d'époque (jidai-geki, comme Rashōmon (1950) et Les Sept Samouraïs (1954) de Kurosawa) que des films aux thèmes contemporains (gendaigeki). Une Nouvelle Vague japonaise, représentée par le cinéaste Nagisa Ōshima, est aussi active au cours de ces deux décennies.

### L'«après-après-guerre» (années 1970 et 1980)

#### Des chocs économiques au rebond
L'économie japonaise subit deux chocs économiques successifs au début des années 1970. Confrontés à une forte inflation, les États-Unis renoncent (en) en 1971 à la convertibilité du dollar en or. Le yen s'apprécie de 15 %, ce qui pénalise les exportations et la compétitivité des entreprises japonaises. Le premier choc pétrolier de 1973-1974 concourt à ralentir la croissance du pays, et l'oblige à revoir son modèle économique. De nouveaux biens d'équipement (magnétoscopes, appareils photos, chaînes stéréo, etc.) prennent une importance grandissante à l'exportation, et assurent une balance commerciale de plus en plus bénéficiaire. Globalement, la croissance annuelle entre 1973 et la fin des années 1980 atteint 5 à 6 %, soit des taux bien supérieurs à ceux d'autres pays développés.

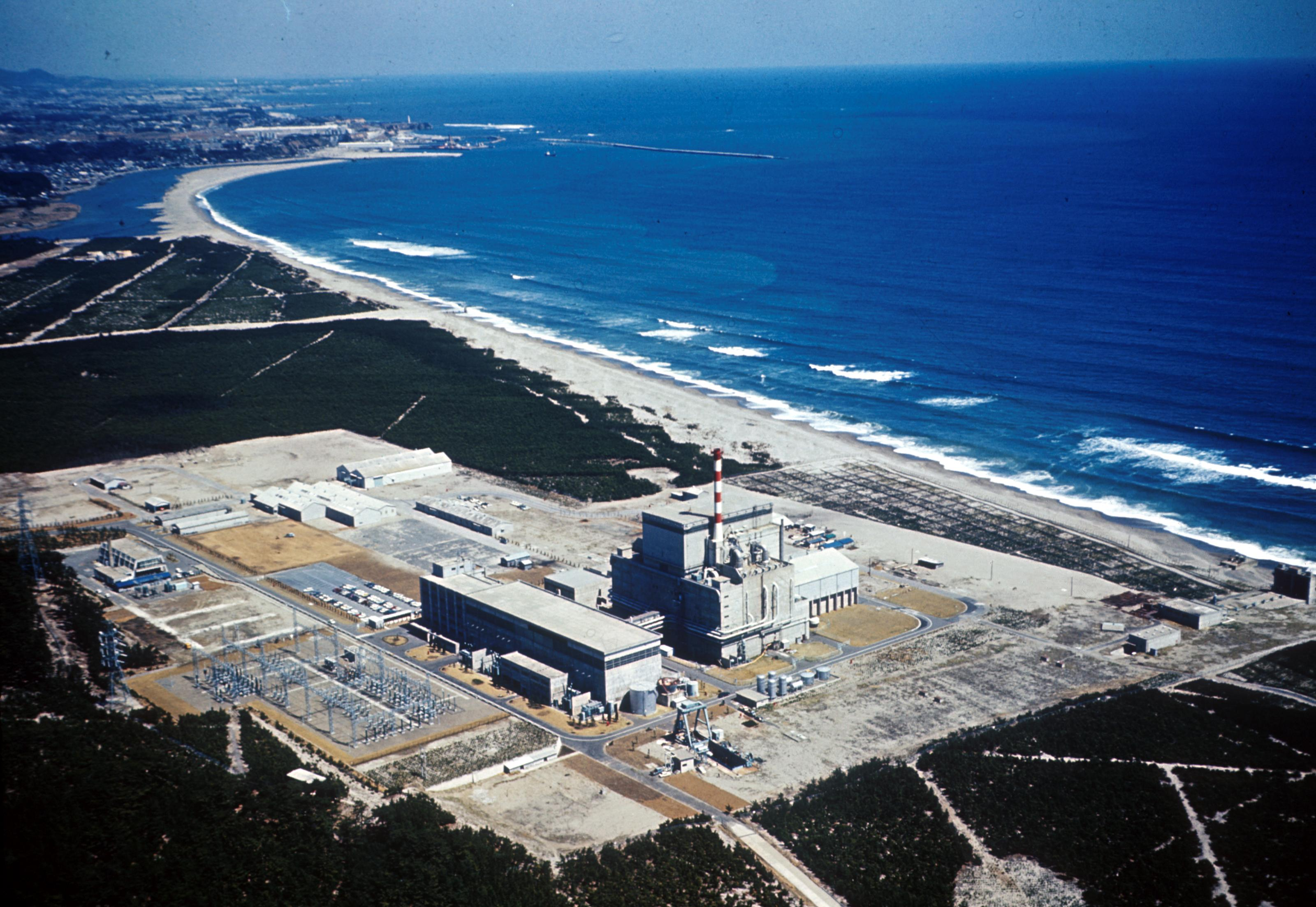
La première centrale nucléaire japonaise est inaugurée en 1966.

La consommation d'énergie quintuple entre 1960 et 1990. Mais la ressource énergétique principale s'épuise rapidement : en 1955, l'exploitation du charbon disponible sur le territoire japonais couvre 79 % des besoins, seulement 17 % en 1990. Après avoir eu recours aux hydrocarbures importés pour pallier le manque de charbon, le pays opte pour l'énergie nucléaire. La première centrale entre en activité en 1966 à Tōkai, et, au début des années 1990, une quarantaine de réacteurs produisent le quart de la production énergétique nationale.
La hausse du yen combinée à une balance commerciale très bénéficiaire a plusieurs effets visibles à l'international. Le pouvoir d'achat des Japonais leur permet de se rendre en nombre à l'étranger et de s'adonner à la consommation touristique. De plus, les produits de leurs entreprises, notamment dans le secteur des technologies, inondant certains marchés, éveillent l'intérêt de la jeunesse occidentale pour les productions culturelles du Pays du Soleil levant. Sur la scène internationale, le Japon accède au rang de modèle économique. Cette reconnaissance et sa prospérité l'incitent à augmenter sa participation financière dans de grands organismes internationaux (aide au développement de pays du tiers monde, contributions aux projets de l'Unesco…). En outre, il investit les excédents de sa balance commerciale en achetant en masse des bons du Trésor américain.

#### Scandales politico-financiers et rapprochement avec la Chine

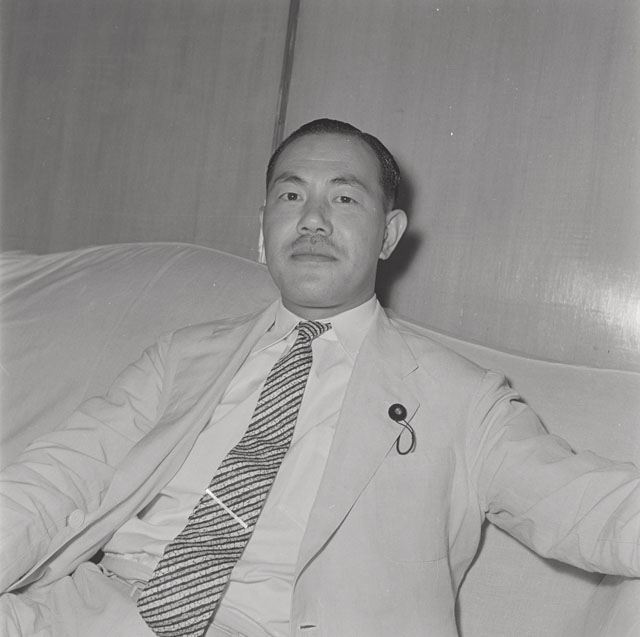
Kakuei Tanaka en 1954.

Entre 1972 à 1987, le système politique japonais est sous l'influence d'un seul homme : Kakuei Tanaka. Premier ministre de 1972 à 1974, il s'impose comme « faiseur de roi » les années suivantes, grâce à ses ressources financières et ses réseaux politiques. Il commence sa carrière politique dans la région de Niigata dont il est originaire, et y met en place un système de financement occulte lui permettant de couvrir les dépenses de ses campagnes électorales, ainsi que celles de ses soutiens . En 1974, à la suite d'un scandale politico-financier, il est contraint à la démission. Son influence au sein du PLD reste cependant forte, même après les révélations publiques de son implication dans l'affaire Lockheed qui éclate en 1976. Le système de factions qu'il a renforcé dans le parti fragilise le pouvoir des premiers ministres qui ne peuvent plus compter sur de fortes majorités : cinq Premiers ministres se succèdent jusqu'en 1982, effectuant des mandats d'au plus deux ans. Le parti lui-même est profondément divisé : en 1979, faute d'un accord interne, il présente deux candidats au poste de Premier ministre. Il devient en outre très impopulaire : les effectifs de sa base militante sont divisés par deux la même année.
Le parti, et le pays, retrouvent une certaine stabilité politique avec l'arrivée au pouvoir de Yasuhiro Nakasone. Nommé en 1982, il parvient à conserver son poste après les élections législatives de 1983 et de 1986. Il désigne Noboru Takeshita pour lui succéder à la tête du PLD. Ce dernier, grâce à l'appui d'une faction importante du parti, s'installe aux commandes du pays en 1987. Cette même faction va porter au sommet de l'État trois autres de ses membres entre la démission de Takeshita en 1989 et 1992.
Au niveau international, le Japon opère un rapprochement diplomatique avec la république populaire de Chine. Jusqu'en 1972, influencé par les Américains, le pays ne reconnaît que Taïwan comme interlocuteur, mais les choses évoluent lorsque les États-Unis, ayant subi un échec lors de la guerre du Viêt Nam, amorcent un début de désengagement en Asie. Le Japon et la Chine signent finalement un traité de paix en 1978, dans lequel une clause met en garde contre la présence « hégémonique » de l'URSS dans la région. Dans le même temps, les relations avec le régime du général sud-coréen Park Chung-hee restent conciliantes, et le gouvernement japonais accepte de couvrir l'enlèvement à Tokyo d'un opposant sud-coréen.

#### Mouvements sociétaux et développement urbain
Les nouvelles religions ou Shinshūkyō, qui se sont développées au cours des décennies précédentes, connaissent leur apogée au début des années 1970, avant d'être remplacées par d'autres mouvements sectaires plus récents (shin-shinshūkyō), qui séduisent une population plus jeune et plus urbaine. Les pratiques religieuses évoluent aussi : en 1984, par exemple, 65 % des Japonais interrogés indiquent ne pas avoir de croyance, quand dans le même temps 81 % d'entre eux visitent les temples les premiers jours de l'année.

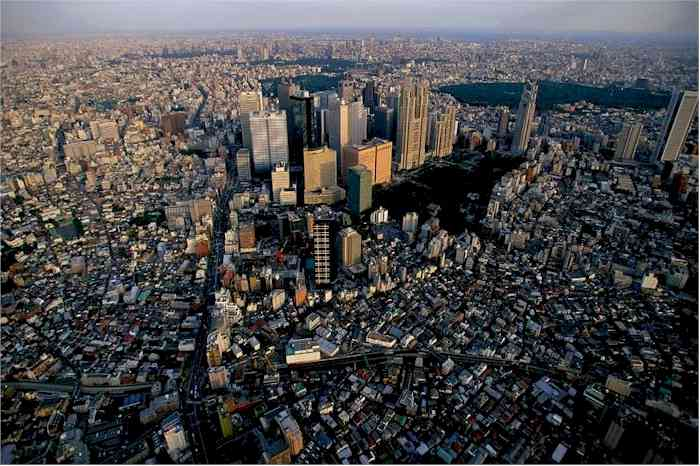
Nishi Shinjuku est construit à Tokyo à partir des années 1970.

Au début des années 1970, une nouvelle génération d'écrivains, nés après la Seconde Guerre mondiale, fait irruption sur la scène littéraire nationale. Elle propose des approches artistiques plus diverses que celles conçues par les générations antérieures. Des écrivains comme Kenzaburō Ōe, Kenji Nakagami et Haruki Murakami deviennent des auteurs-phares. Dans le domaine des mangas, le style gekiga commence à s'imposer dès la fin des années 1960 et les dessinatrices du Groupe de l'an 24 renouvellent le style des Shōjo.
La baisse continue de la fréquentation des salles de cinéma (d'un milliard d'entrées par an en 1950 à 187 millions en 1973) remet en cause les investissements des principaux studios du pays. Le réalisateur Akira Kurosawa, par exemple, doit faire appel à des capitaux soviétiques ou américains pour pouvoir financer ses films.
Bien que les mouvements de concentration urbaine vers les grandes villes ralentissent, certaines régions comme Hokkaidō ou Kyūshū tirent profit d'un développement régional. Malgré des initiatives étatiques en leur faveur, les autres aires géographiques restent en marge. Dans les grandes villes comme Tokyo, des quartiers de gratte-ciels commencent à être construits. C'est le cas, par exemple, de Nishi Shinjuku où les premiers immeubles de grandes hauteurs apparaissent dans les années 1970.

### Un pays face aux crises depuis les années 1990
La mort de l'empereur Hirohito et l'accession au trône de son fils Akihito en janvier 1989 ouvrent l'ère Heisei. Ses premières années sont assombries par plusieurs crises majeures. En 1990, éclate la bulle spéculative japonaise, à l'origine de la « décennie perdue », pendant laquelle la situation économique du pays se détériore. En 1995, la gestion par l'État de l'attentat au gaz sarin dans le métro de Tokyo et du séisme de Kōbe soulèvent de vives critiques.

#### L'hégémonie duPLDcontestée
À partir de 1989, le Parti libéral-démocrate, qui détient les rênes du pouvoir politique depuis l'après-guerre, se fracture de l'intérieur et enchaîne les défaites électorales. Éclaboussé par plusieurs scandales, il perd sa majorité au sénat lors des élections sénatoriales de 1989 (en). Le Parti socialiste japonais, affaibli par des divisions internes, ne parvient cependant pas à faire fructifier sa victoire. Plusieurs scissions ébranlent alors le PLD, qui se présente divisé aux élections législatives de 1993. Morihiro Hosokawa, chef du Nouveau parti du Japon, réunit autour de lui une coalition et devient en août 1993 le premier Premier ministre non issu du PLD depuis 38 ans. Cependant la coalition éclate en avril 1994, et, après un intérim assuré pendant 2 mois par Tsutomu Hata, le PLD revient au pouvoir au sein d'une coalition dirigée par les socialistes du Premier ministre Tomiichi Murayama. L'émergence d'une forme de bipartisme est attestée par les observateurs, renforcée par les bons résultats du Parti de la nouvelle frontière aux élections sénatoriales de 1995 (en). Cependant des dissensions idéologiques internes à la coalition, ainsi que la gestion jugée mauvaise par l'opinion du séisme de Kōbe et de l'attentat contre le métro de Tokyo en 1995 font chuter la popularité du gouvernement Murayama. À l'issue des élections législatives de 1996, le PLD remporte 239 sièges contre 156 pour le Nouveau parti pionnier. Ce dernier implose en plusieurs partis les mois suivants.
Ryūtarō Hashimoto forme en 1996 un gouvernement dominé par le PLD, mais doit céder sa place à un autre cadre du parti en 1998 : Keizō Obuchi, après une défaite électorale lors des élections sénatoriales de 1998 (en). Yoshirō Mori assure la succession à la mort de ce dernier en 2000. Le PLD porte de nouveau au pouvoir Jun'ichirō Koizumi en 2001. Celui-ci effectue le mandat le plus long depuis Satō, soit cinq ans et cinq mois. Réformateur et bénéficiant d'une certaine popularité, il doit cependant affronter, au sein de son propre parti, un noyau conservateur opposé à ses réformes. Ses successeurs, Shinzō Abe, Yasuo Fukuda puis Tarō Asō, réussissent à maintenir le PLD à la tête de l'État jusqu'à l'élection, en 2009, du leader du Parti démocrate du Japon : Yukio Hatoyama.
La seconde période de perte d'hégémonie du PLD commence en 2007. Aux élections sénatoriales de 2007 (en) les conservateurs perdent leur majorité, au bénéfice du Parti démocrate du Japon. Deux ans plus tard, Yukio Hatoyama devient le premier des trois Premiers ministres issus du PDJ à se succéder à la tête du pays. Mais ni lui, ni Naoto Kan qui lui succède en juin 2010, ni Yoshihiko Noda qui exerce la fonction de septembre 2011 à décembre 2012 ne sont en mesure d'inscrire leur mandat dans la durée. Le retour de Shinzō Abe aux affaires en 2012, replace le PLD à la tête du pays.

#### Montée des périls sur la scène internationale

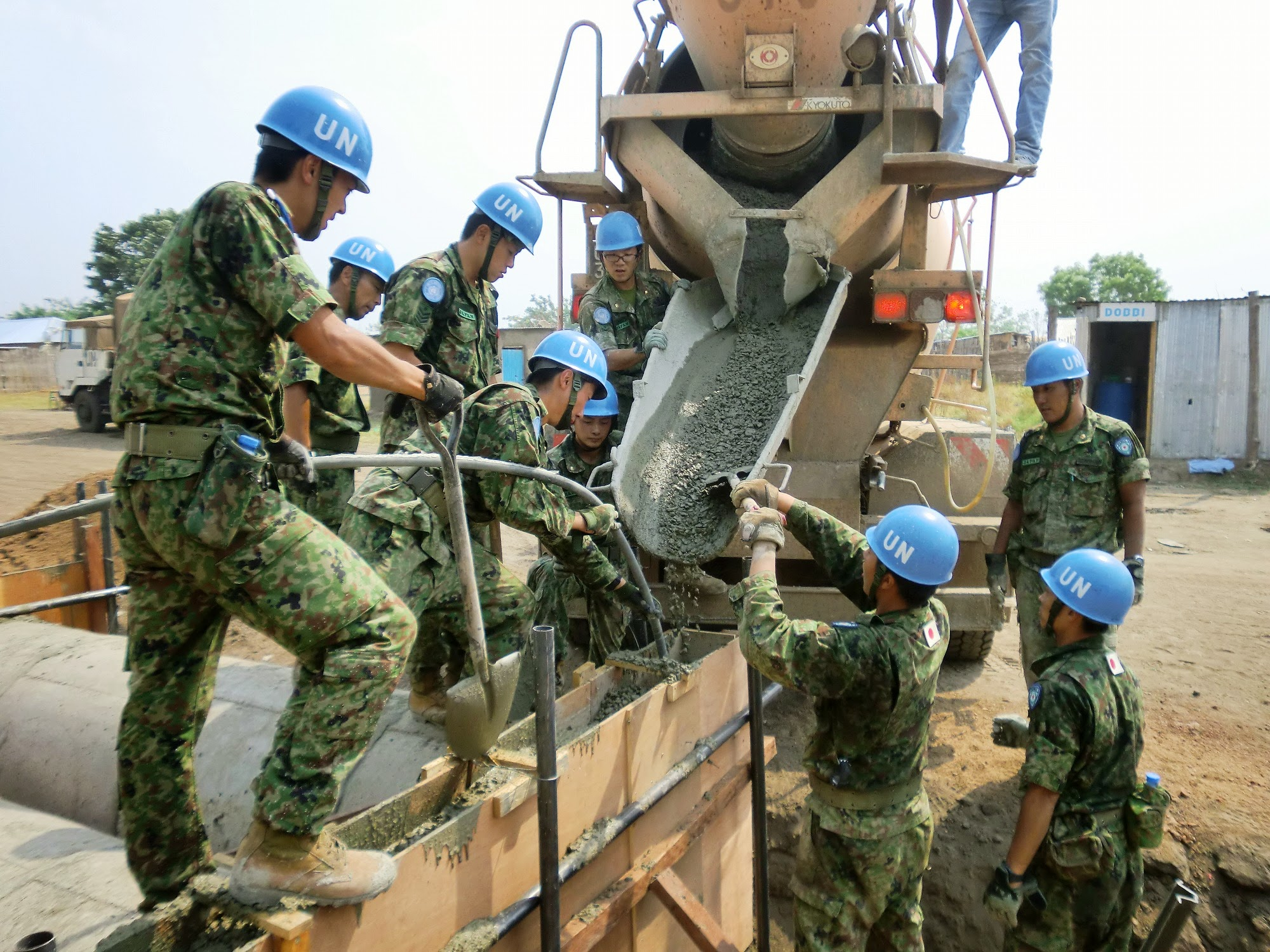
Depuis 1991, des soldats japonais sont de nouveau envoyés à l'étranger, dans le cadre d'opérations de l'ONU.

L'évolution du climat international au début des années 1990 relance le débat sur le caractère pacifiste de la constitution japonaise. Le déclenchement de la crise économique, la fin de la guerre froide en Asie, et l'éclatement de la guerre du Golfe obligent le Japon à repenser sa puissance militaire. Pour la première fois, en 1991, il envoie des casques bleus à l'étranger, dans le cadre des accords de Paris sur le Cambodge.
Au niveau régional, des antagonismes anciens s'enveniment entre le Japon, la Chine et la Corée du Nord. Cette dernière, lâchée par son allié soviétique, se lance dans une course à l'armement nucléaire, et menace directement le territoire nippon. La Chine, quant à elle, dispute au Japon la souveraineté sur les îles Senkaku. Les tensions avec ces deux pays, mais aussi avec la Corée du Sud, prennent souvent pour cadre des questions mémorielles, notamment durant la guerre des manuels en 2005, et à l'occasion de visites d'officiels japonais au sanctuaire de Yasukuni.
Cependant, sous la présidence de George W. Bush, le Japon se démarque à plusieurs reprises de son allié américain en optant pour une politique de conciliation. En 1991, deux ans après les manifestations de la place Tian'anmen, il normalise ses échanges diplomatiques et économiques avec la Chine. En 1998, le premier ministre Obuchi et le président sud-coréen Kim Dae-jung prônent, d'une même voix, une politique d'ouverture envers le voisin nord-coréen, initiative prolongée par deux visites à Pyongyang du Premier ministre Koizumi.

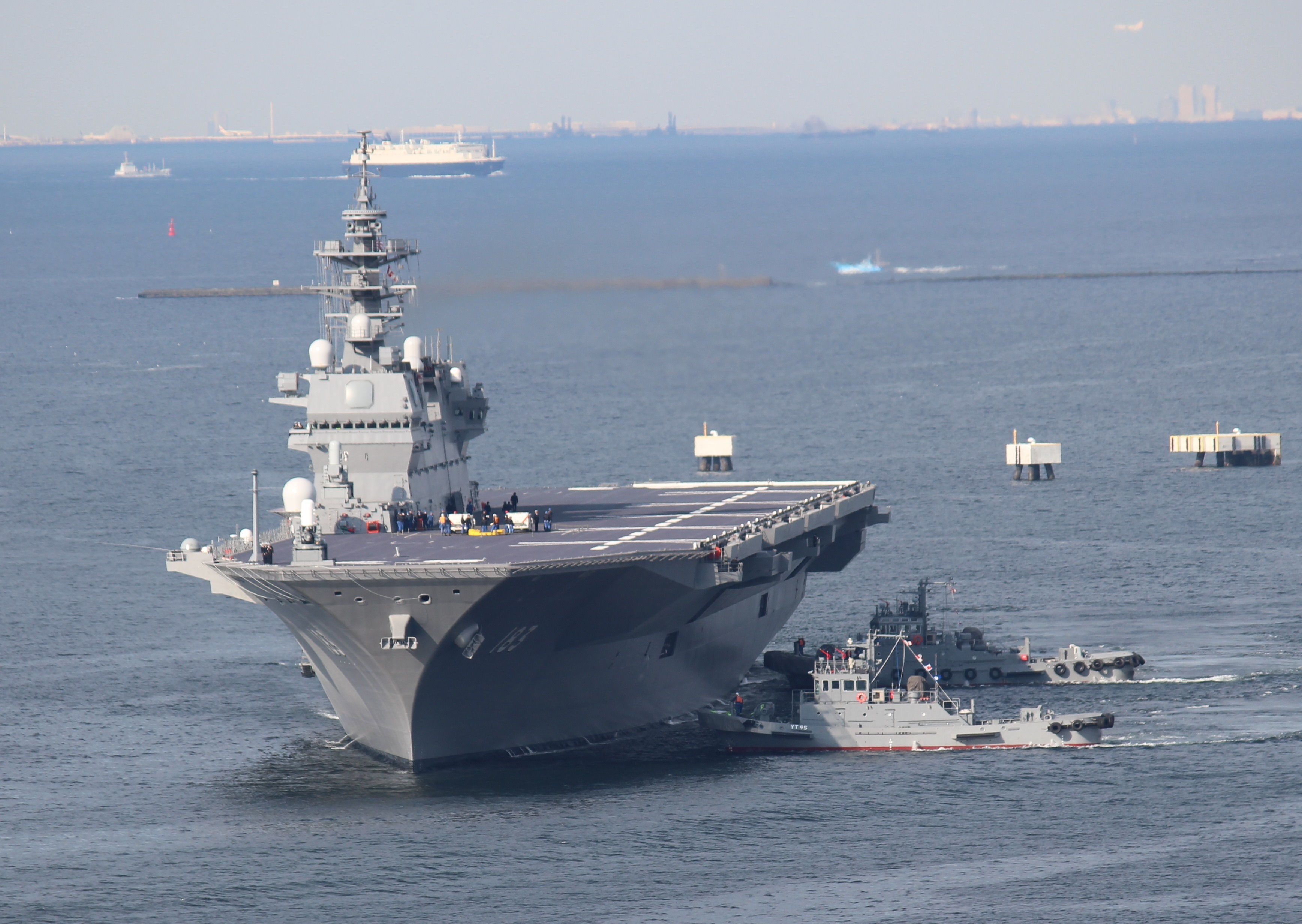
Les navires de la classe Izumo sont utilisables comme de véritables porte-avions.

La question de la réforme de l'armée japonaise resurgit à maintes reprises dans le débat public. Malgré une opposition populaire forte, plusieurs cadres politiques plaident pour une réforme de la constitution japonaise pour permettre le déploiement des Forces japonaises d'autodéfense dans des missions plus variées à l'étranger. En 2014, le Premier ministre Abe lance un processus de révision constitutionnelle. Dans le même temps, la composition des forces armées évolue. En 2012, le lancement de la construction de deux navires de classe Izumo (utilisables comme de véritables porte-avions), associés à la flotte de destroyers de classe Kongō, et aux transporteurs d'assaut de classe Osumi (lancés dans les années 2000), permet au pays de constituer plusieurs groupes de forces opérationnelles.

#### Marasme économique
L'appréciation du yen face au dollar à partir de la seconde moitié des années 1980 provoque le retour de capitaux au pays, souvent investis dans l'immobilier commercial. Cependant, la Banque du Japon intervient pour juguler la bulle spéculative qui se forme, en relevant son taux d'escompte à partir de mai 1989. Dès janvier 1990 le cours de la bourse de Tokyo commence à s'effondrer, et, au terme de l'année, la perte s'élève à 39 %. Pour compenser leurs pertes, des entreprises sont contraintes à vendre leurs actifs immobiliers, ce qui a pour effet de faire baisser la valeur de ceux-ci. Les banques sont elles aussi acculées à la vente d'actifs, et l'économie nationale entre en récession. La faillite de deux groupes financiers en 1997, la Hokkaido Takushoku Ginko et Yamaichi Securities (en), force le gouvernement à injecter 1 800 milliards de yens dans le système bancaire, mais sans succès jusqu'à ce que des réformes structurelles soient imposées, six ans plus tard, par le gouvernement Koizumi.

Indice Nikkei 225 de 1970 aux années 2015.

Sous la pression de ses partenaires commerciaux, désireux d'accéder au marché intérieur japonais, le gouvernement japonais applique plusieurs mesures de déréglementations. Les privatisations d'entreprises, qui avaient commencé dans les années 1980, reprennent lorsque Koizumi prend la direction des affaires du pays.
Le taux de chômage double entre 1992 et 2002, passant de 2,2 % à 5,4 %. Il atteint, et parfois dépasse, 10 % dans les catégories comme celles des hommes de moins de 25 ans ou de plus de 60 ans. La part de l'emploi précaire (intérim, contrats à durée indéterminée…) augmente et concerne un actif sur quatre au début des années 2000.
Cependant, la valeur en dollars des exportations progressent continûment, portée par des secteurs restés compétitifs comme l'automobile et l'électronique, et la balance commerciale demeure excédentaire (autour de 100 milliards de dollars par an). Du fait de l'abondance de ses devises (en 2007, le pays détient 970 milliards de devises étrangères), le pays reste le premier créditeur mondial en 2002.

#### Baisse démographique et catastrophes de Fukushima
La population poursuit sa croissance, et atteint un maximum de 127 millions d'individus en 2004. Cependant cette hausse s'explique notamment par un allongement de la durée de vie, le taux de fécondité étant passé sous le taux de renouvellement dès 1974, et la part des plus de 65 ans passe de 7 à 20 % entre 1970 et 2006. La baisse de la natalité glisse progressivement jusqu'à 1,32 enfant par femme en 2006, et les projections pour 2100 indiquent que la population japonaise pourrait baisser jusqu'à 64 millions d'habitants si la tendance ne s'inversait pas.

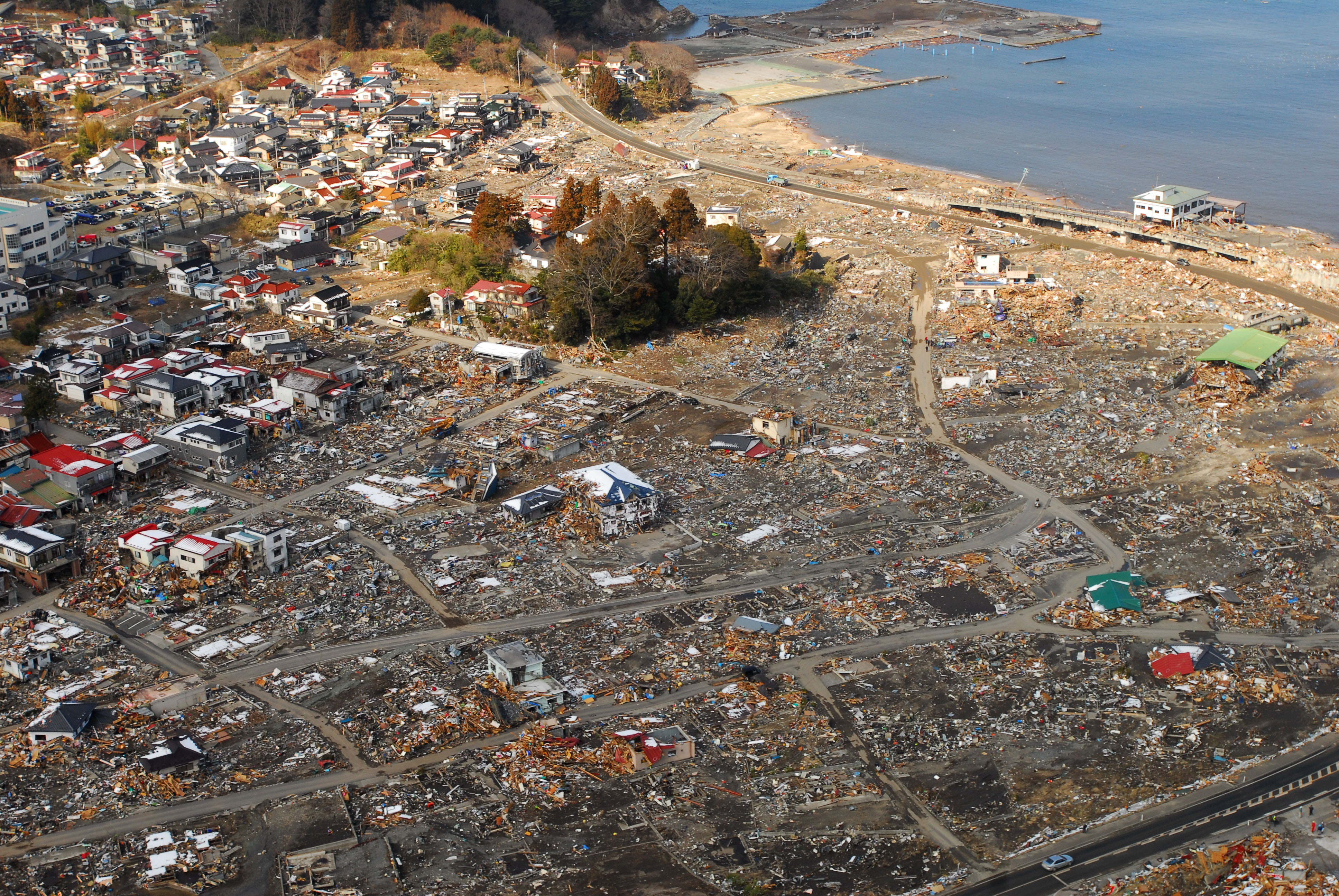
18 mars 2011 : vue aérienne du quartier Kirikiri d'Ōtsuchi (préfecture d'Iwate).

Au début des années 1990, des phénomènes culturels, jusque-là marginaux — celui des Otaku, par exemple —, deviennent de notoriété publique. Basés sur diverses expressions de la culture populaire japonaise comme le manga, la japanimation et l'univers des jeux vidéo, ils influencent des mouvements artistiques comme Superflat, et portent le Soft power japonais à l'étranger : en 2005, le pays se classe deuxième exportateur mondial de biens culturels (12,5 milliards de dollars, en valeur).
Le 11 mars 2011, un séisme de magnitude 9,0, suivi d'un tsunami, frappe l'est du Tōhoku autour de Sendai, provoquant la mort de plusieurs milliers de personnes, d'importants dégâts dans toute la partie nord-est de Honshū et l'accident nucléaire de Fukushima. Cette triple catastrophe, écologique et technologique, instille le doute dans une opinion publique japonaise déjà accablée par des années de stagnation économique et inquiète de la montée en puissance de son voisin chinois,.

## Sources